# Charles V le Sage
Vous lisez un « article de qualité » labellisé en 2008.
Pour les articles homonymes, voir Charles V.
Charles V, dit le Sage, né le 21 janvier 1338 à Vincennes et mort le 16 septembre 1380 au château de Beauté (actuelle Nogent-sur-Marne), fils de Jean II le Bon, est roi de France de 1364 à 1380, troisième représentant de la dynastie des Valois, qui règne sur la France depuis 1328.
Son règne marque la fin de la première partie de la guerre de Cent Ans. Il parvient à récupérer la quasi-totalité des territoires perdus par son père Jean II et son grand-père Philippe VI, à restaurer l'autorité royale et à sortir le royaume d'une période difficile marquée par les défaites de Crécy (1346) et de Poitiers (1356), par un conflit avec le roi de Navarre Charles II le Mauvais et par l'épidémie de peste noire des années 1347-1351, qui touche la quasi-totalité de l'Europe.
Très instruit, il est connu pour avoir fondé la première librairie royale, ancêtre de la Bibliothèque nationale de France.
En 1349, il est le premier prince royal à recevoir le titre de dauphin, en tant que fils aîné et héritier présomptif, à la suite de l'achat du Dauphiné de Viennois, jusque là fief du Saint-Empire romain germanique.
Il accède aux responsabilités dès 1357, lorsque Jean le Bon, prisonnier des Anglais depuis la défaite de Poitiers, est transféré en Angleterre (pour trois ans). Mais son pouvoir est contesté par le roi de Navarre, qui continue de revendiquer la couronne de France en tant que petit-fils de Louis X le Hutin, et par le prévôt des marchands de Paris, Étienne Marcel, qui souhaite un renforcement du rôle des états généraux du royaume.
Il réussit à conserver la couronne à la maison de Valois bien que le pays sombre dans la guerre civile. Sacré roi de France en 1364 après la mort de son père à Londres, il restaure l'autorité royale en la fondant sur l'État de droit et en poursuivant une politique de monnaie stable instaurée par les conseillers de son père. Un parallèle est très vite établi entre son règne et celui de Saint Louis, référence du bon gouvernement à l'époque.
Il dote ses frères d'apanages afin d'éviter qu'ils complotent contre lui. Le plus célèbre est celui qu'il cède en 1363 à Philippe le Hardi, le duché de Bourgogne, créant ainsi la maison de Valois-Bourgogne, avec laquelle ses successeurs seront souvent en conflit, notamment sous les ducs Philippe le Bon et Charles le Téméraire.
Il instaure des impôts durables qui lui permettent de doter la France d'une armée permanente, qui, associée à celles de ses frères, lui permet de débarrasser le royaume des Grandes Compagnies de mercenaires démobilisés, puis de vaincre les Anglais, victoire aussi acquise grâce à une action diplomatiques auprès de la noblesse de Guyenne (fief de France tenu par le roi d'Angleterre), et en isolant celui-ci du reste de l'Europe. Il promeut aussi le sentiment national, transformant les Anglais en envahisseurs.
Son règne est enfin marqué par le Grand Schisme d'Occident, qu'il n'a pas pu ou voulu empêcher.

## Biographie

### Origines familiales
Charles naît au château de Vincennes le 21 janvier 1338.
Il est le fils de Jean II le Bon (1319-1364), fils lui-même de Philippe de Valois (1293-1350), qui devint roi de France en 1328 sous le nom de Philippe VI, après la mort de Charles IV le Bel, dernier représentant mâle de la dynastie des Capétiens. La cour de France décide à ce moment d'exclure de la succession les princesses royales que sont Jeanne (1312-1349), fille de Louis X le Hutin, et surtout Isabelle, fille de Philippe IV le Bel, car elle est l'épouse du roi d'Angleterre Édouard II et la mère d'Édouard III. Philippe de Valois, étant le parent mâle le plus proche du dernier roi, en tant que petit-fils de Philippe III le Hardi, devient donc roi, mais cette succession est contestée, notamment par Édouard III (1312-1377), roi à partir de 1327.
La mère de Charles V est Bonne de Luxembourg (1315-1349), fille de Jean de Luxembourg, roi de Bohême, fils de l'empereur Henri VII, et sœur de Charles de Luxembourg (1316-1378), empereur sous le nom de Charles IV à partir de 1347. Jean de Luxembourg, dit l'Aveugle, trouve la mort à Crécy en 1346. Bonne de Luxembourg meurt de la peste, ainsi d'ailleurs que Jeanne de Bourgogne (1293-1349), épouse de Philippe VI et mère de Jean le Bon.

### Enfance

#### Formation
Il est éduqué à la cour avec d'autres enfants de son âge, desquels il restera proche : son oncle Philippe d'Orléans ; ses trois frères Louis, Jean et Philippe ; Louis de Bourbon ; Édouard et Robert de Bar ; Godefroy de Brabant ; Louis d'Étampes ; Louis d'Évreux (frère de Charles le Mauvais) ; Jean et Charles d'Artois ; Charles d'Alençon et Philippe de Rouvre.
Son précepteur est probablement Sylvestre de La Cervelle, qui lui enseigne le latin et la grammaire.

#### Dauphin de France (1349)

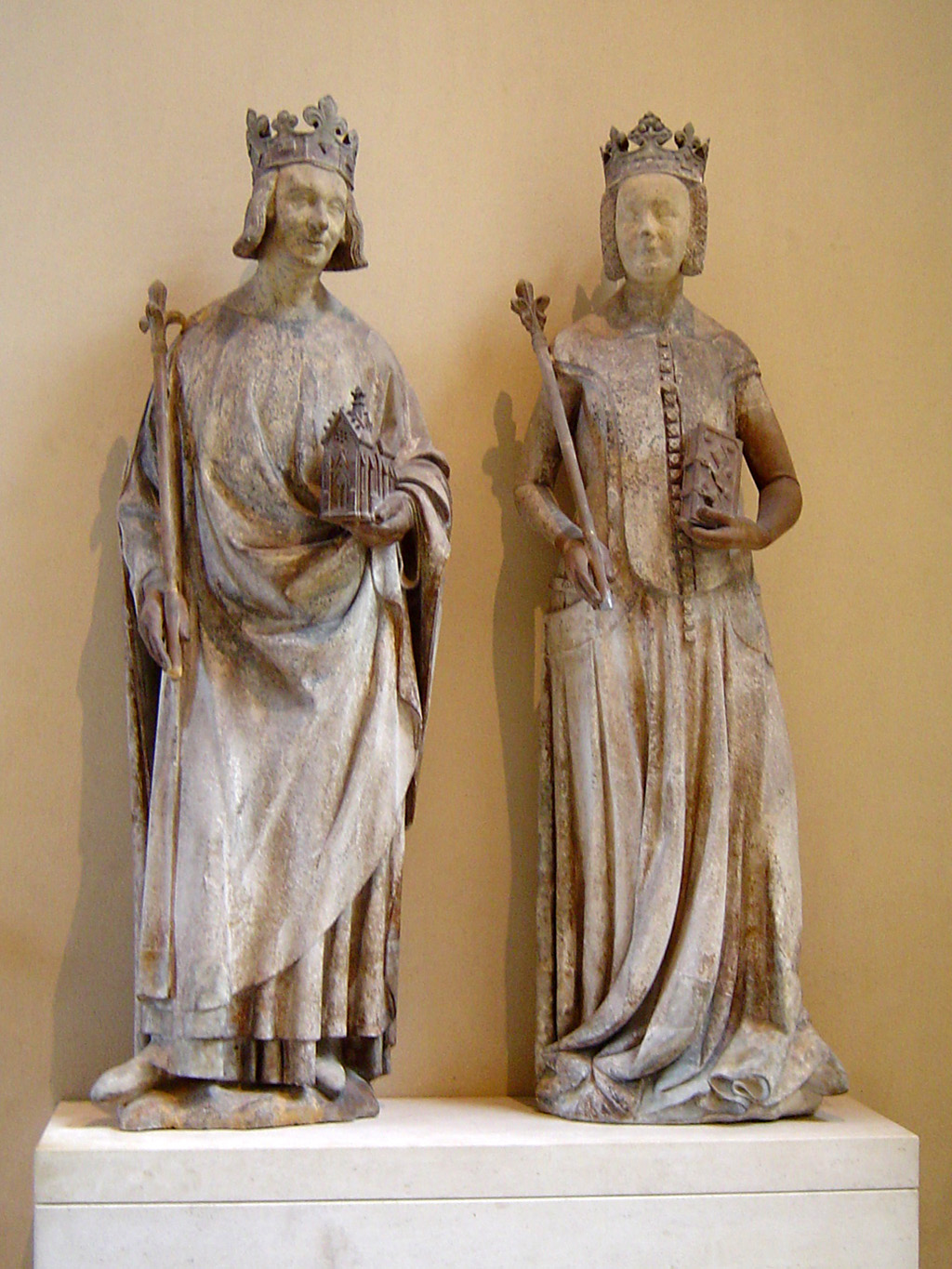
Charles V et Jeanne de Bourbon, Paris, musée du Louvre. Provenant probablement des décors extérieurs du Louvre, ces sculptures furent restaurées au XIXe siècle par Alexandre Lenoir en Louis IX et Marguerite de Provence, ce qui explique la présence d'une maquette de la Sainte-Chapelle de Paris dans la main gauche du roi.

En 1349, le comte Humbert II, ruiné à la suite d'une croisade à Smyrne, et sans héritier après la mort de son fils unique, décide de vendre le Dauphiné de Viennois, fief relevant du Saint-Empire romain germanique. Philippe VI se porte acquéreur et conclut avec Humbert le traité de Romans, selon lequel le Dauphiné de Viennois doit revenir à un fils du prince héritier Jean le Bon. C'est Charles, fils aîné de Jean, qui reçoit le fief, ainsi que le titre de dauphin, qui devient ensuite le titre du prince héritier de France.
Cette prise de possession du Dauphiné est la première extension du royaume au delà des limites définies par le traité de Verdun de 843 (ici : le Rhône). Elle permet de mieux contrôler la vallée du Rhône, axe commercial majeur entre la Méditerranée et l'Europe du Nord. Elle met les rois de France en contact direct avec Avignon, ville pontificale et centre diplomatique important à cette époque.
Âgé de douze ans, Charles a sa première expérience dans l'exercice du pouvoir lors de son séjour, du 10 décembre 1349 à mars 1350, à Grenoble, capitale du Dauphiné. Quelques jours après son arrivée, la population de Grenoble est conviée sur la place Notre-Dame, où une estrade est dressée. Placé à côté de l'évêque Jean de Chissé, Charles y reçoit le serment de fidélité des habitants. En échange, il leur promet de respecter la charte communale de la ville et confirme les libertés et franchises qu'Humbert II a reprises par un statut solennel promulgué avant son abdication. Enfin, il accorde une amnistie à tous les condamnés, exception faite de ceux qui encourent la peine capitale.
Au cours de son séjour, le dauphin s'applique, en dépit de son jeune âge, à se faire reconnaître par ses sujets, et intercède pour faire cesser la guerre qui sévit entre deux familles de vassaux.

#### Mariage (1350)
Le 8 avril 1350, à l'âge de 12 ans, le dauphin épouse, à Tain-l'Hermitage, sa parente Jeanne de Bourbon (âgée de 12 ans également). Un accord du pape a été obtenu pour ce mariage consanguin : Jeanne est en effet la fille d'Isabelle de Valois, sœur de Philippe VI, grand-père de Charles, ce qui fait de lui son petit-cousin. Cette consanguinité est probablement à l'origine[réf. souhaitée] des troubles psychiatriques[réf. souhaitée] de Charles VI et de la fragilité des autres enfants de Charles V.
Le mariage est retardé par les morts de Bonne de Luxembourg et de Jeanne de Bourgogne, emportées par la peste pendant son séjour en Dauphiné. Le dauphin a lui-même été gravement malade d'août à décembre 1349. Les rassemblements étant limités, afin de ralentir la diffusion de la peste qui sévissait alors dans toute l'Europe, le mariage a lieu dans l'intimité.

### Rapprochement du dauphin avec la faction du roi de Navarre (1350-1356)

#### L'avènement de Jean le Bon (1350)

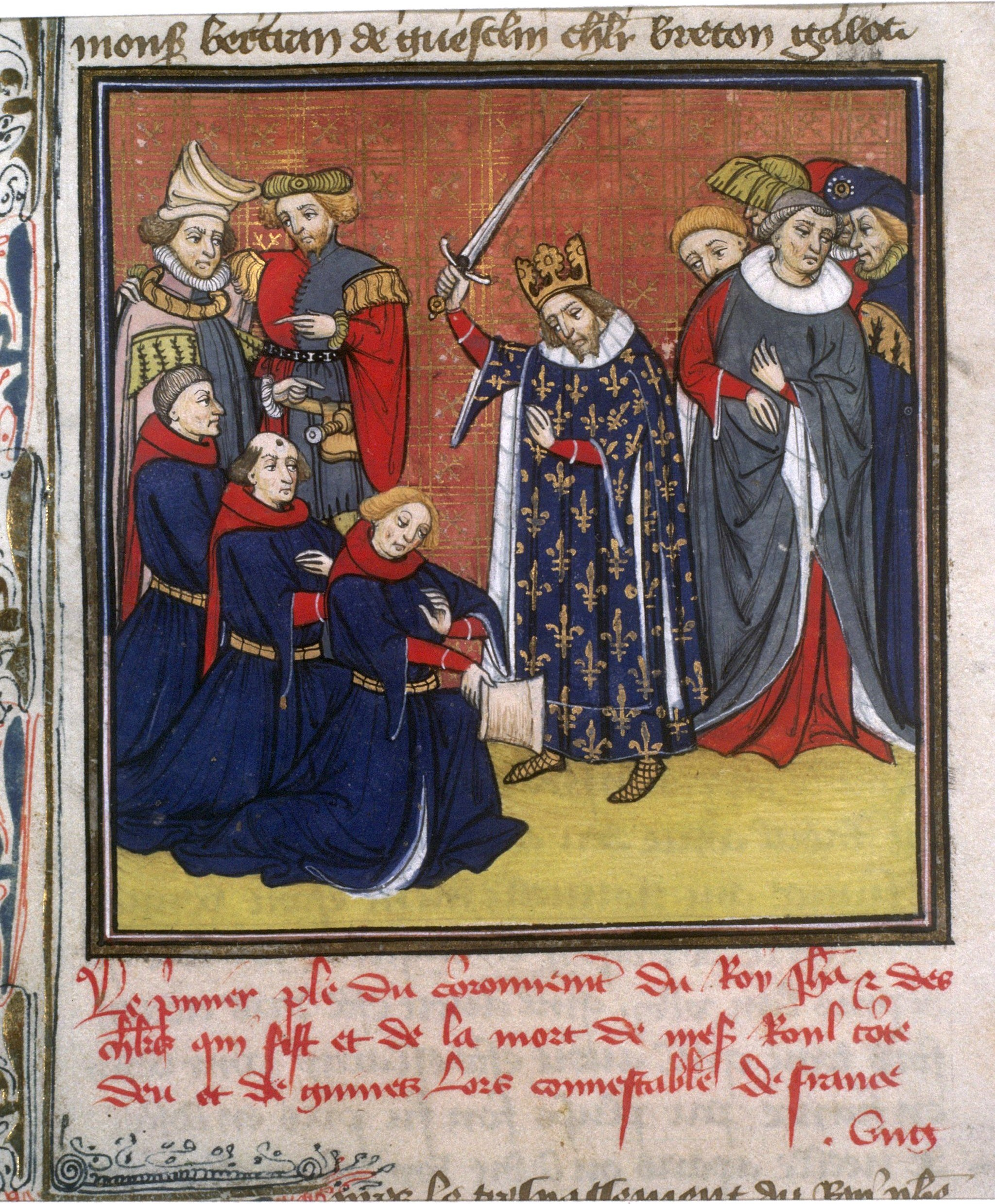
Jean II adoubant des chevaliers, miniature d'un manuscrit des Chroniques de Saint-Denis, XVe siècle, BNF.

Le dauphin est rappelé à Paris à la mort de Philippe VI (22 août 1350), puis est présent le 26 septembre 1350 au sacre de son père à Reims.
Il est fait chevalier de l'ordre de l'Étoile.

#### Les problèmes politiques du royaume de France
Lorsque Jean le Bon devient roi, sa légitimité et celle de la dynastie des Valois sont mises en question. Philippe VI a été déconsidéré par les désastres de Crécy et de Calais, et par les mutations monétaires auxquelles il a recouru pour soutenir les finances royales, ainsi que par les ravages de la peste. Les Valois sont confrontés à diverses oppositions internes au royaume, en plus de celle du roi d'Angleterre Édouard III, qui détient d'ailleurs en France un fief important, le duché de Guyenne, incluant Bordeaux.
La principale est celle du roi de Navarre (depuis 1349) Charles II (1332-1387), dit le Mauvais, petit-fils de Louis X le Hutin par sa mère Jeanne. Noble français de haut rang, Charles de Navarre estime être plus légitime que les Valois pour détenir la couronne de France. Comte d'Évreux (donc un puissant « baron normand »), il revendique aussi le comté de Champagne (il est l'arrière-petit-fils de la dernière comtesse de Champagne, Jeanne Ire de Navarre) et le comté d'Angoulême.
Il parvient à rassembler les mécontents du règne de Philippe VI, qui forment autour de lui une faction d'opposition incluant la maison de Boulogne (le comte, le cardinal, leurs deux frères et leurs parents d'Auvergne[pas clair]), les barons de Champagne, les fidèles de Robert III d'Artois, chassé du royaume par Philippe VI. Il a aussi le soutien de l'université de Paris et des marchands du Nord-Ouest pour lesquels le commerce trans-Manche est vital[pas clair].

#### Les problèmes de la Normandie

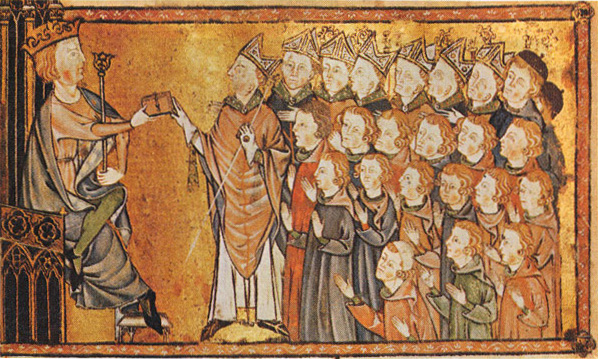
La Charte aux Normands de 1315, confirmée en 1339 par Philippe VI, garantit une large autonomie à la Normandie. Grand Coutumier de Normandie, XIVe siècle, Petit Palais.

La Normandie a une situation particulière dans le royaume du fait de ses liens anciens avec l'Angleterre, établis lors de l'avènement du duc de Normandie Guillaume le Conquérant comme roi d'Angleterre (1066). Sur le plan du droit féodal, les rois d'Angleterre (héritiers de Guillaume) ont cessé d'être simultanément ducs de Normandie en 1204 (le duché, qui fait partie du domaine royal, a été attribué à Jean le Bon en apanage en 1332).
Cependant, l'économie du duché dépend autant des échanges maritimes à travers la Manche que de ceux par transport fluvial sur la Seine[réf. nécessaire].
Par ailleurs, un certain nombre de seigneurs fonciers normands ont toujours des terres en Angleterre et ont du mal à prendre clairement parti dans le conflit qui oppose les rois de France et d'Angleterre (risques de confiscation d'une partie de leurs biens).
C'est pourquoi la noblesse normande se regroupe en clans solidaires qui lui permettent de faire front. Ainsi obtient-elle des chartes garantissant au duché une grande autonomie. Raoul de Brienne est un exemple significatif : il mène une politique étrangère indépendante, et s'il commande l'armée française envoyée en Écosse en 1335, c'est en tant que capitaine général engagé par contrat et non comme l’obligé du roi.[pas clair]
La noblesse normande est cependant divisée. Notamment, il existe depuis des générations un conflit entre les maisons de Tancarville et d'Harcourt. Les rois de France soutiennent traditionnellement les comtes de Tancarville, auxquels ils confient la charge de chambellan de l'Échiquier de Normandie. Les échiquiers avaient l'ultime juridiction qui tranchait au civil comme au pénal en dernier ressort. Comme l'Échiquier ne siégeait que deux fois l’année, lorsqu’il y avait des affaires provisoires, en attendant la tenue de l'Échiquier, c'était le sénéchal de Normandie qui y présidait et appelait des membres du clergé et de la noblesse à siéger avec voix délibérative.
Mais afin d’éviter une éventuelle allégeance de seigneurs normands à Édouard III, dans le cadre de la guerre franco-anglaise, Philippe VI a été contraint de composer avec le clan des Harcourt. Il nomme Godefroy de Harcourt, capitaine souverain en Normandie.
En tant que duc de Normandie, Jean le Bon a poursuivi la politique de soutien aux Tancarville, associée à la maison de Melun par le mariage (avant 1316) du vicomte Jean de Melun (mort en 1350) avec Jeanne de Tancarville, héritière unique du comté de Tancarville. Par la suite, ce sont les Melun-Tancarville qui forment l'ossature du parti de Jean le Bon, alors que Godefroy de Harcourt est le défenseur historique des libertés normandes. Le rapprochement entre ce dernier et Charles de Navarre, celui-ci se posant en champion des réformateurs[pas clair], va de soi,.

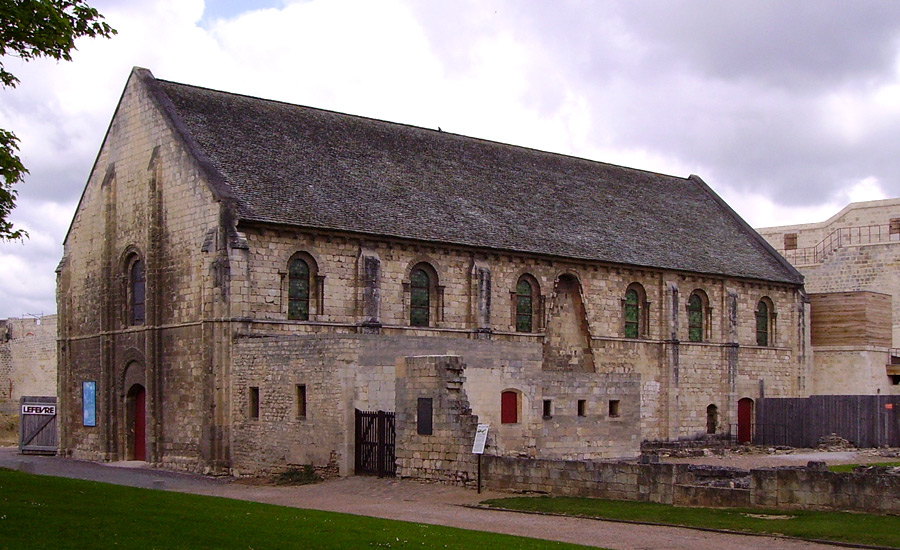
L’Échiquier de Normandie (XIIe siècle) rend justice en Normandie. La seconde Charte aux Normands de 1339, leur garantit le droit de ne jamais être cités devant une autre juridiction. Aula du château de Caen.

Le 19 novembre 1350, Jean le Bon, à peine sacré roi de France, fait arrêter puis exécuter Raoul II de Brienne, comte de Guînes et connétable de France. Il semble que celui-ci devait rendre hommage à Édouard III, ce qui aurait été catastrophique pour le nouveau roi car aurait ouvert la porte à d'autres défections vers le camp anglais. Pour éviter ces défections éventuelles, l'affaire est réglée dans le secret. Or, l'opacité totale qui entoure cette exécution a un effet complètement contre-productif et alimente les rumeurs. Une grande partie de la noblesse normande et les nombreux soutiens du connétable se rallient au camp navarrais : les seigneurs normands et la noblesse du Nord-Ouest (de Picardie, d'Artois, du Vermandois, du Beauvaisis et de Flandre dont l'économie dépend des importations de laine anglaise), ainsi que les frères de Picquigny, fidèles alliés du connétable. Au lendemain de la mort de ce dernier, Charles le Mauvais écrit au duc de Lancastre, fils d'Édouard III : « Tous les nobles de Normandie sont passés avec moi à mort à vie ».
Brillant orateur et habitué à la monarchie contrôlée par sa fréquentation des cortes navarraises (l'équivalent des états généraux), Charles le Mauvais se fait le champion de la réforme d'un État jugé trop arbitraire, ne laissant plus voix ni à la noblesse ni aux villes (Jean le Bon gouverne avec un cercle de favoris et d'officiers d’ascendance parfois roturière). À l'inverse de son père, Charles V ne considère pas le pouvoir du roi comme légitime, mais relevant de l’acquis ; il doit, selon lui, s’obtenir grâce à l'approbation de ses sujets et nécessite une grande capacité d'écoute. Cette vision des choses lui permet de se rapprocher des nobles normands et du courant réformateur, et donc de Charles de Navarre.

Royaume de France en 1350
Possessions de Charles de Navarre
États pontificaux
Territoires contrôlés par Édouard III
Zone d'influence économique anglaise
Zone d'influence culturelle française

La puissance du roi de Navarre est telle que, le 8 janvier 1354, il fait assassiner en toute impunité son rival Charles de la Cerda (le favori du roi), assumant ouvertement ce crime. Il obtient même, lors du traité de Mantes, des concessions territoriales et de souveraineté grâce à la menace d'une alliance avec les Anglais. Mais à Avignon, Français et Anglais négocient une paix qui empêcherait Charles de Navarre de compter sur le soutien d'Édouard III et l'éloignerait définitivement du pouvoir ; il conclut donc avec les Anglais un traité au terme duquel le royaume de France serait tout simplement partagé,. Un débarquement anglais est prévu pour la fin de la trêve qui expire le 24 juin 1355.
Le roi Jean missionne le dauphin en mars 1355 pour organiser la défense de la Normandie, ce qui passe par la levée de l'impôt nécessaire. La tâche est difficile du fait de l'influence grandissante de Charles le Mauvais qui, en vertu du traité de Mantes, a un statut proche de celui de « duc » et, susceptible de s'allier à Édouard III, peut à tout moment ouvrir les portes de la Normandie à l'Anglais. Le dauphin sait se faire accepter. Les Normands rechignent d'autant plus à faire rentrer les taxes que les Navarrais les y encouragent, mais l'argent récolté est redistribué aux seigneurs qui ont bien voulu consentir à tailler leurs sujets. Il reste peu de finances pour équiper des hommes d'armes, mais le dauphin y gagne des sympathies. Ses capacités d'écoute lui permettent d'éviter la guerre en obtenant en juin une réconciliation entre le Navarrais et le roi qui est scellée par une cérémonie à la cour le 24 septembre 1355. Édouard III prend ombrage du nouveau revirement de Charles de Navarre (il se méfie désormais de ce concurrent à la couronne de France trop gourmand et trop retors) : le débarquement promis n'a pas lieu.

#### Tentative de fugue
L'oncle du dauphin et empereur Charles IV, subissant une offensive diplomatique de la part des Anglais, et inquiété par l'influence grandissante des Français sur l'Ouest de l'Empire (la Bourgogne, le Dauphiné et de nombreuses places fortes sont contrôlés par les Français), menace de renégocier son alliance avec son beau-frère Jean le Bon et émancipe le duc de Bourgogne pour ses possessions en terre d'Empire (du fait de son jeune âge, ses terres sont gérées par son beau-père, le roi de France). Le roi fait montre d'intransigeance et la tension monte. Charles, qui est très proche de son oncle et risque d'y perdre le Dauphiné, est opposé à la façon de procéder de son père. Monté contre lui par Robert Le Coq (l'un des plus fervents Navarrais, jouant double jeu auprès de Jean le Bon) qui ne cesse de lui assurer que son père cherche à l'évincer du pouvoir, il organise avec le concours du parti navarrais une fugue visant à rencontrer l'empereur, lui prêter l’hommage et apaiser les tensions. Elle doit avoir lieu en décembre 1355. Le roi, mis au courant du complot par Robert de Lorris, convoque son fils et lui confie la Normandie en apanage pour le rassurer sur ses sentiments envers lui et contrer le travail de sape des Navarrais.

#### Duc de Normandie
Le 7 décembre 1355, Charles devient donc duc de Normandie. Mais Jean le Bon, averti du complot de partage du pays ourdi par Charles le Mauvais et les Anglais à Avignon, se décide à mettre le Navarrais hors d'état de nuire.
Le 5 avril 1356, le dauphin Charles convie en son château de Rouen toute la noblesse de la province, à commencer par le comte d'Évreux, Charles le Mauvais, pour fêter son intronisation en Normandie. La fête bat son plein lorsque surgit Jean II le Bon, coiffé d'un bassinet et l'épée à la main, qui vient se saisir de Charles le Mauvais en hurlant : « Que nul ne bouge s'il ne veut être mort de cette épée ! ». À ses côtés, son frère Philippe d'Orléans, son fils cadet Louis d'Anjou et ses cousins d'Artois forment une escorte menaçante. À l'extérieur, une centaine de cavaliers en armes tiennent le château. Le roi se dirige vers la table d'honneur, agrippe le roi de Navarre par le cou et l'arrache violemment de son siège en hurlant : « Traître, tu n'es pas digne de t'asseoir à la table de mon fils ! ». Colin Doublet, écuyer de Charles le Mauvais, tire alors son couteau pour protéger son maître, et menace le souverain. Il est aussitôt appréhendé par l'escorte royale qui s'empare également du Navarrais. Excédé par les complots de son cousin avec les Anglais, le roi laisse éclater sa colère qui couve depuis la mort, en janvier 1354, de son favori le connétable Charles d'Espagne.

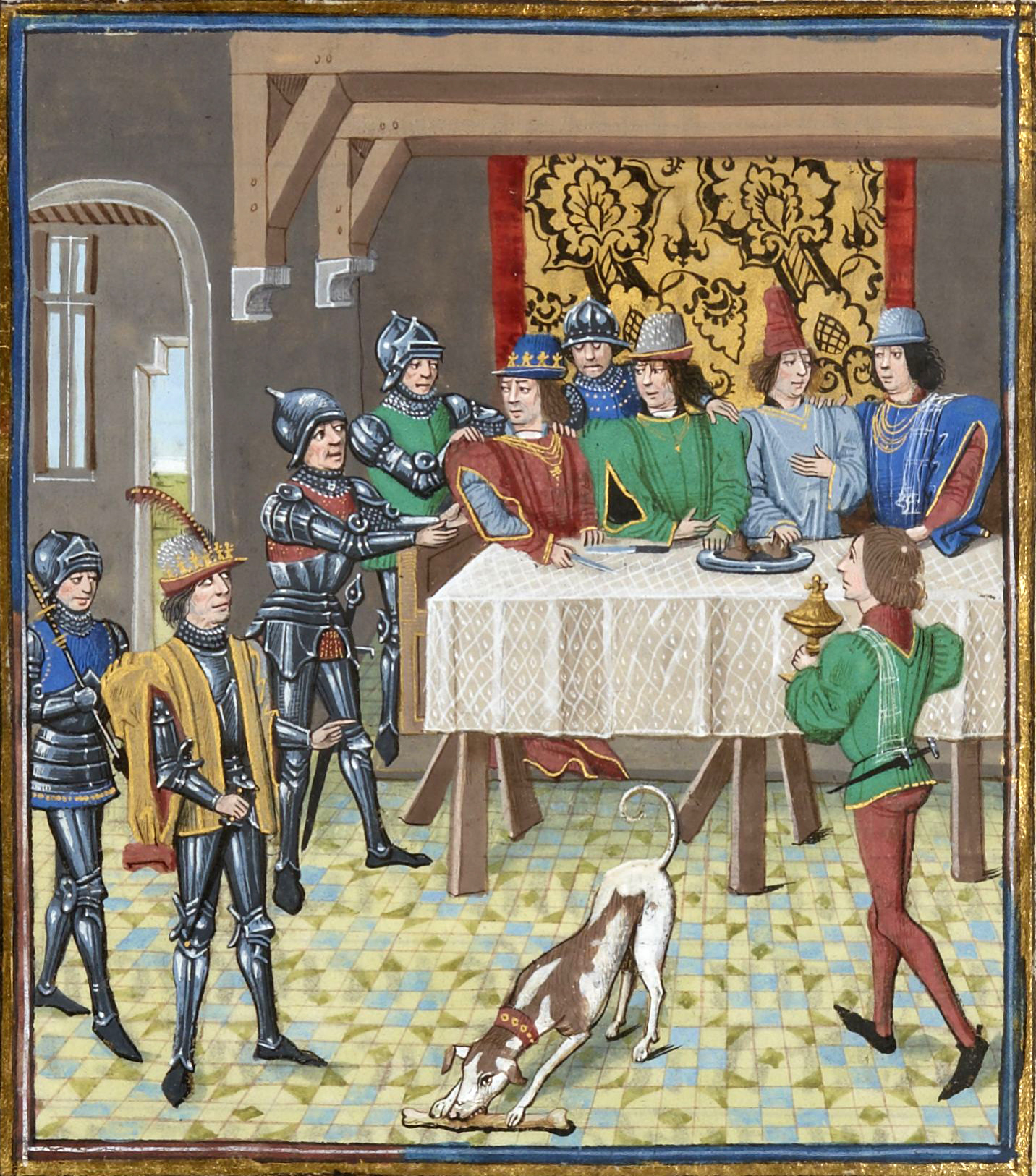
Arrestation de Charles de Navarre à Rouen en 1356 (Chroniques de Froissart, Loyset Liedet, BnF, ms. français 2643, XVe siècle).

Malgré les supplications de son fils qui, à genoux, implore de ne pas le déshonorer, le roi se tourne vers Jean d'Harcourt, infatigable défenseur des libertés provinciales, mais qui a été mêlé à l'assassinat de Charles de la Cerda. Il lui assène un violent coup de masse d'armes sur l'épaule avant d'ordonner son arrestation. Le soir même, le comte d'Harcourt et trois de ses compagnons, dont l'écuyer Doublet, sont conduits au lieu-dit du Champ du Pardon. En présence du roi, le bourreau, un criminel libéré pour la circonstance qui gagne ainsi sa grâce, leur tranche la tête.
Deux jours plus tard, la troupe regagne Paris pour célébrer la fête de Pâques. Charles le Mauvais est emprisonné au Louvre, puis au Châtelet. Mais la capitale n'est pas sûre, aussi est-il finalement transféré à la forteresse d'Arleux, près de Douai, terre d'Empire depuis le mariage en 1324 de Marguerite II de Hainaut avec Louis IV de Wittelsbach, l'empereur romain germanique.
Incarcéré, Charles II de Navarre gagne en popularité ; ses partisans le plaignent et réclament sa liberté. La Normandie gronde et nombreux sont les barons qui renient l'hommage prêté au roi de France et se tournent vers Édouard III d'Angleterre. Pour eux, Jean le Bon a outrepassé ses droits en arrêtant un prince avec qui il a pourtant signé la paix. Pire encore, ce geste est perçu par les Navarrais comme le fait d'un roi qui se sait illégitime et espère éliminer un adversaire dont le seul tort est de défendre ses droits à la couronne de France. Philippe de Navarre, frère de Charles le Mauvais, envoie son défi au roi de France le 28 mai 1356. Les Navarrais, et particulièrement les seigneurs normands, passent en bloc du côté d'Édouard III qui, dès le mois de juin, lance ses troupes dans de redoutables chevauchées, en Normandie, dans le Sud puis le Centre de la France. Le 19 septembre, Jean le Bon est fait prisonnier par les Anglais à la défaite de Poitiers.

### Lieutenant du roi pendant les captivités de Jean le Bon et de Charles de Navarre (septembre 1356-novembre 1357)

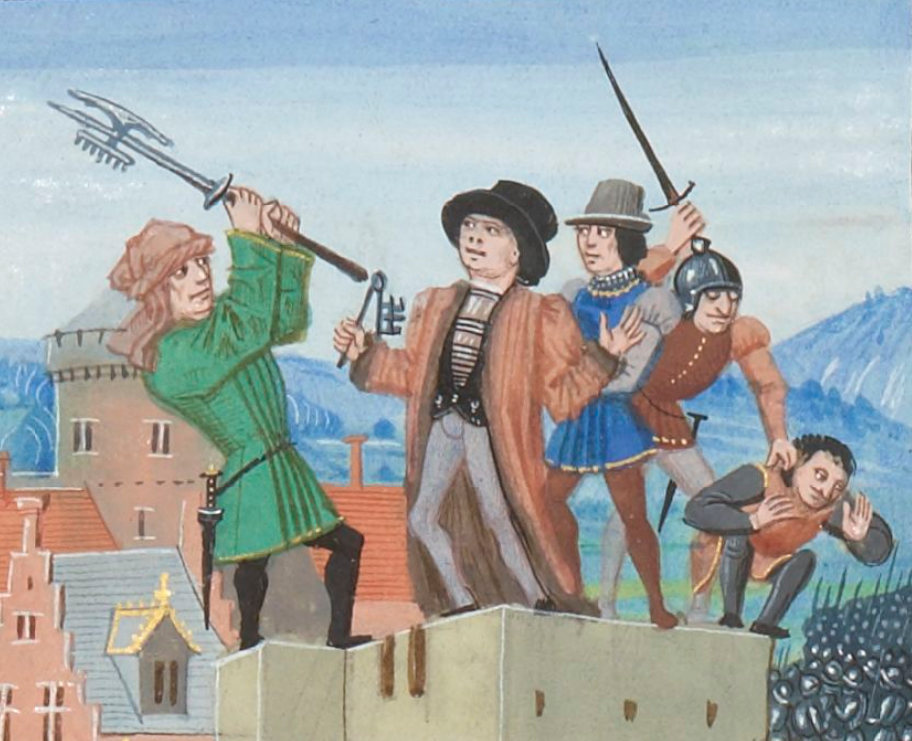
Étienne Marcel, représenté en costume de la fin du XVe siècle (Chroniques de Jean Froissart, enluminées par Loyset Liédet, BnF, ms. français 2643 230, XVe siècle).

Lorsque Jean le Bon est fait prisonnier par les Anglais (19 septembre 1356), Charles de Navarre est prisonnier du roi de France depuis le 4 avril. Le dauphin, qui devient responsable du royaume de France, est confronté à l'action des partisans du roi de Navarre, dont la libération est un des enjeux de cette période. Mais aussi aux demandes de ceux qui veulent des réformes institutionnelles renforçant le rôle des états généraux. Les deux factions peuvent d'ailleurs faire alliance contre le dauphin, espérant profiter de cette période d'absence du roi.

#### Les suites de la défaite de Poitiers
En 1356, le Prince Noir, fils aîné d'Édouard III et lieutenant de Guyenne, attaqué par Jean le Bon au retour d'une chevauchée de pillage, inflige à l'armée française le désastre de Poitiers. Le roi et son fils Philippe sont faits prisonniers et gardés d'abord à Bordeaux.
En mars 1357, un accord de trêve est conclu pour un an. Puis les prisonniers royaux sont emmenés à Londres en avril (leur séjour en Angleterre va durer trois ans).
La noblesse française voit son discrédit accru à la suite de ce nouveau désastre militaire : elle a de nouveau démontré qu'elle est incapable d'assumer sa fonction primordiale, faire (et gagner) la guerre.
D'autant plus que cette période correspond à une montée en puissance des bourgeoisies urbaines, qui n'attendent que l'occasion de revendiquer une liberté et un pouvoir proportionnels à leur importance économique au sein de la société. Leur leader est alors le prévôt des marchands de Paris, Étienne Marcel, qui s'est déjà manifesté lors des états généraux de 1355 en tant que représentant du tiers état, c'est-à-dire à cette époque, des villes.

#### Les états généraux d'octobre-novembre 1356
Le roi empêché, il revient à son fils aîné de prendre en main le gouvernement. Mais il n'a que 18 ans, son prestige personnel est faible, d'autant plus qu'il a quitté le champ de bataille de Poitiers, contrairement à son père et à son frère, et il a peu d'expérience politique. Il reprend à ses côtés les membres du conseil du roi[Qui ?] choisis par son père, qui sont très décriés[réf. nécessaire].

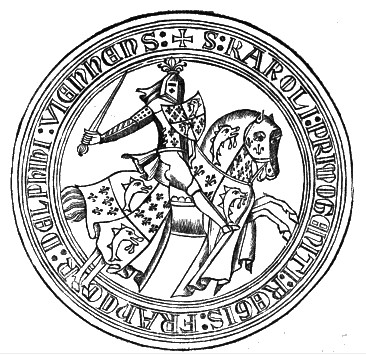
Le sceau delphinal de Charles de France, alors duc de Normandie, premier des dauphins de Viennois de la maison de France.

Les états généraux sont réunis le 17 octobre 1356. Le dauphin se heurte à l'opposition d'Étienne Marcel, allié avec les amis de Charles le Mauvais, regroupés autour de l'évêque de Laon, Robert Le Coq.
Les états proclament Charles lieutenant du roi et défenseur du royaume, mais sous le contrôle d'un conseil de douze représentants de chaque ordre.
Ils exigent la destitution des conseillers les plus impopulaires, notamment pour avoir dévalué la monnaie à plusieurs reprises, le droit d'élire un conseil pour assister le roi, ainsi que la libération du roi de Navarre.
Le dauphin n'est pas opposé à l'octroi aux états d'un rôle plus important[réf. nécessaire] dans le gouvernement du royaume. En revanche, il refuse la libération de Charles le Mauvais, car le roi de Navarre constitue une menace majeure pour la dynastie des Valois. Pas assez assuré de son pouvoir pour refuser catégoriquement ces propositions, le dauphin ajourne sa réponse en prenant prétexte de l'arrivée de messagers de son père) et ajourne les états généraux[Quand ?].

#### L'ordonnance monétaire de décembre 1356
Le 10 décembre 1356, il publie une ordonnance établissant une nouvelle monnaie, ce qui lui permettrait de remplir ses caisses[pas clair] sans passer par les états. Il s'agit d'une réévaluation (de 25 %), ce qui avantage les propriétaires fonciers qui perçoivent des loyers et redevances en monnaie, c'est-à-dire la noblesse, le clergé et le patriciat urbain.
Il quitte ensuite Paris pour Metz, laissant à son frère Louis le soin de régler les affaires courantes.
Cette ordonnance provoque la colère des couches modestes de la population parisienne, qui voit ses loyers réévalués. Des émeutes éclatent. Étienne Marcel prend le parti des compagnons et des boutiquiers contre la grande bourgeoisie et les spéculateurs[pas clair] qu'il considère comme responsables de ses malheurs dans la succession de Pierre des Essars[pas clair] et devient maître de la rue. Il peut faire pression sur Louis d’Anjou, qui doit révoquer l’ordonnance et rappeler les états généraux, et rappelle les états généraux (3 février 1357).

#### Voyage du dauphin en terre d'Empire (décembre 1356-mars 1357)
Le but de son voyage est de rencontrer l'empereur à Metz, principauté ecclésiastique du Saint-Empire, où il doit faire hommage pour le Dauphiné à Charles IV, son oncle.
Il en profite pour obtenir son soutien diplomatique à la couronne de France.

#### La grande ordonnance de mars 1357: une monarchie sous tutelle?
À son retour en mars 1357, il accepte de promulguer une « grande ordonnance », qui esquisse un système de monarchie contrôlée et établit un vaste plan de réorganisation administrative.
Une commission est instituée, chargée de contrôler les agents royaux, particulièrement les collecteurs d'impôts, et de les juger le cas échéant.
Neuf conseillers du dauphin sont révoqués (Étienne Marcel tient sa vengeance contre Robert de Lorris[pas clair]), et six représentants des états généraux entrent au conseil du roi, qui devient un conseil de tutelle.
L'administration royale est surveillée de près : les finances, particulièrement les mutations monétaires et les subsides extraordinaires, sont contrôlées par les états[pas clair].
De son côté, le dauphin obtient le maintien en captivité de Charles de Navarre.

### La libération de Charles de Navarre (novembre 1357) et ses conséquences
Un gouvernement du régent contrôlé par les états avec son assentiment est donc mis en place. Deux conseils cohabitent : celui du dauphin et celui des états. Mais pour les réformateurs et la faction navarraise, cela ne suffit pas : le retour de Jean le Bon libéré pourrait mettre fin à cet essai institutionnel.

#### Le retour triomphal de Charles de Navarre à Paris (9 novembre-10 décembre)
La libération du roi de Navarre est organisée par Étienne Marcel et Robert Le Coq. Mais, pour ne pas se compromettre ouvertement aux yeux du dauphin, il donne à cette libération la forme d’un coup de force perpétré spontanément par des fidèles du roi de Navarre, les frères Picquigny). Charles de Navarre sort de la forteresse d'Arleux le 9 novembre.

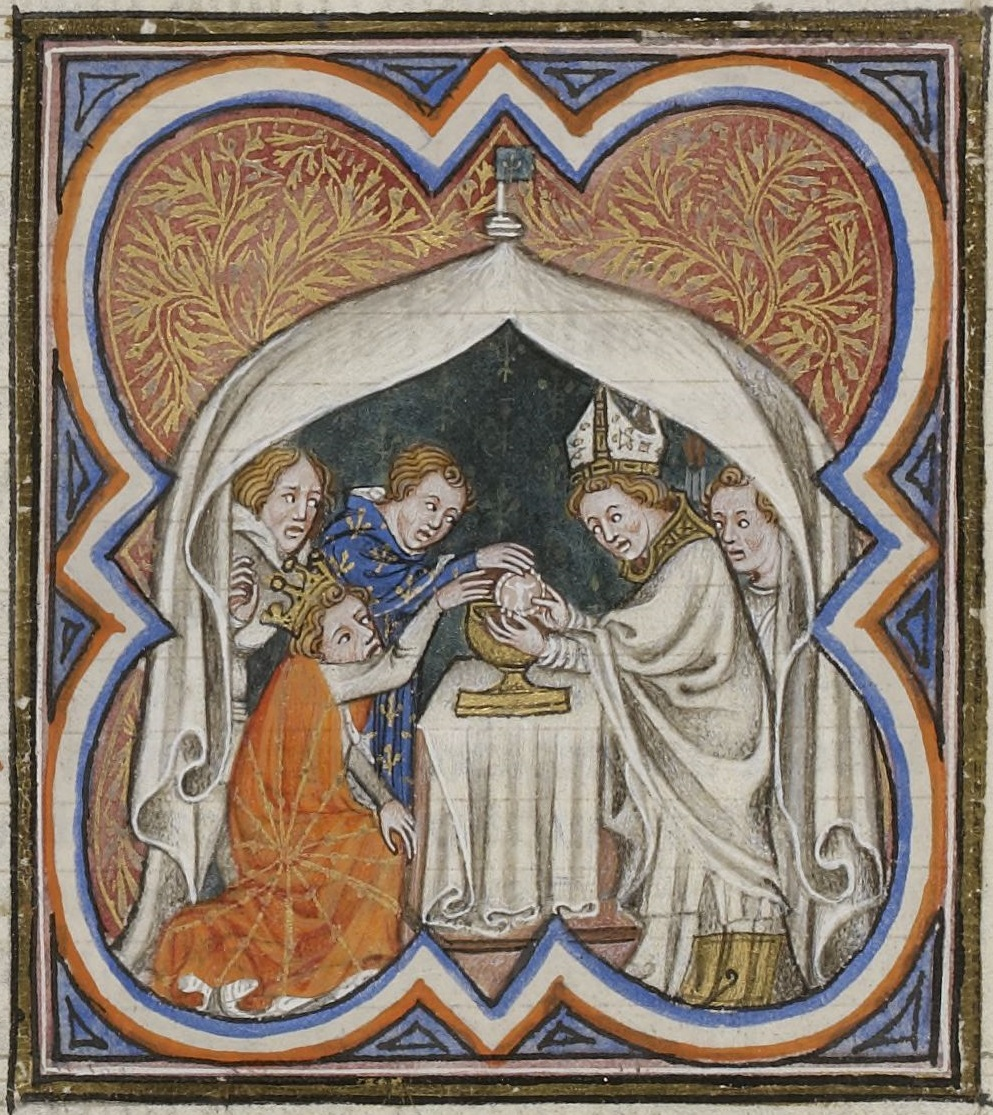
Charles V ne peut qu'accepter la réconciliation avec Charles de Navarre libéré. Grandes Chroniques de France de Charles V, BnF.

Son retour à Paris est organisé avec soins : il est reçu avec le protocole réservé au roi[réf. nécessaire] dans les villes qu’il traverse. Le même cérémonial a lieu dans chaque ville d'Amiens à Paris : il est reçu par le clergé et les bourgeois en procession, puis il harangue une foule tout acquise, expliquant qu’il a été spolié et mal traité par Jean le Bon, qui l'a fait jeter en prison bien qu'il soit lui aussi de lignée royale. Le 30 novembre, arrivé à Paris, il harangue 10 000 Parisiens réunis par Étienne Marcel au Pré-aux-Clercs (actuel VIIe arrondissement, quartier Saint-Germain).
Le 3 décembre, a lieu une séance du conseil du roi au sujet de la réhabilitation[pas clair] de Charles de Navarre. Étienne Marcel s'y présente accompagné d'une forte escorte de bourgeois parisiens, sous prétexte d’annoncer que les états, réunis au couvent des Cordeliers, ont consenti à l’impôt demandé par le dauphin et qu’il ne reste à obtenir que l’accord de la noblesse[pas clair]. Dans ces conditions, le dauphin ne peut que donner son accord à la réhabilitation de Charles le Mauvais.
Il est alors prévu que les états se réuniront le 14 janvier 1358 pour étudier la question dynastique.

#### Préparatifs politico-militaires du roi de Navarre et du dauphin (décembre 1357-janvier 1358)
Charles le Mauvais utilise ce délai d'un mois pour renforcer sa position en Normandie. Anticipant le retour de Jean le Bon (qui négocie sa libération avec Édouard III), il lève une armée incluant des mercenaires anglais. À la tête de ses troupes, il prend le contrôle de la Basse-Normandie, puis remonte la vallée de la Seine. Un renfort de 1 400 hommes est débarqué à Rouen par son lieutenant Martin Henriquez[Qui ?].
Simultanément, il déploie ses talents d'orateur et de mise en scène pour séduire la noblesse et la bourgeoisie normandes[pas clair].
Face à lui, le dauphin ne reste pas passif : il organise la défense du pays contre les nombreux mercenaires qui, faute de solde, pillent le pays[pas clair]. Les maréchaux de Normandie, de Champagne et de Bourgogne viennent à la cour. Le dauphin fait venir du Dauphiné à Paris une armée de 2 000 hommes, sous prétexte de protéger la capitale contre les exactions des Grandes compagnies, ce qui met la population en émoi.
Le 11 janvier, il s’adresse aux Parisiens aux Halles en expliquant pourquoi il lève une armée, mettant en cause les états pour leur incapacité à assurer la défense du pays malgré l’argent prélevé lors des levées d’impôts. C’est un succès[réf. nécessaire]. Étienne Marcel est obligé d'organiser d’autres réunions noyautées par ses partisans[réf. nécessaire] pour le mettre en difficulté.

#### Les difficultés des états généraux de 1358
Le 14 janvier, les états n’arrivent à s’entendre ni sur la question dynastique ni sur la levée d’un nouvel impôt. On[Qui ?] décide donc une nouvelle mutation monétaire pour renflouer le trésor royal. Les esprits[Qui ?] s’échauffent contre les états, pour le plus grand bénéfice du dauphin.
L'exécution de l'ordonnance de 1357 est vite bloquée. La commission d'épuration est désignée[Quand ?] mais ne fonctionne que cinq mois. Les collecteurs d'impôts nommés par les états rencontrent l'hostilité des paysans et des artisans pauvres. Les six députés entrés au conseil de tutelle sont en minorité et les états généraux manquent d’expérience politique pour contrôler en permanence le pouvoir du dauphin qui, en acquérant du savoir-faire, retrouve l'appui des fonctionnaires[pas clair].
Les déplacements fréquents, coûteux et dangereux à l'époque, découragent les députés de province et les états sont de moins en moins représentatifs[Quand ?]. Peu à peu, seule la bourgeoisie parisienne vient siéger aux assemblées.

Royaume de France entre 1356 et 1363 : Jacqueries et Grandes Compagnies
Possessions de Charles de Navarre
Territoires contrôlés par Édouard III avant le traité de Brétigny
Le premier traité de Londres cède l'Aquitaine des Plantagenêts aux Anglais et règle la guerre de Succession de Bretagne par une alliance du duché avec l'Angleterre
Le deuxième traité de Londres comprend en plus la Normandie et le Maine
Territoires cédés par la France à l'Angleterre par le traité de Brétigny (suit le tracé du premier traité de Londres)

Étienne Marcel constate l'échec de l'instauration par la voie législative d'une monarchie contrôlée, essaie de la faire proclamer par la force. Il ne remet pas en cause la nécessité d'avoir un souverain, mais il cherche à composer avec celui qui lui laissera le plus de pouvoir. Il oscille entre la faiblesse supposée du dauphin et la cupidité de Charles le Mauvais.[pas clair]
- Possessions de Charles de Navarre
- Territoires contrôlés par Édouard III avant le traité de Brétigny
- Le premier traité de Londres cède l'Aquitaine des Plantagenêts aux Anglais et règle la guerre de Succession de Bretagne par une alliance du duché avec l'Angleterre
- Le deuxième traité de Londres comprend en plus la Normandie et le Maine
- Chevauchée d'Édouard III en 1359-60
- Territoires cédés par la France à l'Angleterre par le traité de Brétigny (suit le tracé du premier traité de Londres)

#### L'intervention de Jean le Bon: le premier traité de Londres (janvier 1358)
Depuis sa résidence londonienne (l'hôtel de Savoie), Jean le Bon désavoue le dauphin et interdit l'application de l'ordonnance de 1357.
Afin d'empêcher une prise du pouvoir par Charles de Navarre, il décide de conclure rapidement les négociations avec les Anglais. Un premier traité de Londres est signé dès janvier 1358. Il accepte :
- la cession en pleine souveraineté des anciennes possessions d'Aquitaine des Plantagenêt (le tiers du pays) : la Guyenne (mise sous commise par Philippe VI au début du conflit), la Saintonge, le Poitou, le Limousin, le Quercy, le Périgord, le Rouergue (Rodez) et le comté de Bigorre ;
- le paiement d'une rançon de 4 millions d'écus ;
- le maintien des prétentions d'Édouard III à la couronne de France[pas clair][53].

Lorsque le contenu de ce traité est connu en France, cela provoque un tollé, dont Étienne Marcel va profiter.

### La période de l'insurrection d'Étienne Marcel (janvier-juillet 1358)

#### L'affaire de l'assassinat du trésorier du dauphin (24 janvier)
Dans une ambiance assez tendue, survient un fait divers extrêmement grave : le trésorier du dauphin, Jean Baillet, est assassiné le 24 janvier 1358 par le valet d'un changeur parisien, appréhendé alors qu'il allait se réfugier dans une église.
Il est jugé et condamné à mort. Le dauphin fait de son exécution un exemple.
Mais son point de vue ne fait pas l'unanimité : deux cortèges funèbres vont avoir lieu, celui de la victime suivi par le dauphin, celui du meurtrier suivi par la bourgeoisie parisienne et Étienne Marcel.

#### L'émeute du 22 février
Le 22 février 1358, Étienne Marcel déclenche une émeute en réunissant trois mille personnes qu'il a convoquées en armes.
Cette foule rencontre un des négociateurs du traité de Londres, Regnault d'Acy, qui a apporté la nouvelle à Paris. Il essaie de se réfugier dans une boutique, mais y est assassiné avec ses proches.

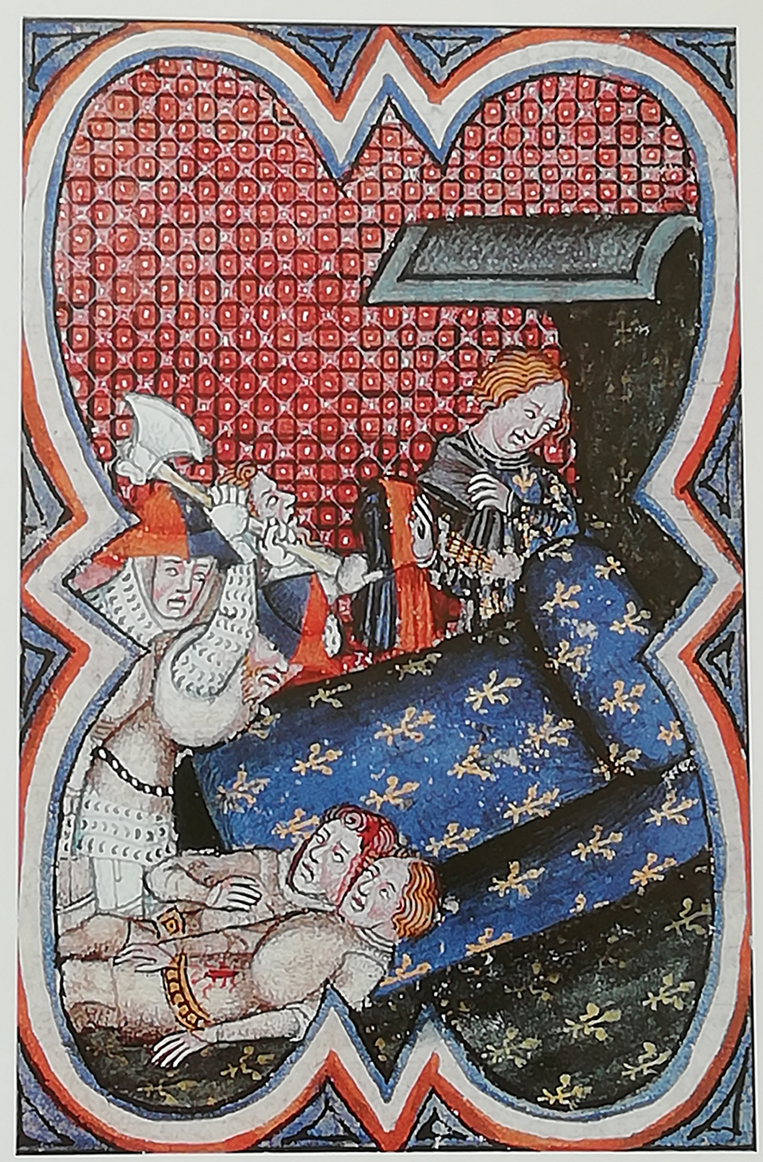
Au premier plan, le meurtre des deux maréchaux. Au second plan, Étienne Marcel tend un chaperon rouge et bleu au dauphin Charles tandis que ce dernier détourne le regard (Grandes Chroniques de France, BnF, ms. français 2813, vers 1375-1380).

Puis la foule envahit le palais de la Cité pour affronter le dauphin. Étienne Marcel et quelques autres de ses partisans parviennent à la chambre où il se trouve. Il lui dit : « Sire, ne vous ébahissez pas des choses que vous allez voir, car elles ont été décidées par nous, et il convient qu'elles soient faites ». Le maréchal de Champagne Jean de Conflans et le maréchal de Normandie Robert de Clermont sont alors tués devant le prince, qui se retrouve couvert de leur sang et croit sa dernière heure venue.
Mais Étienne Marcel l'oblige seulement à coiffer le chaperon rouge et bleu des émeutiers, aux couleurs de Paris, tandis que lui-même coiffe le chapeau du dauphin, puis à reconnaître la validité de l’ordonnance de 1357. Le prévôt des marchands épargne le dauphin, persuadé de pouvoir aisément le contrôler (mais c'est une erreur : bien que timide et chétif, Charles va se révéler un homme politique redoutable).

#### L'ordonnance de février 1358
Le dauphin accepte un certain nombre de changements institutionnels, définis par une nouvelle ordonnance. Il obtient le statut de régent du royaume, ce qui permet de ne plus tenir compte des décisions du roi tant que celui-ci reste en captivité, ce qui rend caduc le premier traité de Londres.
Le conseil du roi est épuré et quatre bourgeois[Qui ?] y font leur entrée. Le gouvernement et les finances sont aux mains des états.
Charles le Mauvais reçoit un commandement militaire et les fonds pour entretenir une armée de 1 000 hommes; .

#### Départ de Paris du dauphin (25 mars)
Pour ratifier cette nouvelle ordonnance, en particulier son contenu fiscal[pas clair], il faut l’accord de la noblesse dont une partie ne veut plus venir à Paris en raison des assassinats commis le 22 février.
L'assemblée de la noblesse se réunit donc à Senlis, ce qui fournit au dauphin une occasion de quitter la capitale, le 25 mars, laissant la capitale à Étienne Marcel et à ses partisans.
Il rencontre la noblesse réunie à Senlis, puis participe aux états de Champagne qui ont lieu le 9 avril à Provins, y obtenant le soutien de la noblesse de cette province et mettant les délégués parisiens[pas clair] en difficulté.

#### Encerclement partiel de Paris par l'armée du dauphin (avril 1358)
Fort de ce succès, il s’empare des forteresses de Montereau et de Meaux. L’accès de Paris est donc bloqué à l'est, tandis qu'au sud et à l’ouest, les grandes compagnies qui écument le pays empêchent la libre circulation. Il ne reste à Étienne Marcel que l’accès nord, très important pour garder le contact avec les villes de Flandre. Les accès fluviaux sont bloqués.
Le 18 avril, Étienne Marcel envoie son défi au dauphin. La ville se prépare au combat : on creuse des fossés, le remblai constituant un talus pour arrêter les tirs d’artillerie. On finance ces travaux par une nouvelle mutation monétaire et en levant un impôt, ce qui diminue la confiance des Parisiens dans le gouvernement des états.

#### Les états généraux de Compiègne (mai 1358)
En mai 1358, le dauphin réunit les états généraux à Compiègne,.
Il s'enquiert des malversations, il veut qu'annuellement les dépenses publiques soient réglées d'après leur emploi respectif[pas clair]. Il prend des mesures pour protéger le commerce et faciliter les échanges : il supprime un grand nombre de péages et de taxes sur les matières textiles ou sur les objets fabriqués ; il permet aux Juifs de posséder des biens-fonds[pas clair].
En matière fiscale, sont décidées une diminution de moitié de l'impôt sur le sel, une réduction du nombre des gages et des immunités des agents du fisc.
Les états généraux décident enfin la levée d’un impôt sous le contrôle des états et un renforcement de la monnaie, qui doit rester stable jusqu’en 1359. En revanche, le contrôle du conseil du dauphin par les états est abandonné.

#### La Grande Jacquerie paysanne (28 mai- 10 juin 1358)
À ce moment les régions situées au nord de Paris sont épargnées par les ravages des Grandes Compagnies bien que ni le roi de Navarre ni le dauphin ne les contrôlent militairement. Elles vont être le lieu d'une rébellion paysanne de grande ampleur, quoique courte.

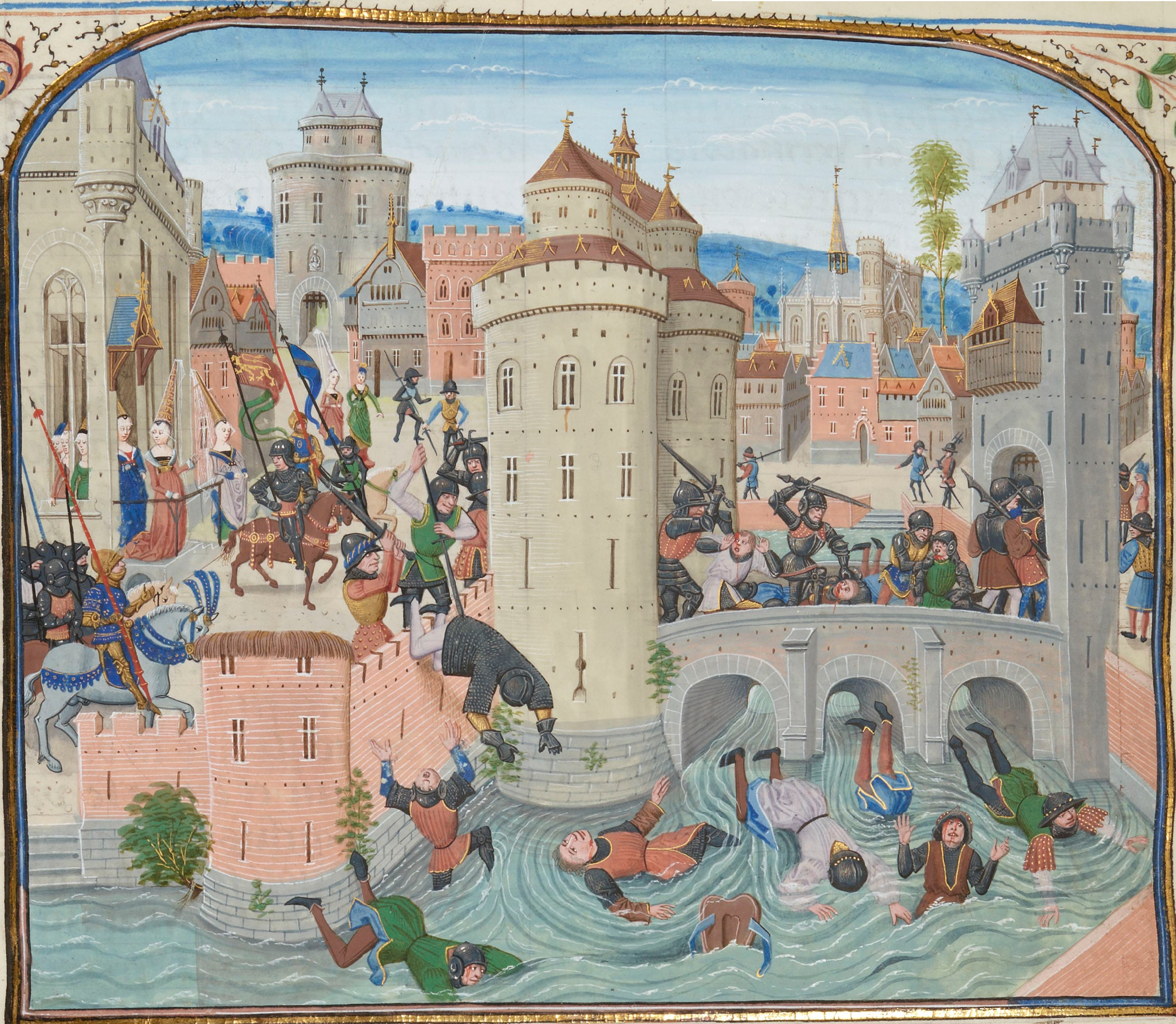
Les Jacques et leurs alliés parisiens sont surpris par une charge de chevalerie à bout portant alors qu'ils donnent l'assaut à la forteresse du marché de Meaux où est retranchée la famille du dauphin. Miniature de Loyset Liédet, BnF, Fr.2643.

La rébellion commence le 28 mai 1358 lorsque les paysans de Saint-Leu-d'Esserent, près de Creil (actuel département de l'Oise), excédés par les levées d'impôts décidées à Compiègne, se soulèvent. Leur exemple est rapidement suivi et les exactions contre les nobles se multiplient.
5 000 hommes se regroupent autour d’un chef charismatique, Guillaume Carle, plus connu sous le nom de « Jacques Bonhomme » que lui attribue Froissart. Il reçoit très vite des renforts de la part d’Étienne Marcel (300 hommes commandés par Jean Vaillant), afin d'empêcher l’encerclement que le dauphin est en train de réaliser et de maintenir les communications avec les puissantes villes de Flandre.
Les Jacques s'emparent du château d'Ermenonville[Quand ?] puis se regroupent à Mello (à 6 km au nord-ouest de Creil) sous la conduite de Guillaume Carle.
Le 9 juin, une attaque est menée par les hommes du prévôt des marchands et par un millier de Jacques contre la forteresse de Meaux où se trouvent le dauphin et sa famille. Mais c’est un échec : les assaillants sont balayés par une charge de cavalerie menée par le comte de Foix Gaston Fébus et par le captal de Buch, Jean de Grailly.
Le roi de Navarre décide alors d'intervenir. Écarté du pouvoir par Étienne Marcel, il doit reprendre la main et montrer au prévôt des marchands que son soutien militaire est indispensable (les marchands peuvent aussi voir d'un bon œil que l'on sécurise les routes). Il est aussi poussé par les nobles de son entourage, particulièrement par Jean de Picquigny auquel il doit la liberté et dont le frère a été tué par les Jacques.
Il prend la tête de la répression, engageant des mercenaires anglais et ralliant la noblesse. Le 10 juin, il s’empare par ruse de Guillaume Carle venu négocier avec lui, puis attaque les Jacques à Mello. C’est un massacre, qui marque la fin de la Jacquerie.
La répression qui s'ensuit est très dure : quiconque est convaincu d'avoir été de la compagnie des Jacques est pendu sans jugement.

#### La reconquête de Paris par Charles de Navarre

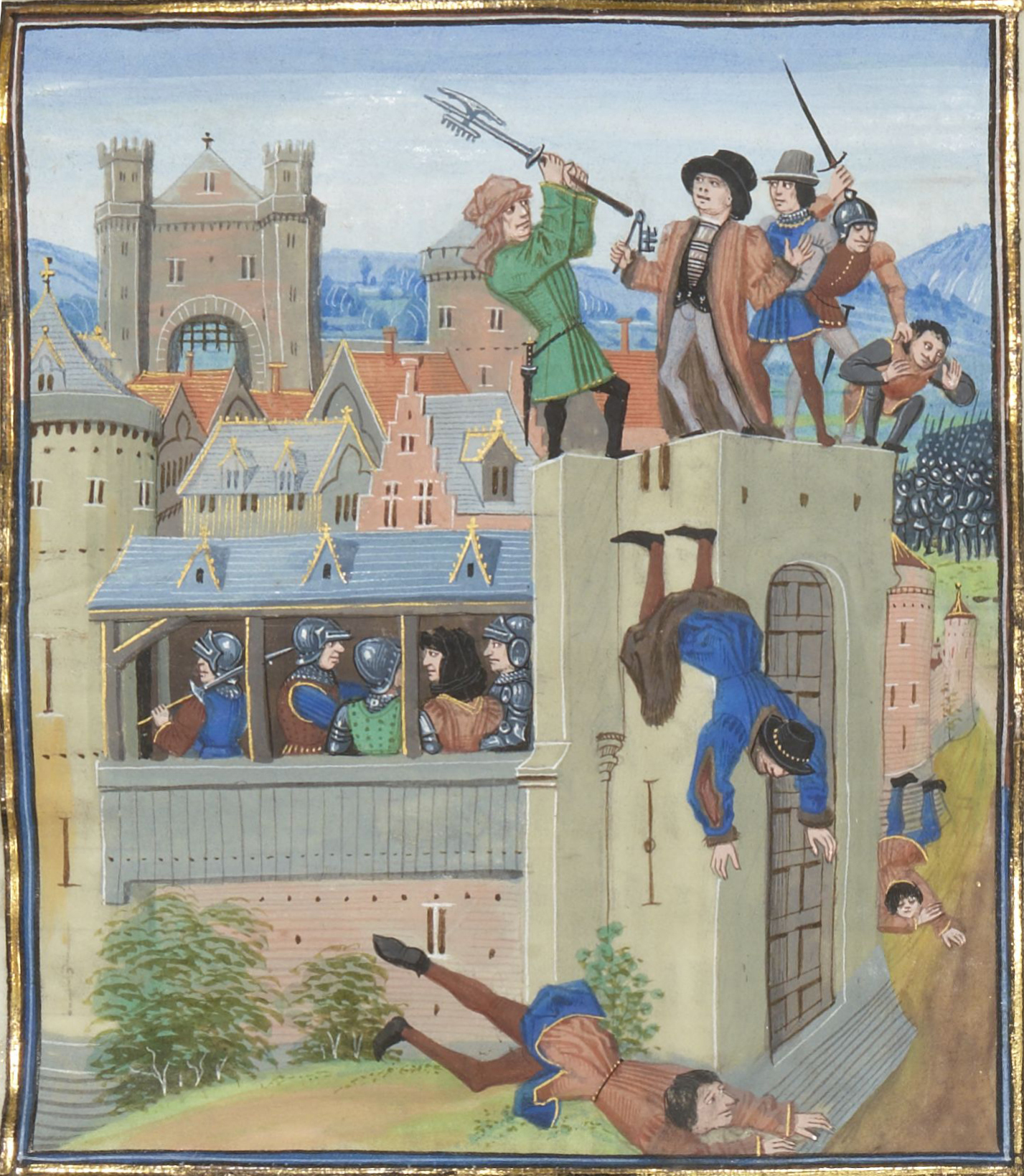
Assassinat d'Étienne Marcel par Jean Maillard, 31 juillet 1358 (Chroniques de Froissart, Loyset Liedet, BnF, ms. français 2643, XVe siècle).

Une fois la Jacquerie écrasée, Charles de Navarre rentre à Paris le 14 juin 1358. Il pense avoir rallié à lui la noblesse mais une grande partie des seigneurs qui étaient à ses côtés contre les Jacques ne le suit pas dans cette démarche et reste derrière le régent qui a su gagner leur confiance. Charles le Mauvais s’établit à Saint-Denis. Il est fait capitaine de Paris par acclamation et Étienne Marcel envoie des lettres dans toutes les villes du Royaume pour qu’il soit fait « capitaine universel ». L’objectif est de créer une grande ligue urbaine et d’opérer un changement dynastique en faveur du Navarrais.
On engage des archers anglais pour pallier les nombreuses défections de chevaliers qui ont quitté les rangs de l’armée de Charles le Mauvais et assiègent Paris avec le dauphin à partir du 29 juin. Ce dernier se voit encore renforcé par l’arrivée de nombreuses compagnies qui voient dans le pillage de Paris une bonne affaire. Ces troupes remportent quelques escarmouches contre les troupes d'Étienne Marcel ou du Navarrais.
Le dauphin veut à tout prix éviter un bain de sang qui le discréditerait et souhaite une solution négociée. Il ne fait donc pas donner l’assaut et continue le blocus en espérant que la situation changera. Mais les mercenaires anglais qui défendent la capitale sont considérés comme ennemis et s’attirent l’inimitié des Parisiens. Le 21 juillet, à la suite d’une rixe de taverne qui dégénère en combat de rue, 34 archers anglais sont massacrés. Les Parisiens en armes en saisissent 400 qu’ils veulent soumettre à rançon.
Le lendemain, Étienne Marcel, Robert Le Coq et Charles de Navarre réunissent la population place de Grève pour calmer les esprits, mais les événements leur échappent et la foule réclame de les débarrasser des Anglais. Pour maîtriser la foule (8 000 piétons et 1 600 cavaliers en arme), ils la conduisent par groupes distincts vers les mercenaires en embuscade ; ceux-ci taillent les Parisiens en pièces : 600 à 700 meurent dans ces affrontements,. Les Parisiens suspectent Charles de Navarre d'avoir prévenu les mercenaires de leur arrivée (il les a quittés avant le combat). Leurs chefs soutenant les ennemis du pays contre le régent et contre la population, les Parisiens se sentent trahis et se désolidarisent d’Étienne Marcel, d’autant que Charles de Navarre attend son frère Philippe et des renforts anglais. La nouvelle du massacre des Parisiens fait vite le tour de la ville, et Étienne Marcel est hué à son retour à Paris.

#### La mort d'Étienne Marcel (31 juillet 1358)
La rumeur enfle rapidement : on dit que Philippe de Navarre arrive avec 10 000 Anglais. On redoute qu’ils ne vengent leurs camarades et pillent la ville. Préparant l'entrée des Navarrais, Étienne Marcel fait marquer les maisons de ceux qu'il suspecte de sympathie pour le régent, dans la nuit du 30 au 31 juillet. Mais les signes sont interprétés, et la suspicion à son égard augmente encore. L'échevin Jean Maillart, le président du Parlement de Paris Jehan Pastoret et Pépin des Essarts convainquent les bourgeois de demander l’aide du régent. Le 31 juillet 1358, à l’aube, Étienne Marcel en compagnie du trésorier de Charles de Navarre essaye de se faire remettre les clefs de la porte de Saint-Denis mais se heurte au refus de Jean Maillard. N'insistant pas, il tente sa chance à la porte Saint-Antoine, mais Jean Maillart a sonné l'alerte et rameute le maximum de monde : Étienne Marcel surpris est sommé de crier « Montjoie au roi et au duc. ». Après hésitation il s'écrie « Montjoie au roi ». Il est apostrophé, la foule gronde. Son sort est déjà scellé : au signal convenu (« Qu'est ce que ceci ? »), il est massacré avec ses suivants.

### Après la mort d'Étienne Marcel (août 1358-avril 1359)

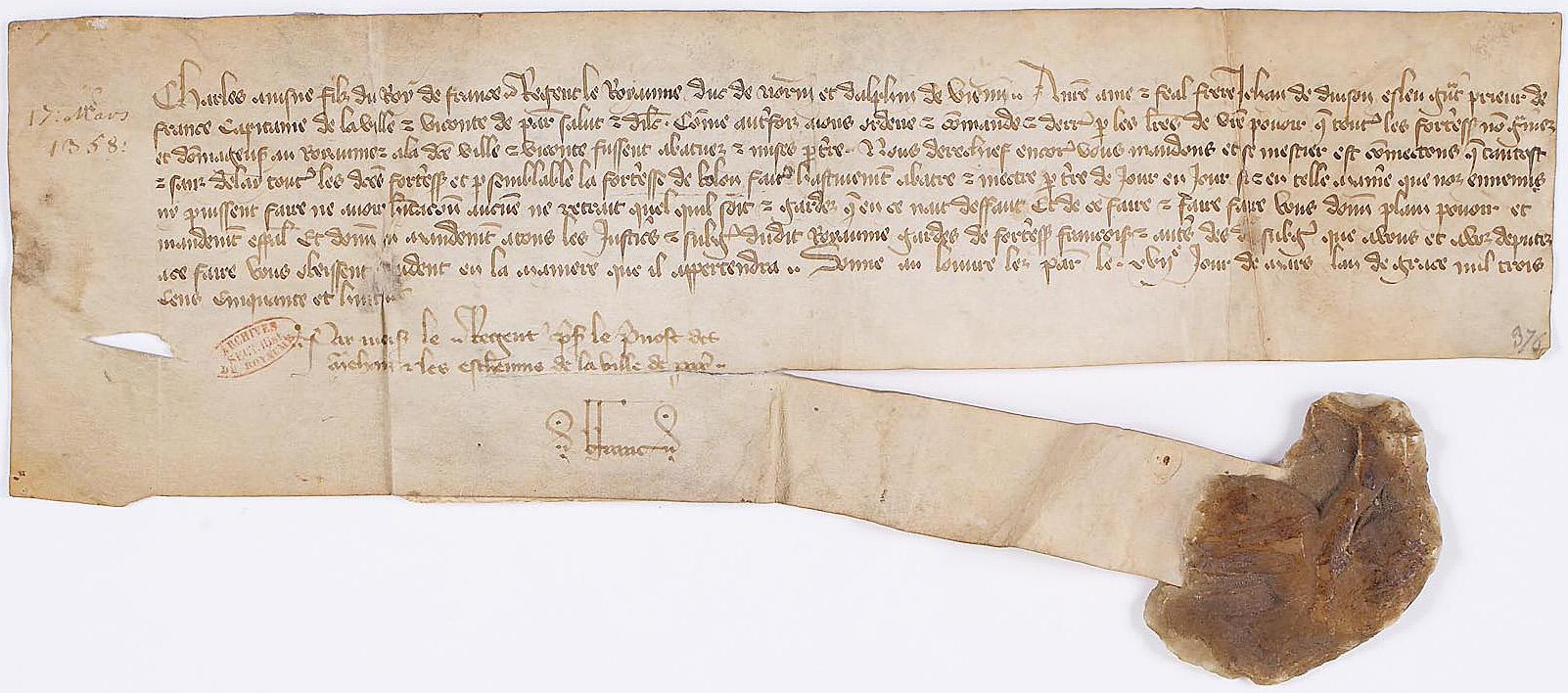
Charles demande à Jean de Duison, grand prieur des hospitaliers de France, capitaine de la ville et de la vicomté de Paris, de faire abattre toutes les forteresses qui pourraient nuire au Royaume et à la ville de Paris, notamment celle de Bolon. Mandement donné au Louvre, 17 mars 1359. Archives nationales de France.

#### Départ de Paris de Charles de Navarre
Le dauphin, qui ne croit plus en une reddition, est en train de se diriger vers le Dauphiné quand on lui apprend les nouvelles en provenance de Paris. Escorté par Jehan Pastoret, venu le rejoindre et le prier de rentrer à Paris, Charles V entre dans la capitale le 2 août triomphalement, il a les mains propres. Pardonnant aux Parisiens (il n’y a que très peu de répression, seules quinze personnes sont exécutées pour trahison), il veille à ne pas spolier les proches des exécutés tout en récompensant ses alliés. Par exemple, la riche veuve de l'échevin Charles Toussac exécuté le 2 août est mariée avec Pierre de Dormans : le dauphin récompense Jean de Dormans (un de ses fidèles) en plaçant son frère et il ne spolie pas l'héritage de la veuve de son opposant.
Charles de Navarre qui était stationné avec ses hommes à Saint-Denis échappe au revirement des Parisiens. Il reçoit les renforts anglais amenés par son frère. Ces mercenaires n’ont pas été soldés, ils ont du mal à les tenir et les laissent piller Saint-Denis le 3 août. Ils se replient sur leurs possessions de la vallée de la Seine où les capitaines anglais s’installent, rançonnant les campagnes et le trafic fluvial. Les troupes anglo-navarraises tentent d'asphyxier Paris en s'emparant de Melun qui contrôle la Seine en amont de la capitale, de Creil sur l'Oise et de la Ferté-sous-Jouarre sur la Marne. Plus de 60 places en Île-de-France sont sous contrôle anglo-navarrais ou de mercenaires bretons qui rançonnent la population. Le dauphin n’a pas les moyens de tous les déloger, mais il assiège Melun. Charles de Navarre s'en tire encore par un revirement : il rencontre le dauphin à Pontoise le 19 août et annonce qu'il se retire. Cependant ses troupes ne quittent pas les places fortes qu'elles contrôlent continuant à rançonner le pays pour leur compte comme les autres compagnies qui mettent à cette époque le pays à feu et à sang. Faute des ressources nécessaires, le conflit tourne à la guerre froide, le roi, puis le dauphin essayent de neutraliser Charles de Navarre qui reste un dangereux prétendant à la couronne, ou pour le moins à l'instauration d'une puissante principauté qui pourrait s'allier aux Anglais.

#### Deuxième traité de Londres (mars 1359)
En mars 1359, tenant compte de l'approche de la fin de la trêve et du fait que le dauphin s'est déclaré régent du Royaume, Jean le Bon cherche à reprendre les rênes du pouvoir et accepte un second traité de Londres, encore plus contraignant :
- Aux anciennes possessions d'Aquitaine des Plantagenêt, s’ajoutent toutes les terres qui ont un jour appartenu à l'Angleterre : le Maine, la Touraine, l'Anjou et la Normandie ;
- Le roi d'Angleterre reçoit l'hommage du duc de Bretagne, réglant ainsi la guerre de Succession de Bretagne en faveur de Jean de Montfort, allié des Anglais ;
- La rançon est fixée à 4 millions d'écus avec un échéancier plus bref.

Ces conditions représentent plus de la moitié du territoire et plusieurs années de recettes fiscales. Les accepter discréditerait définitivement les Valois, et risquerait de faire sombrer le Royaume dans une nouvelle guerre civile qui offrirait à Édouard III la couronne de France sur un plateau. Le traité, qui doit rester secret, arrive à la cour des comptes le 27 avril 1359. Le 25 juin 1359, passant outre aux ordres de son père, le régent réunit les états généraux qui déclarent que le traité « n’est ni passable ni faisable ». C'est un coup de maître : en passant par les états généraux, il reconsolide le pays contre les Anglais et dédouane son père qui est aux mains d'Édouard III. Il ressort de cette affaire avec un pouvoir raffermi et le pays derrière lui. Mais, pour les Anglais, il s'agit d'une déclaration de guerre : Édouard III débarque en octobre 1359 pour prendre Reims, la ville du sacre, et imposer à la chevalerie française une nouvelle défaite qui achèverait de la discréditer.

#### La tactique de la terre déserte
Mais, en accord avec le roi Jean et son entourage londonien qui ne veulent pas que la mort éventuelle d'Édouard III sur le champ de bataille ne déclenche des représailles à leur encontre, Charles lui oppose la tactique de la terre déserte et mène une guerre d'escarmouches refusant toute bataille rangée. Les portes de Reims restent closes. Or, conformément à sa stratégie qui consiste à forcer les Français à livrer une grande bataille en rase campagne, Édouard III n'a pas emmené de machines de guerre qui l'auraient ralenti. Il se dirige vers la Bourgogne. Cette chevauchée tourne au fiasco pour les Anglais, harcelés, affamés, privés de montures (faute de fourrage). Pendant ce temps, des marins normands mènent un raid sur le port de Winchelsea (mars 1360), déclenchant une panique en Angleterre.
Fou de rage, Édouard III remonte vers Paris et laisse son armée commettre de nombreuses exactions : il ne s’agit plus de la simple extorsion visant à nourrir son armée, mais de la destruction systématique de toutes les ressources - les pieds de vignes sont arrachés, le bétail abattu et toute âme qui vive massacrée. Ces exactions entraînent un vif ressentiment contre les Anglais. Nombre d’entre elles ont lieu pendant le carême et la Semaine sainte et, lorsque l’armée anglaise est décimée par un violent orage de grêle le 13 avril, nombre de chroniqueurs y voient la main de Dieu. Édouard III se décide alors à négocier. Il signe la paix à Brétigny, où il dissout son armée de mercenaires. Celle-ci, pour se solder, se livre au pillage en Bourgogne, seule région « ouverte », car, contrairement à la Champagne et l'Île-de-France, leur arrivée n'y était pas prévue. Ces mercenaires forment l’embryon des Grandes Compagnies.

### Le retour du roi

#### Traité de Brétigny

1365 : La France après les traités de Brétigny et de Guérande.
Territoires contrôlés par Édouard III avant le traité de Brétigny
Territoires cédés par la France à l'Angleterre par le traité de Brétigny
Territoire du duché de Bretagne, allié aux Anglais
Possessions de Charles de Navarre

Échaudé par le refus du deuxième traité de Londres, Jean le Bon a repris les choses en mains. Le danger d’une prise de pouvoir par les Navarrais ou par les états étant écarté, le roi veut neutraliser au plus vite le dauphin (il craint particulièrement qu'une action d'éclat entraîne la mort du roi d'Angleterre qui menacerait sa sécurité). Alors qu’Édouard III chevauche les terres du village de Sours, en France, les rênes du pays sont reprises par son éminence grise Guillaume de Melun, qui met le dauphin en résidence surveillée et dirige le conseil. Le parti royal négocie à la va-vite sur la base du premier traité de Londres, alors que l’armée anglaise est en déroute, évitant que le seul dauphin bénéficie de ce succès.
Par rapport au premier traité de Londres, la rançon est ramenée de 4 à 3 millions d’écus, mais les conditions sont très lourdes et le traité est perçu comme honteux. Cet accord met un terme aux quatre années de captivité de Jean le Bon, mais des otages sont livrés pour garantir le paiement de la rançon, dont le plus important est sans doute son ambassadeur et conseiller : Bonabes IV de Rougé et de Derval.
Édouard III obtient la Guyenne et la Gascogne en toute souveraineté, ainsi que Calais, le Ponthieu et le comté de Guînes. Il obtient également le Poitou — dont l'un des fils du roi, Jean, est pourtant comte —, le Périgord, le Limousin, l'Angoumois et la Saintonge. Enfin, il devient souverain de toutes les terres du comte d'Armagnac en recevant l'Agenais, le Quercy, le Rouergue, la Bigorre et le comté de Gaure.
En revanche, Édouard III renonce aux duchés de Normandie et de Touraine, aux comtés du Maine et d'Anjou et à la suzeraineté sur la Bretagne et la Flandre. Il renonce surtout à revendiquer la couronne de France. Ce traité vise à désamorcer tous les griefs qui ont conduit au déclenchement du conflit.
Charles a besoin de temps pour réorganiser le pays et mettre fin à l'instabilité qui y règne. La rançon ne sera que partiellement versée et le traité de Brétigny ne sera pas durable, mais il permet une trêve de neuf ans.
Son père nomme Charles Lieutenant général en toutes les parties de la langue d'oïl le 17 décembre 1362. En 1364, ayant regagné l'Angleterre, il le nomme à nouveau son lieutenant et lui assigne le duché de Touraine.

#### Lutte contre les Grandes Compagnies en Normandie
Le dauphin évincé du pouvoir, comme à chaque fois qu’il est en difficulté, demande conseil à son oncle l’empereur Charles IV. Celui-ci lui recommande de concentrer ses efforts sur la Normandie, région particulièrement touchée par les exactions des Grandes Compagnies tolérées par les Navarrais. Il s’agit souvent de mercenaires anglais qui, en leur nom propre ou en se réclamant du roi de Navarre, prennent le contrôle de forteresses pour le compte d’Édouard III. Mantes, Meulan et Vernon sont des places fortes navarraises qui contrôlent la vallée de la Seine en aval de Paris. Qu’il s’agisse de forces navarraises, anglaises ou de simples brigandages, les effets sont les mêmes : la population est rançonnée et les échanges fortement perturbés.
Le dauphin lève un impôt direct, le fouage, pour organiser la défense du duché. Il peut ainsi financer une flottille de guerre qui protège les échanges entre Paris et Rouen. Depuis 1362, il peut compter sur Bertrand du Guesclin pour défendre la Basse-Normandie. Il rachète le donjon de Rolleboise, qui contrôle la Seine, à Jean Jouël, un capitaine anglais qui l'a pris en son nom pour le compte d’Édouard III. Les paysans le rasent pour empêcher qu'il serve à nouveau de base pour de nouvelles exactions.
Mais le danger le plus menaçant reste Charles de Navarre : en 1363, Jean le Bon confie à Philippe le Hardi en apanage le duché de Bourgogne, vacant depuis la mort de Philippe de Rouvre en 1361, évinçant le Navarrais pourtant bien placé héréditairement. Ce dernier, profitant du retour du roi à Londres pour tenter une nouvelle fois de faire valoir ses droits à la couronne, masse une armée en Basse-Normandie. Sur instruction de son père, le duc prend les devants : du Guesclin attaque les forteresses navarraises, prenant Mantes et Meulan les 7 et 11 avril, et prend le contrôle de la Seine. Pour éviter que Blanche de Navarre, sœur de Charles le Mauvais, n’ouvre les portes de Vernon, Pontoise, Neauphles, Chateauneuf-de–Lincourt, Gisors ou Gournay, le dauphin marche sur Vernon où elle est retranchée et négocie sa neutralité dans le conflit qui l’oppose aux Navarrais. Il nomme les capitaines qui contrôleront les châteaux et leur fait jurer qu’ils ne feront pas la guerre contre lui.

#### Le roi s’éloigne du pouvoir

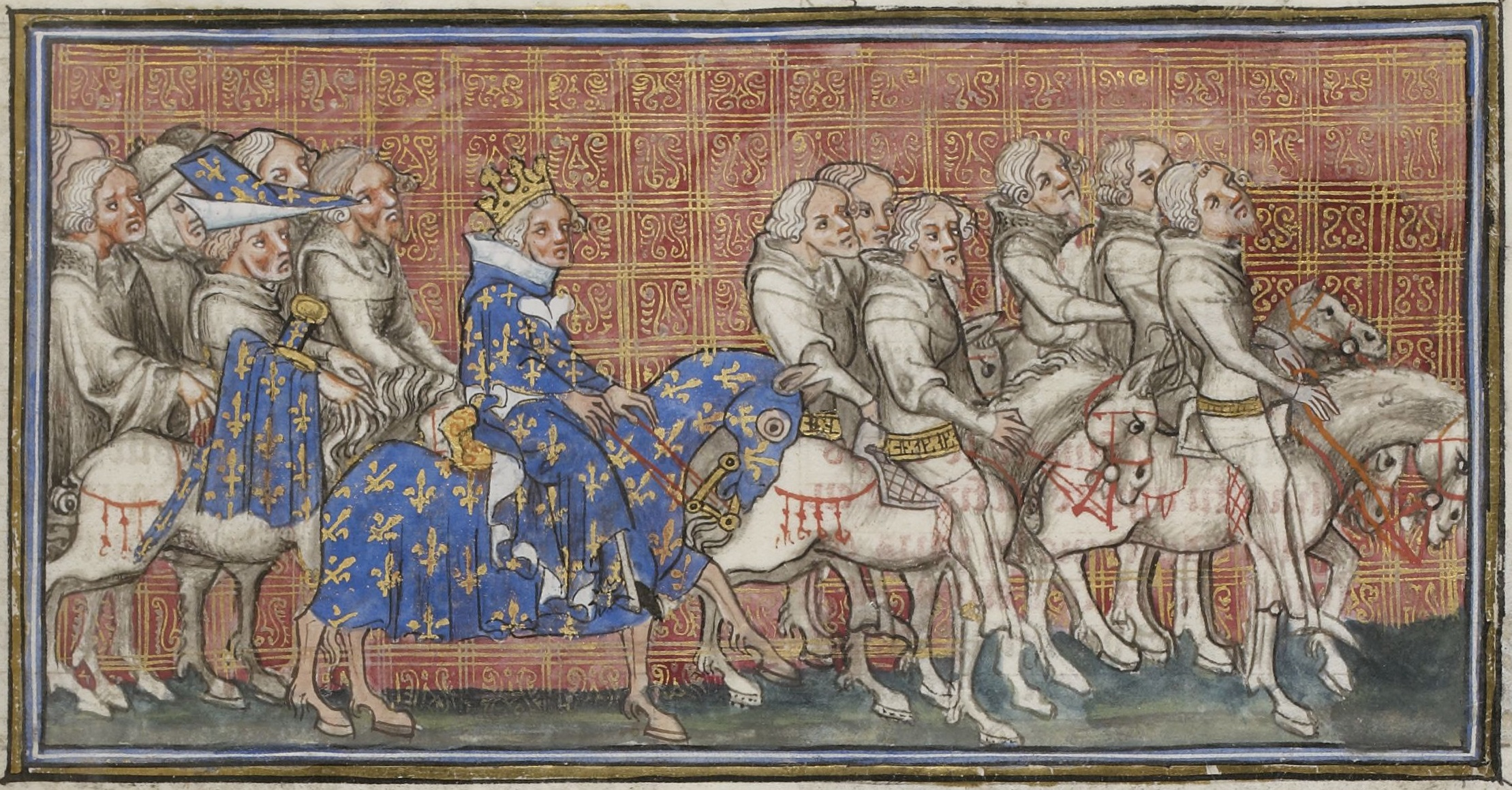
Retour de Jean le Bon en Angleterre, Grandes Chroniques de France de Charles V.

En 1362, après le désastre de Brignais où les Grandes Compagnies infligent une défaite amère à l'armée qu'il a pu réunir avec l'argent des impôts, Jean le Bon, voyant un pays ruiné à feu et à sang, cherche une porte de sortie. Envisageant de reconquérir son honneur en croisade contre les Turcs, il reçoit la croix d’Outremer des mains d'Innocent VI, pape à Avignon, le 30 mars 1363. Cette croisade financée par le pape permettrait d’emmener les Grandes Compagnies se battre contre les Turcs et serait financée par les décimes, le roi comptant bien en récupérer une partie pour financer le remboursement de sa rançon. Mais le pape impose que les décimes soient prélevées par les évêques eux-mêmes, ce qui ôte tout espoir de plus-value à Jean le Bon. Finalement, il repart pour Londres le 3 janvier 1364 pour renégocier le traité de Brétigny pour lequel il a du mal à payer la rançon et la libération des otages (son fils Louis d’Anjou, lassé d’attendre sa libération, s'est déjà enfui de Londres).
Avant de partir, il réunit les états à Amiens fin décembre 1363 pour leur faire part de sa décision. Le dauphin, convié et recevant l'instruction d'attaquer Charles le Mauvais avant qu'il ne mette en branle les troupes qu'il masse en Normandie, y obtient de pouvoir lever l'impôt nécessaire pour lever 6 000 hommes pour lutter contre les Grandes Compagnies. Jean le Bon meurt à l'hôtel de Savoie, à Londres, le 8 avril 1364.

### Début de règne

#### Le sacre et la fin de la guerre civile

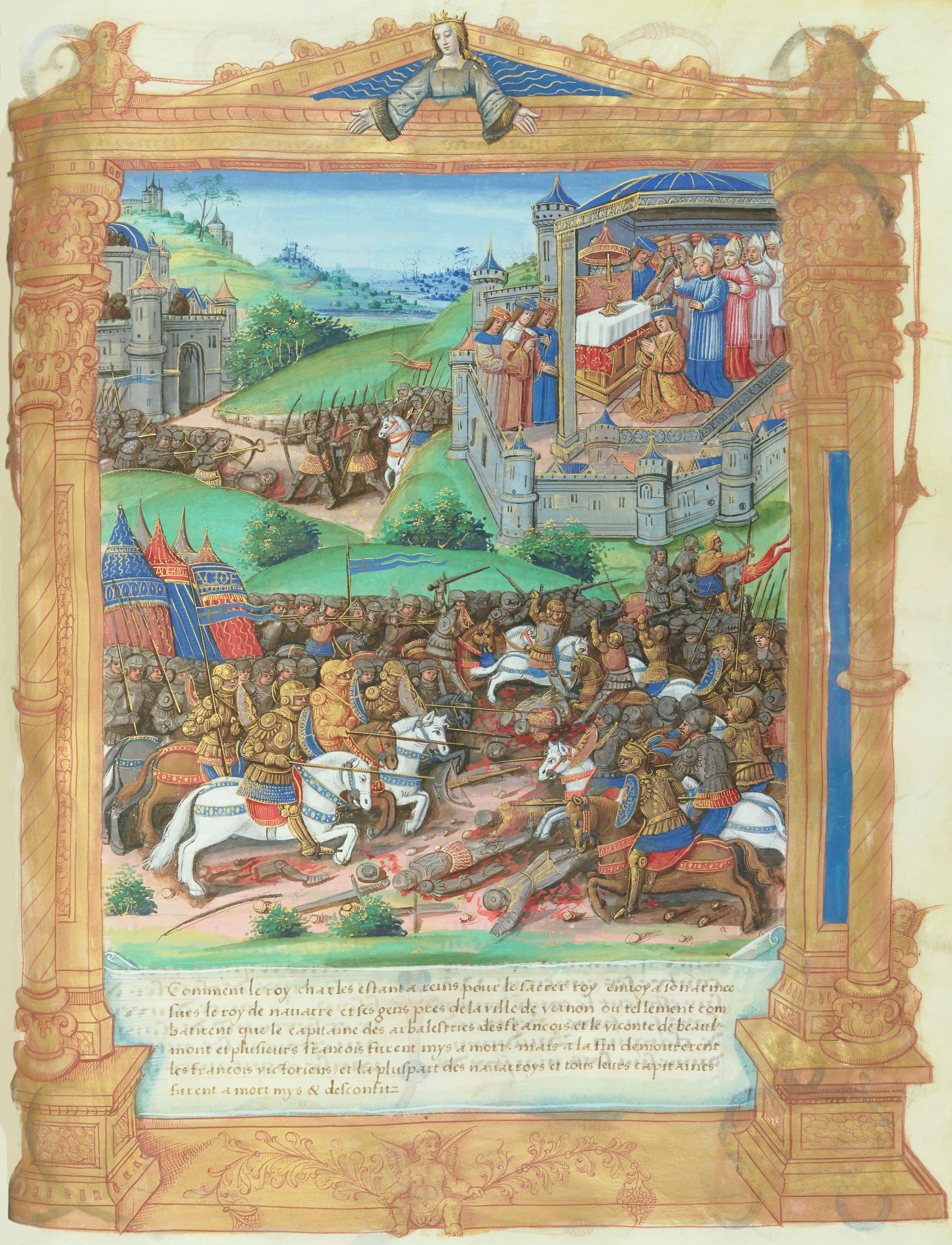
Bataille de Cocherel et Sacre de Charles V, miniature du Maître des Entrées parisiennes tirée d'une Histoire de la Toison d'or de Guillaume Fillastre, vers 1468, BnF.

Son éviction de la succession de Bourgogne au profit de Philippe le Hardi en septembre 1363 est pour Charles de Navarre inacceptable. En 1364, Jean le Bon, libéré à la suite du traité de Brétigny, est retourné se constituer prisonnier en Angleterre car son fils Louis laissé en otage pour garantir les accords de Brétigny s'est échappé. Comme le dauphin Charles doit assurer la régence, Charles le Mauvais croit alors en son étoile. Il se lance dans des tractations diplomatiques qui laissent clairement entrevoir ses intentions. Il rencontre le Prince Noir à Bordeaux. Il négocie la paix avec Pierre IV d'Aragon, lui promettant des terres appartenant au roi de France : le Bas-Languedoc, les sénéchaussées de Beaucaire et de Carcassonne (mais son frère Louis combat côté castillan ce qui ralentit les négociations qui ne sont finalisées qu'en août 1364). Pour prendre à revers le duché de Bourgogne, il recrute des troupes parmi les Grandes Compagnies. Il fait même broder sa bannière aux armes de France et de Navarre.

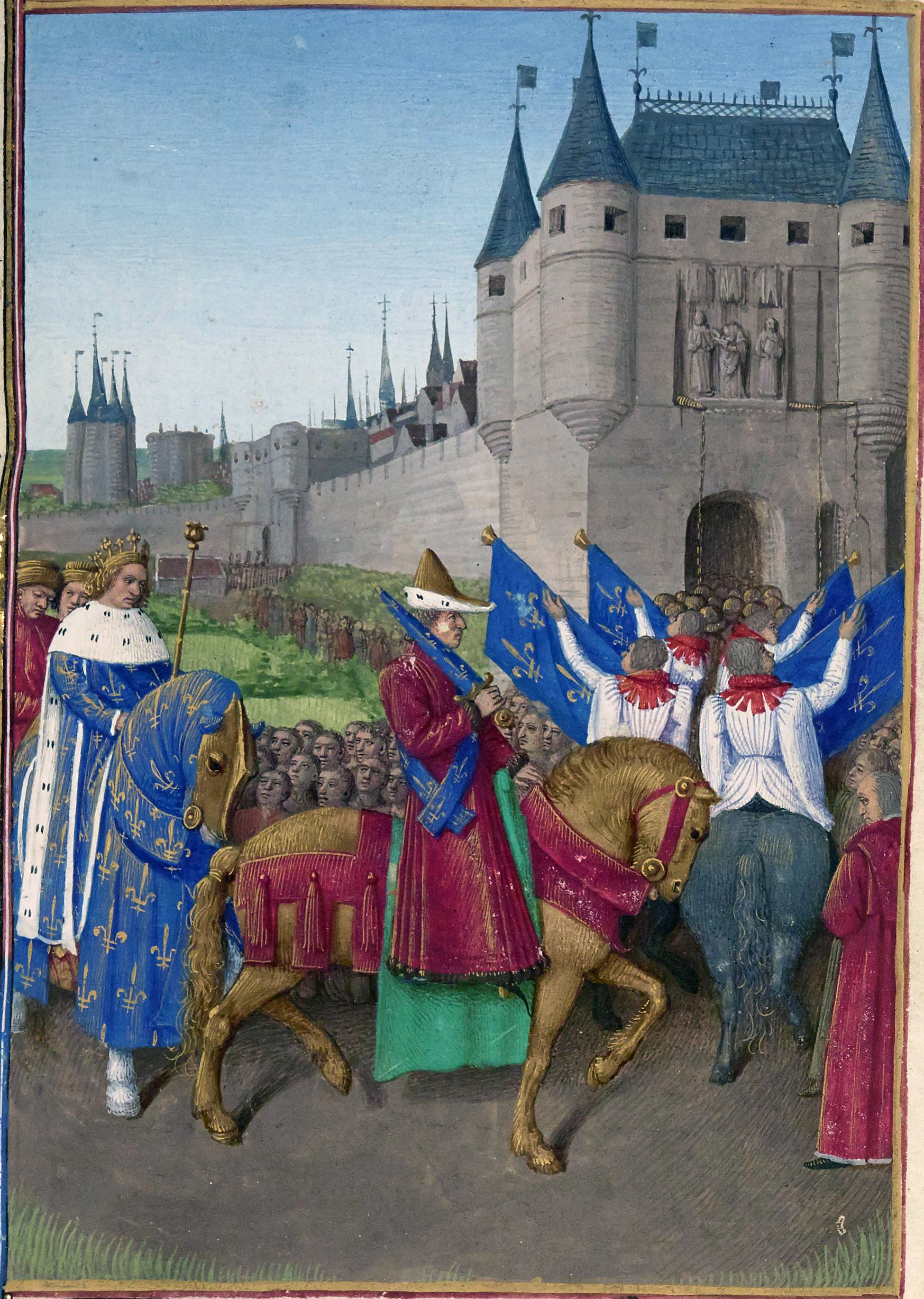
Entrée triomphale de Charles V dans Paris le 28 mai 1364.
Grandes Chroniques de France enluminées par Jean Fouquet, vers 1455-1460. Paris, BnF, Département des Manuscrits, ms. Français 6465, (Livre de Charles V).

Les Valois ne sont pas dupes et prennent les devants. Le dauphin Charles, averti par son père avant de repartir se constituer prisonnier à Londres, lance l'offensive : les forteresses normandes du Navarrais sont conquises par du Guesclin, Charles le Mauvais contre-attaque, et tente d'empêcher le sacre de Charles en lui coupant la route de Reims. Bertrand du Guesclin, à la tête de l'armée levée grâce aux impôts votés par les états généraux de 1363, lui reprend, en avril 1364, les villes de Mantes et de Meulan puis le bat le 16 mai 1364 à la bataille de Cocherel, ce qui met fin à la guerre civile et rétablit l'autorité royale aux yeux de la population, montrant que les sacrifices financiers consentis par la population pour l'effort de guerre ont été suivis d'effets sur le terrain, et permet le sacre du roi de France le 19 mai 1364 dans la cathédrale de Reims. Le nouveau roi prend alors une décision qui marque clairement sa volonté politique : les prisonniers français pris à Cocherel sont décapités et non mis à rançon comme il est d'usage dans la guerre féodale. Ce qui signifie que la guerre privée contre le roi est à présent considérée comme de la trahison.
Par le traité d'Avignon, en mars 1365, Charles le Mauvais abandonne à Charles V ses possessions en Basse-Seine (comté d'Évreux) en échange de la ville de Montpellier. Cet accord ne sera cependant réellement appliqué que 5 ans plus tard.

#### Guerre de Succession de Bretagne
Depuis 1341, la maison de Montfort, soutenue par l'Angleterre, et la maison de Blois, protégée par la France, se disputent le duché de Bretagne. Les Anglais occupent Brest depuis 1342, mais la situation était bloquée depuis la mort de Jean de Montfort en 1343. En 1363, son fils Jean IV rentre en Bretagne après avoir été éduqué à la cour d'Édouard III qu'il n'apprécie guère : il escompte s'entendre avec Charles de Blois pour obtenir la paix et le partage de la Bretagne. Mais Jeanne de Penthièvre ne l'entend pas de cette oreille et relance le conflit, rejetant Jean IV dans le camp anglais. La guerre reprend donc en 1363 où Charles de Blois secondé par Bertrand du Guesclin remporte quelques succès, mais, quand son stratège doit le quitter pour se rendre maître des places fortes navarraises en Normandie, son avancée s'arrête : il assiège en vain Bécherel. L'occasion est belle de négocier un accord à Évran, mais Jeanne de Penthièvre fait capoter une nouvelle fois les négociations. Jean IV peut alors s'organiser et en septembre 1364, assiège Auray avec l'Anglais John Chandos. Ils vainquent Charles de Blois et Bertrand du Guesclin arrivés au secours des assiégés à la bataille d'Auray, le 29 septembre 1364. Cette bataille marque la fin de ce long conflit : Charles de Blois y est tué et Jeanne de Penthièvre se retrouvant veuve voit sa cause s'effondrer. La paix est avalisée le 12 avril 1365 par le premier traité de Guérande qui établit Jean IV comme héritier légitime. Il ne repousse pas totalement les prétentions des Penthièvre, puisqu'il établit ainsi la loi successorale en Bretagne :
- le duché se transmettra de mâle en mâle dans la famille des Montfort ;
- en cas d'absence de descendance mâle, il passera aux mâles de la famille de Penthièvre.

Charles V ne s'oppose pas à l'élévation du comte de Montfort, dans la crainte qu'il ne fasse hommage de la Bretagne à Édouard III, son protecteur et beau-père. Il le reconnaît pour duc, reçoit ses serments, sans être dupe ; mais il gagne par cette politique l'amitié de la noblesse bretonne, et Olivier de Clisson passe à son service. En fait, il officialise très habilement deux points:
- en recevant son hommage en décembre 1366 (qui n'est qu'un hommage simple et non un hommage lige), il fait reconnaître la souveraineté de la France sur la Bretagne, même si dans les faits le duché est très autonome ;
- Il consolide l'introduction de la masculinité dans le droit successoral, délégitimant ainsi les prétentions d'Édouard III à la couronne de France[107].

Jean IV, qui épouse une sœur puis une belle-fille du Prince noir, est un allié des Anglais, et donc un ennemi de Charles V, lequel mène une reconquête patiente de tout le territoire français. Une fois débarrassé des Anglais qui ne contrôlent plus que quelques places fortes sur le continent et n'ont plus la maîtrise des mers depuis la bataille de La Rochelle, le roi de France reprend les hostilités et confisque le duché de Bretagne en 1378. Soutenu par le peuple breton et par la volonté d'indépendance des barons, Jean IV se maintient de fait.

#### Lutte contre les Grandes Compagnies
Le rétablissement de l’autorité royale et de l’économie passe par l’éradication des Grandes Compagnies qui saignent le pays. Charles V doit faire comprendre que le Royaume n’est plus un havre pour les pillards. Il traite le problème avec la plus grande rigueur et fermeté : il fait appliquer la loi et ne négocie pas avec les truands. Le roi et ses frères organisent la réponse militaire au sein de chaque principauté. C’est rapidement tout le pays qui s’organise contre les Grandes Compagnies. Chevaliers, villes, paysans envoient des contingents. Les routiers français sont exécutés et les étrangers de quelque valeur soumis à rançon.
Une fois que la situation des Grandes Compagnies est devenue inconfortable sur le sol français, il est plus facile de les convaincre de les envoyer combattre sous d'autres cieux. La guerre de Succession de Bretagne ayant pris fin avec la bataille d'Auray de nombreux Bretons démobilisés viennent grossir les rangs des Grandes Compagnies. Charles V paye donc la rançon de Bertrand du Guesclin, capitaine breton respecté et lui confie la mission de les emmener combattre en Castille pour le compte de son allié Henri de Trastamare. Cela a un double effet : débarrassé des Grandes Compagnies, l’économie du pays se relance, et entraîne bientôt le prince de Galles dans un conflit ruineux contre son allié. En décembre 1367, revenu victorieux de Castille mais exsangue, ce dernier lâche ses mercenaires aux frontières de la Guyenne. Marchant sur Paris, ces derniers sont repoussés par les Français. Mais cet acte est considéré comme un casus belli et il va relancer la guerre.

#### Première guerre civile de Castille
Charles V, qui prévoit déjà la reconquête, voit d’un mauvais œil la présence d’un allié des Anglais aux frontières. Il souhaite le faire remplacer par un solide allié qui pourra le temps voulu faire peser une menace sur la principauté d’Aquitaine. Les Anglais ne peuvent pas reprendre les hostilités directement contre la France avant la fin des transferts de souveraineté décidés au traité de Brétigny : ils y perdraient toutes les concessions territoriales extrêmement avantageuses qu’ils y ont obtenues. Les Anglais ayant les poings liés, le roi de France a le libre choix de la reprise des hostilités, mais il n’en a pas les moyens économiques, le pays étant ravagé par les Grandes Compagnies et saigné par l’exorbitante rançon de Jean le Bon. Pour se refaire une santé financière, il faut se débarrasser des Grandes Compagnies qui bloquent tous les axes commerciaux et pressurent la population de tout ce qu’elle aurait pu donner en taxes à l’État. Avignon étant menacée et rançonnée par les compagnies, le pape voit d’un bon œil le projet de croisade en Espagne proposé par Charles V. L’objectif officiel est le suivant : mener une croisade contre l’émirat de Cordoue, ce qui nécessite de passer par la Castille. Le pape n’est pas dupe, mais ses intérêts convergent avec ceux de Charles V : il faut se débarrasser des Grandes Compagnies. Il finance donc l’expédition.
Charles V charge Bertrand du Guesclin de rassembler les Grandes Compagnies et de les mener en Castille. La croisade arrive en Catalogne en janvier 1366 et obtient de rapides succès. Henri de Trastamare est couronné le 5 avril 1366.

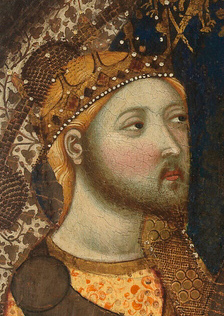
Henri de Trastamare, portrait réalisé vers 1360, Madrid, musée du Prado.

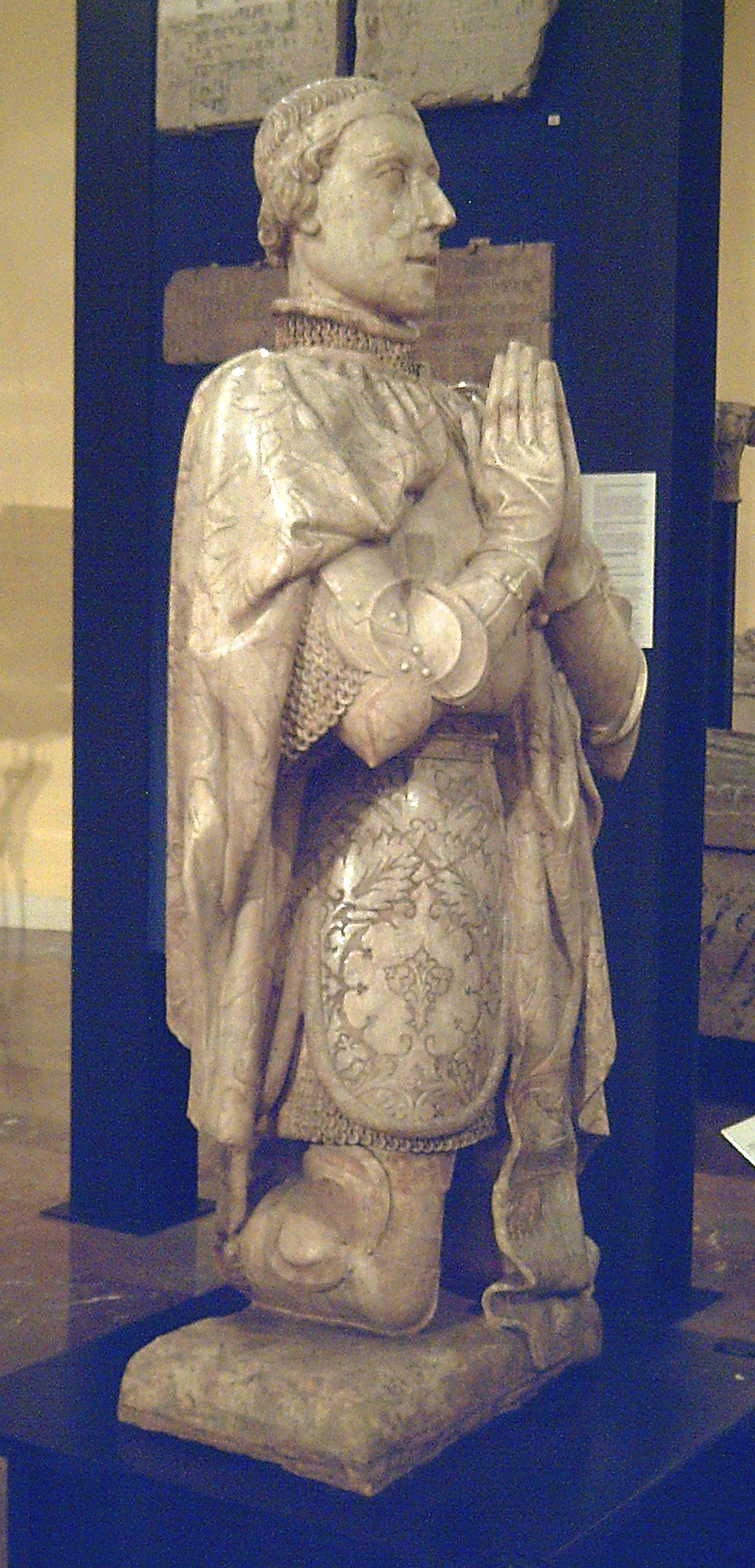
Pierre le Cruel, vers 1504, musée archéologique national de Madrid.

Rapidement chassé du trône castillan, Pierre le Cruel prépare son retour. En toute logique, il trouve des alliés chez les adversaires de la France et peut s'appuyer sur le Prince noir et Charles le Mauvais. Il active son alliance anglaise, promettant au Prince noir de financer le conflit. Ce dernier lève donc une armée embauchant les Grandes Compagnies qui ravagent le Languedoc. Charles le Mauvais, roi de Navarre, autorise le passage de cette armée. Elle franchit le col de Roncevaux en février 1367. Henri de Trastamare lui barre la route à Nájera et livre combat aux archers anglais contre l’avis de Bertrand du Guesclin le 3 avril 1367. L’arc long anglais y est une fois de plus décisif : les Franco-Castillans, écrasés sous une nuée de flèches, sont taillés en pièces. Bertrand du Guesclin est fait prisonnier. Henri doit de nouveau s'enfuir en France et Pierre le Cruel reprend le pouvoir. Cependant le roi de France tire plusieurs bénéfices de l’expédition castillane : d’une part, il est définitivement débarrassé des Grandes Compagnies qu’il avait engagées avec l’argent du pape et, d'autre part, cette victoire coûte très cher aux Anglais, car Pierre le Cruel n’a pas les moyens de payer l’armée qui l’a remis sur le trône. C’est ruiné et devant se débarrasser des Grandes Compagnies que le Prince noir regagne l’Aquitaine.
Pierre le Cruel n'ayant pas versé les contreparties promises au Prince Noir dans le traité de Libourne, les troupes anglaises retournent en Guyenne, laissant le champ libre à Henri de Trastamare, toujours allié du roi de France par le traité d'Aigues-Mortes. En 1367, Henri et du Guesclin assiègent Tolède et battent l'armée de Pierre le Cruel arrivée en renfort lors de la bataille de Montiel.
Pierre le Cruel et Henri de Trastamare s'affrontent en un combat singulier dont la conclusion est la mort de Pierre de Castille. Henri devient roi de Castille sous le nom d'Henri II, et la couronne de Castille passe des mains de la maison d'Ivrée à celle de Trastamare. La France dispose désormais d'un allié à la tête du royaume de Castille. Cet allié se révèle tout à fait décisif lors de la bataille de La Rochelle, en 1372, qui voit l'anéantissement de la flotte anglaise par l'alliance franco-castillane.

#### Réorganisation de l’armée
Charles V, qui prépare la reconquête, a mis à profit les années de répit obtenues en profitant du conflit castillan : ses finances sont redressées grâce à l’instauration d’un impôt permanent. Il faut à présent mettre sur pied l’armée de la reconquête.

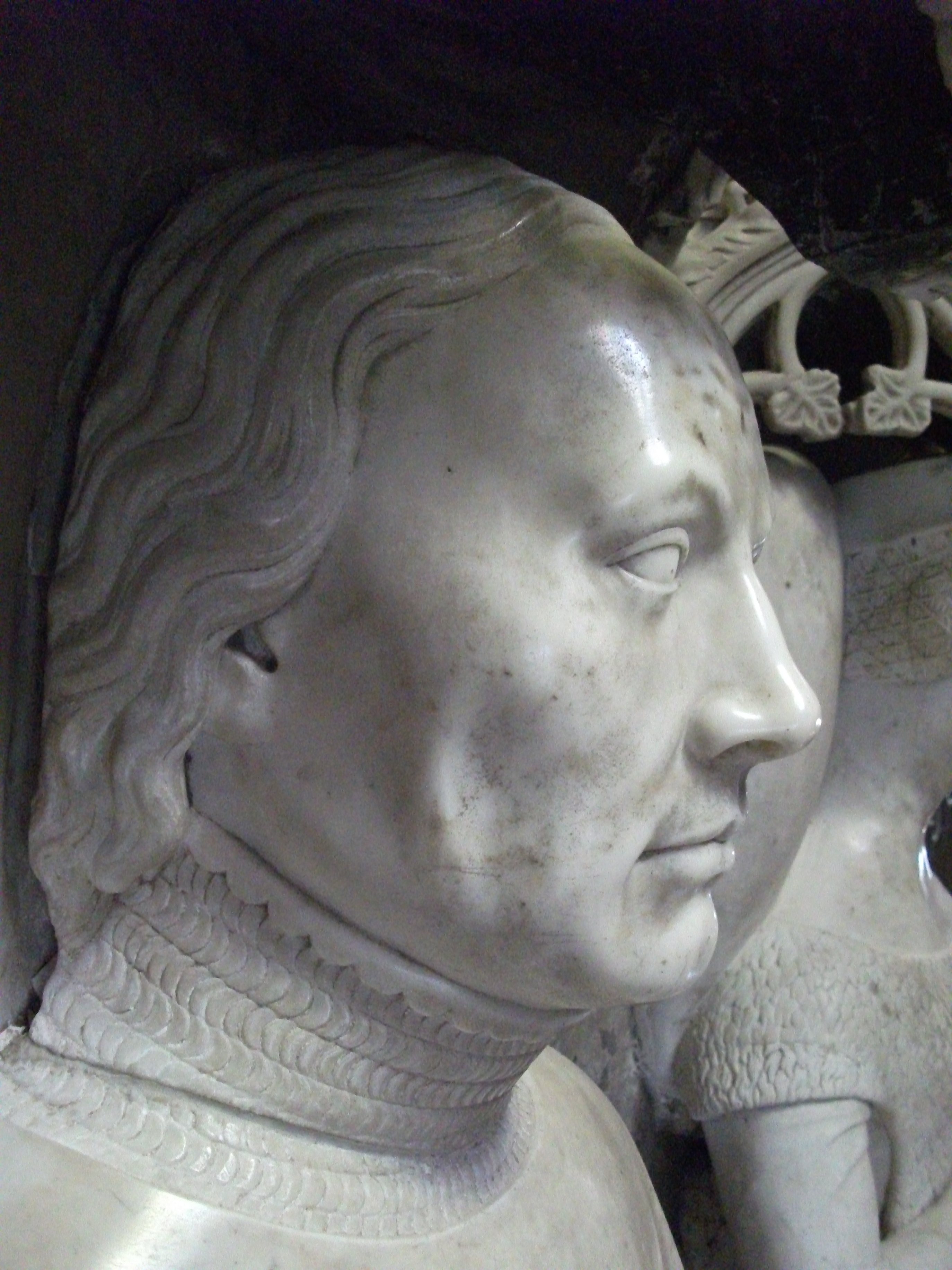
Détail du tombeau d'Olivier de Clisson (château de Josselin).

La lutte contre les Grandes Compagnies permet de mettre au point une nouvelle organisation des troupes et de repérer des capitaines fiables et fidèles, comme Bertrand Du Guesclin et son cousin Olivier de Mauny, nommé chambellan par le roi, ou Olivier de Clisson. On organise autour d’eux de petites armées composées de routiers d’une centaine d’hommes. On solde ainsi une armée permanente de 5 000 à 6 000 hommes, dont on est sûr qu’ils ne deviendront pas des pillards pendant les périodes de trêve. Ces effectifs sont largement suffisants pour mener la guerre faite de coups de main et de sièges nécessaires pour mettre au pas les Grandes Compagnies. Les effectifs sont composés de volontaires français (souvent de petite noblesse) et d'arbalétriers italiens. Il faut combler le retard pris sur les Anglais en archerie. Charles V encourage les concours de tir à l’arc comme l’ont fait les rois d’Angleterre, et engage de nombreux arbalétriers entre 1364 et 1369.
Cette armée peut être levée en janvier 1364 grâce à l'impôt consenti par les états généraux réunis à Amiens. Menée par Bertrand du Guesclin, elle remporte immédiatement sa première grande victoire à Cocherel. Son efficacité doit être prouvée pour justifier son financement par des impôts : le nombre de combattants et la qualité de leur équipement sont contrôlés par des fonctionnaires, et la solde n’est versée qu'une fois par mois, lors de la montre, uniquement si l’équipement est satisfaisant. Il faut que ces armées soient extrêmement mobiles et très réactives : elles sont montées bien que combattant à pied. Elles sont informées par des chevaucheurs et messagers qui font la liaison entre le roi et le front.
Pour prendre rapidement les forteresses, une artillerie importante est formée : en 1375, le château de Geoffroy de Harcourt capitule sous le feu de 40 canons.

### La reconquête

#### Isolement diplomatique de l’Angleterre
Charles V déploie une activité diplomatique intense. Il a toujours été proche de son oncle maternel, l’empereur germanique Charles IV et a toujours veillé à ce que ces liens ne refroidissent jamais. Il obtient de son oncle, en 1372, qu’il interdise aux mercenaires allemands de s’enrôler dans l’armée anglaise.

L'Europe en 1360.

Avignon, résidence pontificale, est le centre diplomatique de l’Europe. Or, le Français Grégoire XI, ancien précepteur de l’empereur, a été élu en 1370 grâce aux efforts de Charles V et Louis d’Anjou, avec lesquels il est également proche.
Le roi de France envoie Thibaut de Hocie en 1368 nouer des alliances espagnoles. Il échoue en Aragon. Mais Henri II, le nouveau souverain de Castille, fortement soutenu par Charles V dans la guerre de succession qu’il mène contre son demi-frère Pierre le Cruel, est un allié indéfectible et un farouche ennemi des Anglais qui ont, eux, soutenu son rival. Thibaut de Hocie revient donc avec un solide traité d’alliance, précieux après la victoire de Montiel et la victoire définitive sur Pierre le Cruel.
En 1371, Charles V réactive la Auld Alliance et obtient également le soutien des Écossais, après leur avoir promis qu’il n’y aurait plus de paix sans leur accord, comme ce fut le cas à Brétigny. De même, il soutient Owain Lawgoch, prétendant à la principauté de Galles réfugié à sa cour, et pourra compter sur lui lors de la reconquête. Il cherche à obtenir la suprématie maritime pour couper l’arrivée de renforts anglais en Aquitaine, d'où l'importance de pouvoir compter sur les flottes castillane et galloise et de se rapprocher du roi du Danemark.

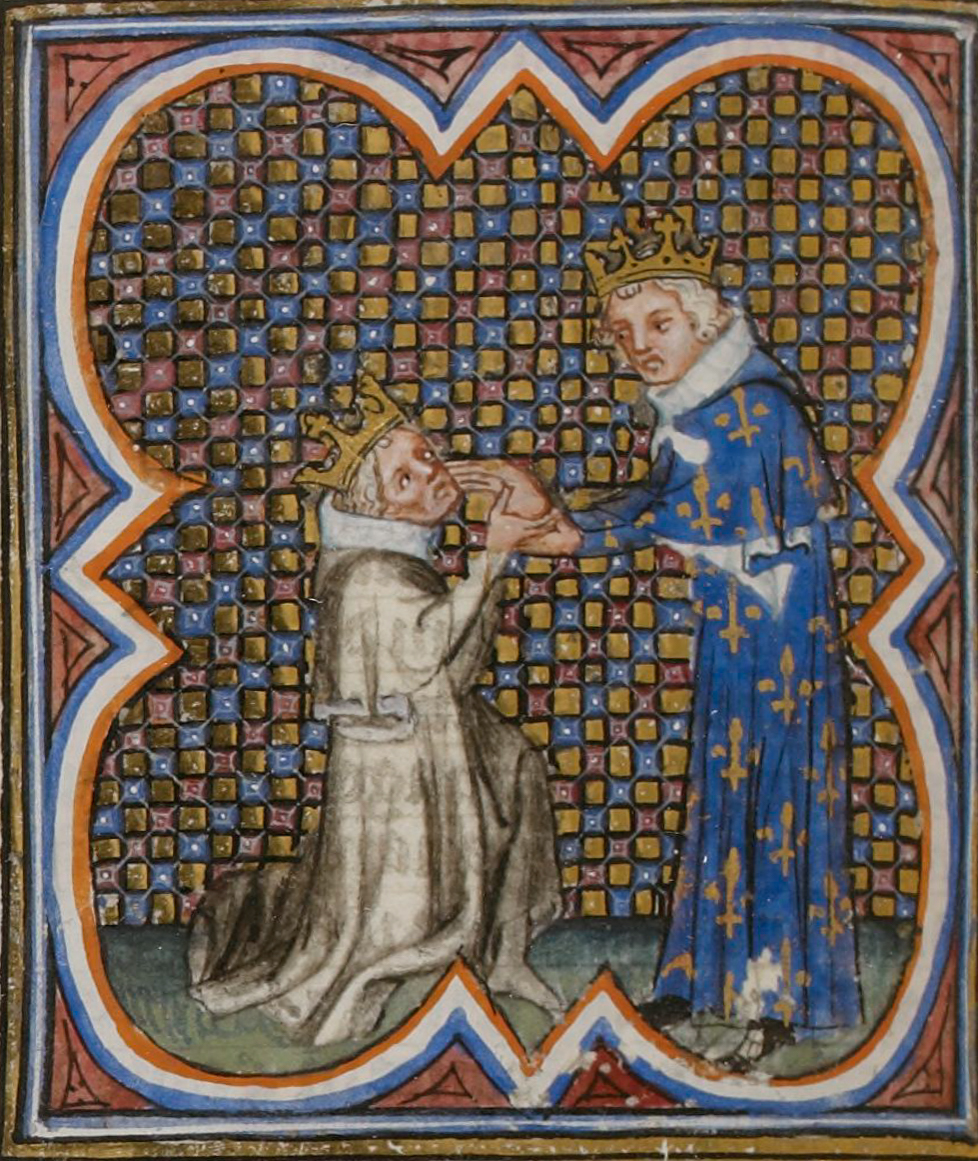
Charles de Navarre, confronté à la mise en place d'Henri de Trastamare en Castille, s'empresse de faire la paix avec Charles V : il lui rend hommage lige et lui cède ses places normandes contre Montpellier. Grandes Chroniques de France de Charles V.

L’isolement diplomatique des Anglais implique également la neutralisation de leurs alliés. Charles le Mauvais est la première menace pour la couronne de France : il est vaincu à Cocherel en 1364 et Charles V fait pression sur sa sœur Jeanne, l'épouse de Charles le Mauvais, pour que ses forteresses ne puissent être utilisées par les troupes de son beau-frère rival. Il propose dès 1365 d’échanger Mantes, Meulan et Longueville contre Montpellier. Les négociations durent 5 années, durant lesquelles le Navarrais tente d’obtenir un traité d’alliance perpétuelle avec les Anglais. Mais ceux-ci sont rendus méfiants par les revirements incessants du Navarrais.
Constatant que la Navarre est cernée par l’alliance franco-castillane et que les Anglais sont en difficulté, il revient en France pour signer, le 29 mars 1371, un traité par lequel il accepte les conditions de 1365 et fait hommage lige pour toutes les terres qu’il détient en France, ce qu’il avait toujours refusé.
En Flandres, Louis de Male est, dans un premier temps, sensible à la nécessité économique : les drapiers flamands sont dépendants des importations de laine anglaises. Le 10 octobre 1364, il fiance sa fille Marguerite, héritière des comtés de Flandre, de Nevers, de Rethel et de Bourgogne, avec Edmond de Langley, le fils d’Édouard III. Edmond recevrait en outre de son père Calais et le comté de Ponthieu ce qui, avec l'Artois, le Rethel et la Flandre, constituerait une principauté anglaise équivalente à la Guyenne au nord de la France. Mais pour cela, il doit obtenir une dispense pontificale car les fiancés sont consanguins au 4e degré. Après un ballet diplomatique à Avignon, où Français et Anglais argumentent sur le sujet, Urbain V refuse d’accorder cette dispense. La bataille diplomatique continue jusqu’en 1367, date à laquelle Charles V obtient une dispense pour marier Marguerite de Male avec son frère Philippe le Hardi. Il reste toutefois à obtenir l’accord de Louis de Male pour ce mariage. Ce qui se fait, non sans mal, grâce à l’intervention énergique de Marguerite de France, la mère du comte de Flandres et fille de Philippe V et à la cession de plusieurs villes (Lille, Douai et Orchies) par le roi de France.

#### Les appels gascons
Charles, du fait des événements de 1358 et de sa difficile prise de pouvoir, comprend qu’un souverain doit avoir le soutien de ses sujets. Il doit reconquérir les cœurs avant les territoires perdus au traité de Brétigny. S’il doit reprendre ces terres, c’est dans son bon droit et avec le soutien de la population qui l’accepte comme souverain.
C’est une lente procédure juridique qui relance la guerre. Le prince de Galles, Édouard de Woodstock (le Prince Noir) qui revient vainqueur mais ruiné de Castille, ne peut solder ses troupes, il doit donc lever des impôts sur son duché d’Aquitaine qu’il dirige en principauté. Il le fait sous forme d’un fouage par ordonnance du 26 janvier 1368. Mais certains seigneurs n’ont accepté qu’à contrecœur le changement de suzeraineté imposé par le traité de Brétigny et en particulier Jean d’Armagnac qui était proche de Jean le Bon. En décembre 1367, revenu ruiné d'Espagne où son armée a combattu pour le Prince noir son suzerain, il lui réclame en vain les 200 000 florins que le prince anglais lui devait pour payer ses hommes.

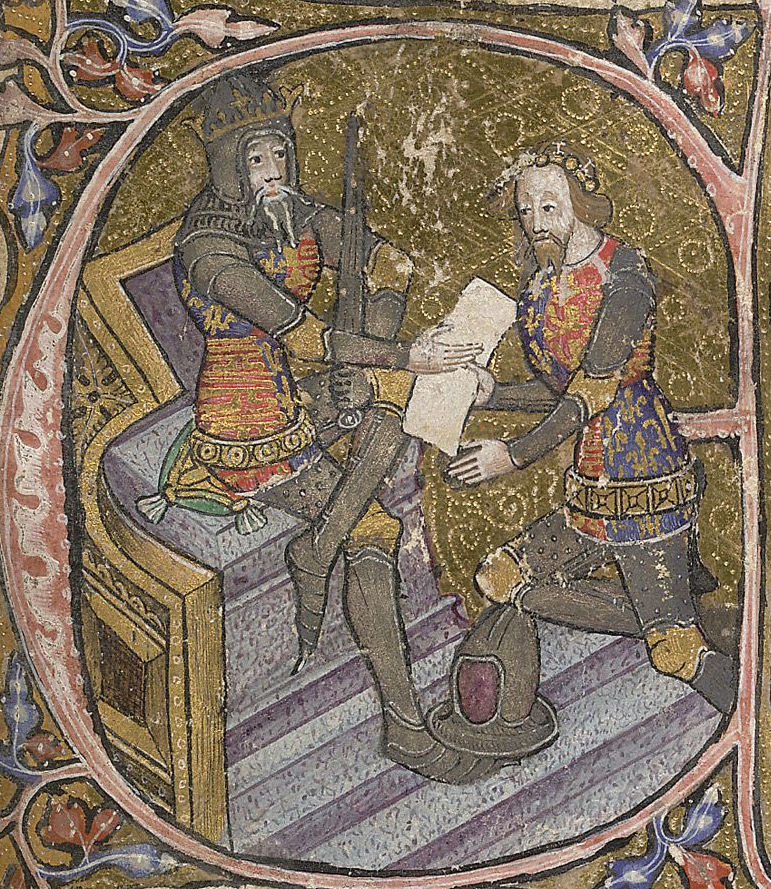
Édouard III accorde la Guyenne à son fils Édouard de Woodstock, dit le Prince noir, 1362 (British Library, Londres, ms. latin Cotton Nero D. 31, fin du XIVe siècle).

Son ressentiment tourne à l'exaspération quand Édouard de Woodstock, lui aussi ruiné par le conflit castillan, démobilise les Grandes Compagnies qu'il n'a pu solder et qui se payent en pillant le Rouergue, possession de Jean d'Armagnac. Ce dernier refuse de payer l’impôt que veut percevoir le prince de Galles déjà endetté vis-à-vis de lui et qui, en tant que suzerain, aurait dû le protéger des Grandes Compagnies. Il fait appel à Édouard III qui répond négativement. Il se tourne alors (en mai 1368) vers Charles V : d’après le traité de Brétigny, le transfert de souveraineté ne doit se faire qu’une fois les territoires transférés et la rançon versée, ce qui est loin d’être le cas. Dès lors, en acceptant de répondre à son appel, le 3 décembre 1368, Charles V fait acte de souveraineté sur la Guyenne. Le prince de Galles peut donc être jugé pour avoir voulu prélever un impôt auquel il ne pouvait dès lors pas prétendre ! Un beau jour, selon les chroniques de Jean Froissart, Édouard de Galles reçoit à Bordeaux un court message du roi Charles :
« Mandons notre beau cousin, le duc Édouard d'Aquitaine, de moult vaillance et valeur reconnue, à se rendre en notre bonne ville de Paris à propos de certaines affaires pour présenter sa défense à nous, Charles, par la grâce de Dieu, roi de France, et son suzerain.
Le prince Édouard fut comme hébété et dolent de ce langage. Il finit par se lever, furieux, et déclara au héraut du roi :
— Nous irons à Paris, s'il le faut, mais ce sera bassinet en tête et avec 60 000 hommes d'armes ! »
Le roi laisse la Cour de Justice de Paris mener la lente procédure qui doit condamner le Prince noir, et profite du délai pour essayer d’obtenir qu’un maximum de seigneurs gascons se joignent au comte d’Armagnac. Les Anglais essayent à tout prix de bloquer l’appel et de sauver la paix pour ne pas perdre tout l’acquis de Brétigny. Le temps gagné est occupé à faire tourner français les seigneurs gascons. Ça commence par les proches du comte d'Armagnac : dès mai 1368, le mariage de son neveu, le comte d'Albret, est doté par le roi de France, qui lui accorde en outre une rente contre l'hommage lige. Le roi exempte d'impôts pendant 10 ans ceux qui le rejoignent, sous prétexte qu'ils auront besoin d'argent pour lutter contre le prince de Galles. Les villes, les évêques et les seigneurs périgourdins, que Charles V sait séduire par sa diplomatie (alors qu'Édouard de Galles est jugé hautain), rallient le camp français. Légalement, rien ne s’oppose à la reprise du conflit ; celui-ci reprend avec la Bataille de Mondalazac en janvier 1369 qui permet au comte d'Armagnac de chasser les Anglais du Rouergue. Le roi d’Angleterre se proclame de nouveau roi de France le 3 juin 1369, Charles V prononce la confiscation de l’Aquitaine le 30 novembre de la même année. La guerre a donc repris, mais Charles V, en excellent juriste, a su mettre le droit de son côté ; d'autant plus que l'habile diplomate a rallié une grande partie des Gascons dans son camp.
Froissart, dans ses chroniques, rapporte ces mots révélateurs :
« Lors les barons anglais dirent à Édouard que le roi de France était un sage et excellent prince, et de bon conseil. Jean de Gand, le duc de Lancastre, fils du roi Édouard, s'empourpra et lança avec mépris :
— Comment ? Ce n'est qu'un avocat !
Lorsque le roi Charles le Cinquième apprit ces paroles, il rit, et déclara d'une voix joyeuse :
— Soit ! Si je suis un avocat, je leur bâtirai un procès dont ils regretteront la sentence ! »

#### 1369: ralliement des terres pro-françaises
Charles V tourne le conflit à son avantage. Ayant en mémoire la débâcle de Poitiers où la chevalerie a chargé de manière désordonnée sans attendre les ordres de son père Jean le Bon, transformant une victoire facile en désastre, et considérant qu'il n'a pas de talent militaire, il décide de confier le commandement de petites armées formées de volontaires aguerris à des chefs expérimentés et fidèles (comme Bertrand du Guesclin). Il renonce aux batailles rangées et les lance dans une guerre d’escarmouches et de sièges, grignotant patiemment le territoire ennemi. Les Grandes Compagnies, qui, revenues d’Espagne en 1367, pillent le Languedoc, sont incorporées dès 1369 à l’armée française, ce qui soulage les territoires qui choisissent de tourner français et met sous pression ceux qui restent fidèles au prince de Galles.

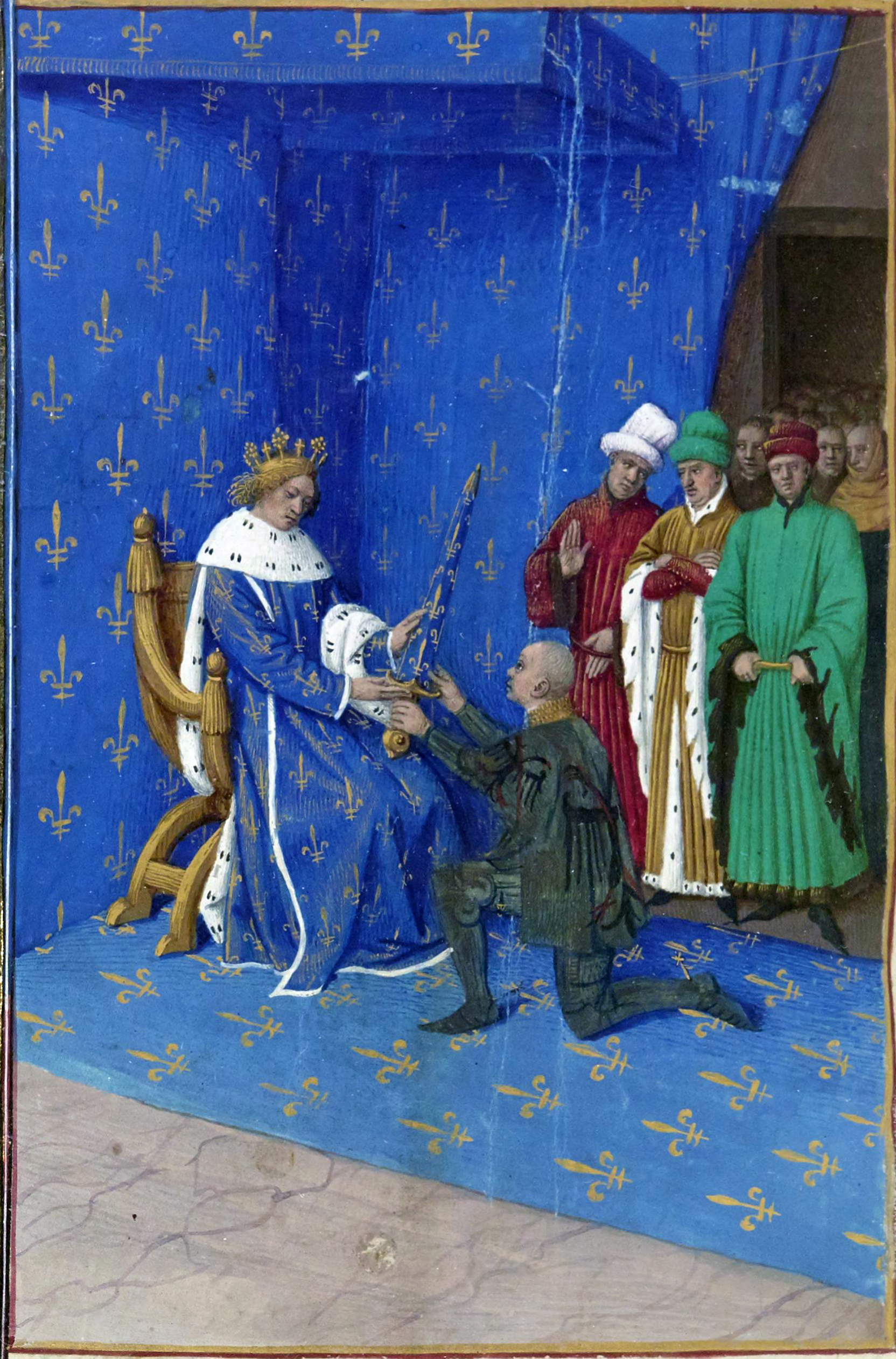
2 octobre 1370 : remise de l'épée de connétable à Bertrand du Guesclin. Miniature des Grandes Chroniques de France attribuée à Jean Fouquet, vers 1455-1460, BnF, Fr.6465.

L’endettement du Prince noir pose un réel problème. Du fait des appels gascons, l’impôt rentre mal. Il n’a pas les moyens de lever une armée pour s’opposer aux Français. Édouard III lui envoie donc cent trente mille livres tournois. Mais le parlement se montre réservé et ne souhaite pas financer la guerre en Guyenne, qui semble coûter plus qu’elle ne rapporte. Il ne finit par y consentir qu’après acceptation qu’il ne soit plus obligatoire de faire transiter la laine par Calais (la taxe sur la laine est le principal revenu de la couronne à l’époque). Les revenus fiscaux sont diminués de 25 % en 1369, du fait de la réminiscence de la grande peste en Angleterre. Les agents du roi d'Angleterre ne sont pas en mesure de lever des montants d'impôts — pouvant atteindre jusqu'à 1 600 000 francs par an — comparables à ceux levés par Charles V en France pour entretenir des armées permanentes équipées pour une guerre de siège dont les soldats ne se transformeront pas en Grandes Compagnies à la première trêve. Les Anglais vont être soumis à une pression permanente sur tous les fronts pendant des années. Les Anglais s'efforcent de contrer le renversement de situation réalisé par Charles V. Une grande partie des territoires qu'ils pensaient contrôler s'est rebellée et ils ont perdu les recettes fiscales que leurs possessions de Guyenne auraient pu leur fournir. Ils plaident devant leur Parlement pour obtenir les ressources pour contre-attaquer, mais ne peuvent obtenir le financement de garnisons pour toutes les villes d'Aquitaine, qu'ils ne sont plus d'ailleurs certains de tenir. Au total, le roi d’Angleterre est loin d’avoir les moyens financiers de Charles V : le parlement ne lui donne que les moyens d’une guerre autofinancée par le pillage, d’autant que la chevauchée du duc de Lancastre vers Harfleur en 1369 est un relatif succès, et sachant que dans la première phase de la guerre elles ont entraîné de grandes victoires sur l'ost français écrasé par la supériorité tactique en bataille rangée apportée par l'arc long anglais. Début août 1369, Jean de Gand débarque à Calais et lance une chevauchée jusqu'à Harfleur, où Philippe le Hardi est en train de préparer un débarquement franco-flamand en Angleterre. On lui oppose la stratégie de la terre déserte et la chevauchée ne peut s'emparer de la ville. L'armée anglaise est harcelée par les troupes du duc de Bourgogne et, craignant d'être piégée, regagne Calais. Les raids anglais, s’ils sont dévastateurs pour les campagnes, ne permettent pas de regagner le terrain perdu.
Grâce à sa gestion des appels gascons, Charles V a su se rallier une grande partie de l'Aquitaine. Le comte d'Armagnac tenant la majeure partie des forteresses sur ses terres, il ne reste à rallier que quelques villes craignant des représailles des sénéchaux anglais, mais toutes finissent par accepter les conditions de plus en plus avantageuses offertes par les envoyés du roi (Jean de Berry, Louis d'Anjou et la noblesse gasconne déjà ralliée qui bat le pays). Le roi de France prend soin d'entretenir le patriotisme des régions libérées par l'octroi de nombreux privilèges : il use en particulier de l'anoblissement, la noblesse française ayant été décimée par la peste, Crécy et Poitiers. De même, la reconquête se fait grandement par le retournement des villes d'Aquitaine souvent monnayé contre des promesses de fiscalité plus légère. En quelques mois, plus de soixante villes rallient les Français. Millau cède en dernier en décembre, après avoir obtenu du roi de France une exemption fiscale de vingt ans. Quelques garnisons anglaises subsistent, mais leur isolement ne leur permet pas de tenir le terrain, Louis d'Anjou progresse en Guyenne pendant que Jean de Berry contient les Anglais en Poitou à la Roche-sur-Yon.
Pendant ce temps, au nord, le Ponthieu est repris en une semaine : le 29 avril, Abbeville ouvre ses portes à Hue de Châtillon (maître des arbalétriers), et les jours suivants les localités voisines reviennent sous l'autorité du roi de France, qui confirme leurs privilèges.

#### Durcissement du conflit (1370)

La reconquête par Charles V des territoires concédés au traité de Brétigny.
Domaine royal
Apanages des frères du roi
Comté de Foix-Béarn autonome
Bretagne alliée aux anglais
Possessions de Charles de Navarre allié des Anglais
- Chevauchée de Lancastre en 1369
- Chevauchée de Robert Knowles en 1370
- Chevauchée de Lancastre en 1373

Les Anglais, attaqués de toutes parts et pris de court en 1369, contre-attaquent. Dans les premiers mois de 1370, les Français continuent à avancer dans les plaines de la Garonne sur deux axes : Agen, Villeneuve-sur-Lot, Pujols, Penne, Fumel et Puymirol au nord et Tarbes, Bagnères et Vic-en-Bigorre au sud se soumettent au roi de France. Le duc de Berry entre dans Limoges le 24 août 1370, accueilli par les habitants en liesse (l'évêque Jean de Cros a négocié le ralliement de la ville). Mais il quitte la ville le jour même, ne laissant que quelques hommes d'armes, alors que la garnison anglaise est restée retranchée autour du château vicomtal. Le prince de Galles fait payer très cher leur ralliement aux Limougeaux : le 19 septembre, après 5 jours de siège pendant lesquels les murailles sont sapées et minées, il reprend la ville, épaulé par les ducs de Lancastre et de Cambridge, et fait massacrer la population puis incendier la cité. L'objectif est de faire un exemple dissuasif pour arrêter l'hémorragie de villes tournant françaises, mais c'est l'effet inverse qui se produit : cette conduite encourage l'anglophobie et renforce le sentiment national naissant.
Robert Knowles, à la tête d'une chevauchée de 2 500 archers et 1 600 hommes d'armes, part de Calais fin juillet 1370 et pille les campagnes contournant Amiens, Noyon, Reims et Troyes. Le calcul du roi de France est que les chevauchées ne permettent pas de tenir le terrain et attisent l'anglophobie dans les territoires pillés. Charles V continue de miser sur une guerre de siège et de propagande, qui lui permet de reprendre du terrain, ville après ville, le plus souvent sans combat. Il renforce le prestige de la couronne de France par ces victoires, malgré les souffrances engendrées par la tactique de la terre déserte (il laisse les chevauchées anglaises piller les campagnes dont la population s'est réfugiée dans les forteresses qui ont été reconstruites dans tout le Royaume) et par le retour de la peste. Ainsi la chevauchée de Knowles est refoulée de Bourgogne. Elle passe 2 jours devant les portes de Paris, pillant les faubourgs sous les yeux des Parisiens à l'abri derrière les murs de la capitale. Charles V doit montrer que les impôts prélevés pour conduire la guerre sont utiles, d'autant que la nouvelle du sac de Limoges vient d'arriver : les esprits s'échauffent. Olivier de Clisson lui déconseille formellement une bataille rangée. Pour rassurer le pays mis à feu et à sang par la chevauchée de Robert Knolles, Charles V fait connétable le très populaire Bertrand du Guesclin, qui vient de rentrer victorieux de Castille ayant vaincu Pierre le Cruel, l'allié des Anglais à Montiel ; il lui confie une armée levée grâce à un emprunt forcé pour harceler les Anglais. Du Guesclin harcèle Robert Knowles et le bat à Pontvallain, le surprenant alors qu'il s'apprête à franchir le Loir. La zizanie ayant gagné les capitaines anglais, la chevauchée se désagrège arrivée en Bretagne.

#### Maîtrise des mers (1372)
Après une année plus calme, où Charles V s'applique à nouer des alliances et isoler toujours plus Édouard III (il raffermit les liens avec les Écossais, les Gallois, les Castillans et le Saint-Empire, tout en acceptant la paix avec Charles de Navarre dont le royaume cerné par l'alliance franco-castillane pourrait être menacé), l'année 1372 voit le conflit basculer.

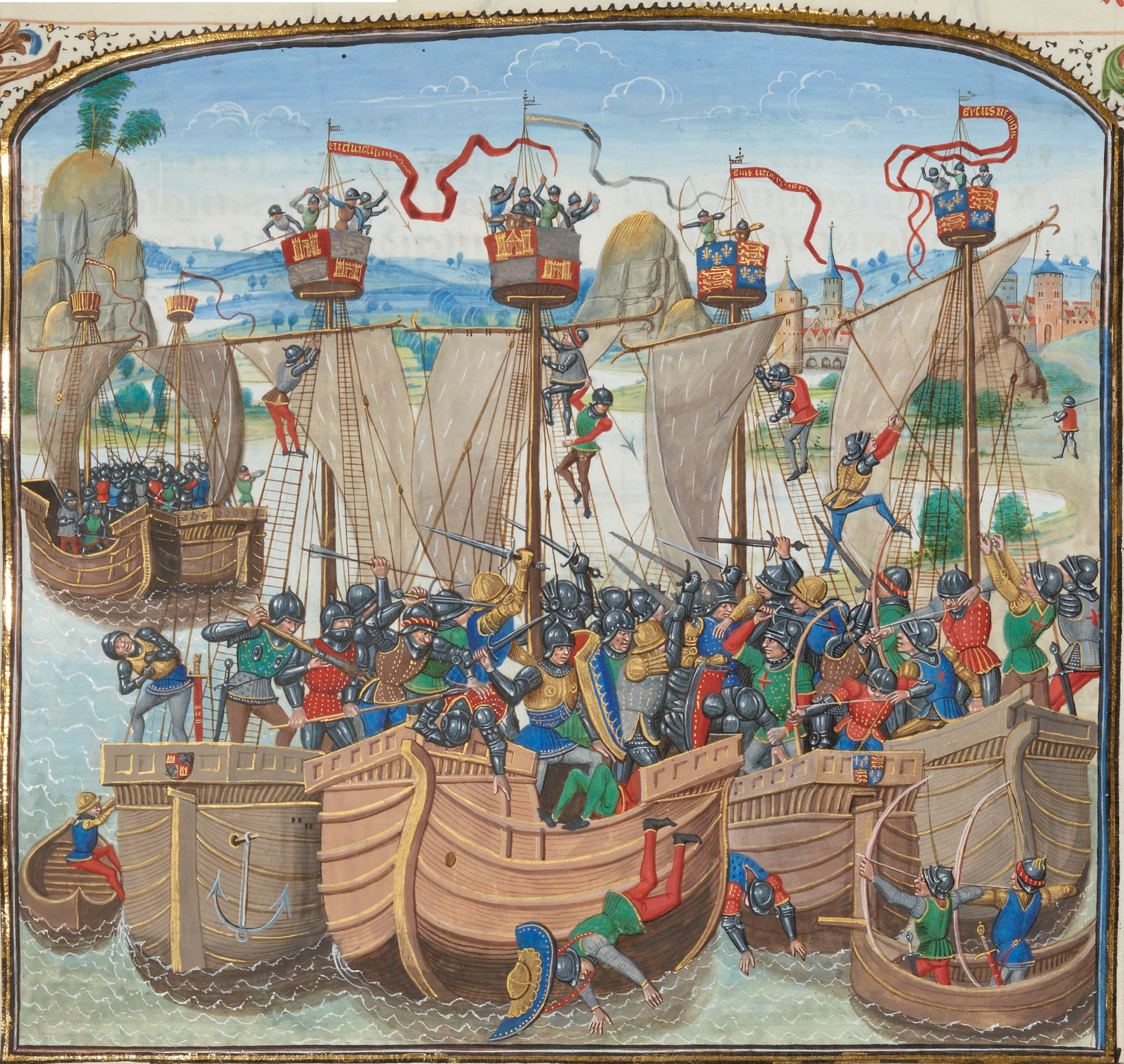
La flotte anglaise est détruite le 22 juin 1372 à la bataille de La Rochelle privant la Guyenne de soutien logistique. Miniature de Loyset Liédet tirée des Chroniques de Froissart, BnF, Fr.2643.

Le roi de Castille est allié à Charles V, d'autant que celui-ci l'a aidé à renverser Pierre le Cruel, mais ce sont les revendications des couronnes de Castille et de Léon en 1372 par Jean de Gand, gendre de feu Pierre le Cruel, qui le décident à se jeter dans le conflit. La flotte castillane intercepte le corps expéditionnaire anglais à la Rochelle le 22 juin 1372 et l'anéantit le 23, usant de canons et de brûlots dérivants (il a attendu la marée basse pour que ses navires à faibles tirant d'eau aient un avantage sur les lourds bâtiments anglais gênés à la manœuvre par les hauts fonds sablonneux rochelais). C'est un désastre pour l'Angleterre, qui perd la maîtrise des mers.
La campagne pour la reconquête du Poitou, de l'Aunis, de la Saintonge et de l'Angoumois commence aussitôt après la bataille de La Rochelle. Mais la reconquête ne se fait pas facilement : les barons poitevins ont massivement choisi le parti anglais (le Poitou exporte du sel vers l'Angleterre). L'armée royale assiège la forteresse de Sainte-Sévère-sur-Indre, qui capitule le 31 juillet. Pendant ce temps, Montcontour est repris, puis Poitiers ouvre ses portes à Du Guesclin le 7 août.
Les forces françaises progressent le long de la côte, vers le sud. Le captal de Buch est capturé le 23 août alors qu'il allait secourir Soubise assiégée : son armée est interceptée par la flotte galloise et castillane qui remonte la Charente. Les îles de Ré et d'Oléron font leurs soumissions le 26 août, mais les barons poitevins restent fidèles aux Anglais et se retranchent dans Thouars.
Du Guesclin continue à progresser le long du littoral jusqu'à La Rochelle, qui est prise le 8 septembre. Ainsi isolées, les villes se rendent tour à tour : Angoulême (la capitale du Prince Noir) et Saint-Jean-d'Angély le 20 septembre, Saintes le 24.

#### Occupation de la Bretagne
Si le traité de Guérande a clos le problème de la succession, il ne règle pas le contentieux franco-breton. La noblesse bretonne tend à la neutralité après le long conflit qui a déchiré le duché. Mais Jean IV a des accords à respecter et, s'il épouse une sœur puis une belle-fille du Prince Noir, il temporise pour accepter le traité d'alliance qui était prévu dès 1362 avec le roi d'Angleterre. En 1369, dès le début de la reconquête, des renforts anglais (400 hommes d'armes et 400 archers) conduits par les comtes de Pembroke, Jean de Hastings, et de Cambridge, Edmond de Langley, débarquent à Saint-Malo et rejoignent le Poitou et la Guyenne après avoir recruté quelques compagnies. L'alliance finit par être ratifiée à la réprobation de la noblesse bretonne alors que 300 archers et 300 hommes d'armes anglais ont débarqué à Saint-Mathieu-de-Fineterre en 1372. Aussitôt, une troupe française commandée par deux Bretons (Bertrand du Guesclin et Olivier de Clisson) entre dans le duché, provoquant le rembarquement précipité des Anglais.
En mars 1373, c'est une véritable armée qui débarque à Saint-Malo : 2 000 hommes d'armes et 2 000 archers sous les ordres du comte de Salisbury, William Montagu. Pour une telle opération, l'accord du duc est indispensable. C'est un casus belli, et Charles V donne l'ordre d'attaquer. Son armée entre en Bretagne avec l'appui d'une bonne partie de la noblesse qui s'enrôle massivement sous la bannière de Bertrand du Guesclin. En deux mois, la quasi-totalité du duché est occupée : à la Saint-Jean, les Anglais ne tiennent plus que Brest, Auray, Bécherel et la forteresse de Derval. Jean IV quitte la Bretagne dès le 28 avril.

#### Chevauchée du duc de Lancastre
N’ayant pas les moyens logistiques et financiers de soutenir la guerre de siège que lui impose Charles V et qui semble conduire à la reconquête progressive de toute l’Aquitaine, Édouard III tente d’affaiblir l’effort français en Guyenne par l’ouverture de nouveaux fronts.
Édouard III tente une chevauchée censée ruiner la France dans ses forces vives. Le 12 juin 1373, il institue son fils, le duc de Lancastre Jean de Gand, lieutenant spécial et capitaine général dans le royaume de France. Accompagné de Jean IV de Bretagne, il conduit à travers la France une chevauchée des plus dévastatrices. Mais celle-ci reste sous contrôle : Philippe le Hardi tient les ponts et les châteaux sur son aile droite, du Guesclin la suit et empêche tout repli vers Calais. Elle traverse la Picardie et le Vermandois mais, ne pouvant aller vers l’ouest, elle se dirige vers Reims, puis Troyes où elle trouve portes closes. Battu par Clisson à Sens, le duc de Lancastre ne peut rejoindre la Bretagne, il tente donc de rallier la Guyenne en traversant le Limousin. Ses hommes sont affamés, les chevaux crevés (ou mangés), la fin de l’expédition se fait à pied et perd la moitié de ses effectifs (les défections sont nombreuses). Trop lourdes, les armures ont été jetées. Elle est sauvée d’un désastre plus complet par les villes de Tulle, Martel et Brive qui ouvrent leurs portes sans coup férir. Mais le moral n’y est plus, la zizanie gagne les chefs : Montfort lâche la chevauchée. L’arrivée piteuse des troupes affaiblies et diminuées de Jean de Lancastre à Bordeaux brise le moral des fidèles au roi d’Angleterre : les Français avancent nettement, reprenant Tulle, Martel et Brive, mais surtout en entrant dans La Réole qui verrouille le bordelais et dont les bourgeois savent ne plus pouvoir compter sur aucun secours. Au total, entre 1369 et 1375, les Français reprennent aux Anglais la quasi-totalité des concessions faites et des terres possédées par l’ennemi avant même le début de la guerre, exceptions faites de Calais, Cherbourg, Brest, Bordeaux, Bayonne, et de quelques forteresses dans le Massif central. Mais parvenu à ce point Charles V sait ne pouvoir reprendre plus de terrain, les Bordelais étant trop anglophiles du fait des liens commerciaux (ils exportent massivement leur vin vers l’Angleterre). Toute sa stratégie étant fondée sur la reconquête des cœurs avant celle des territoires, il ne souhaite pas s’encombrer d’une ville prête à se rebeller à la première occasion. Tout est ouvert pour finalement négocier, à Bruges, un traité mettant fin à la guerre en reconnaissant la souveraineté des Français sur les territoires reconquis.

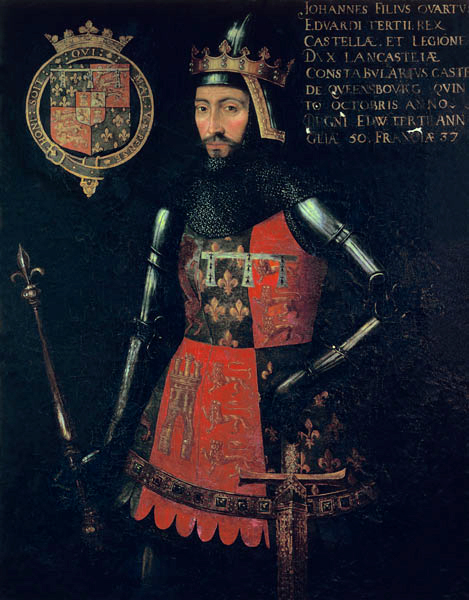
Jean de Gand, duc de Lancastre
(vue d'artiste, vers 1593, Badminton House, Gloucestershire).

En 1375, Jean IV de Bretagne débarque à Saint-Mathieu-de-Fineterre avec 6 000 hommes sous le commandement du comte de Cambridge. Le succès est rapide mais éphémère : à peine la trêve de Bruges signée entre Français et Anglais que les troupes anglaises quittent la Bretagne et que les places bretonnes retournent françaises. Jean IV doit retourner en Angleterre.

#### 1375: trêve de Bruges
La guerre étant arrivée à un statu quo où il devient difficile de faire bouger les lignes, les deux partis sont réunis à Bruges. Mais ils n’arrivent cependant pas à trouver un point d’accord. Sous l'influence de Grégoire XI, les belligérants signent le 1er juillet 1375 une trêve qui dure jusqu'en juin 1377. À la signature de la trêve de Bruges, les Anglais ne possèdent plus en France qu'une Guyenne étriquée et Calais ; la France récupère le duché de Bretagne à l'exception de trois villes.
Durant cette trêve se produisent deux événements qui contribuent à éloigner la menace que font peser les prétentions dynastiques anglaises sur la couronne de France. En 1376 meurt le Prince Noir, héritier du trône d'Angleterre. En 1377 disparaît à son tour Édouard III. Le nouveau roi Richard II a 10 ans, l'Angleterre entre dans une période de troubles qui empêche les Anglais de reprendre sérieusement les hostilités en France avant l'avènement d'Henri V.

#### Offensive maritime et terrestre (1377)

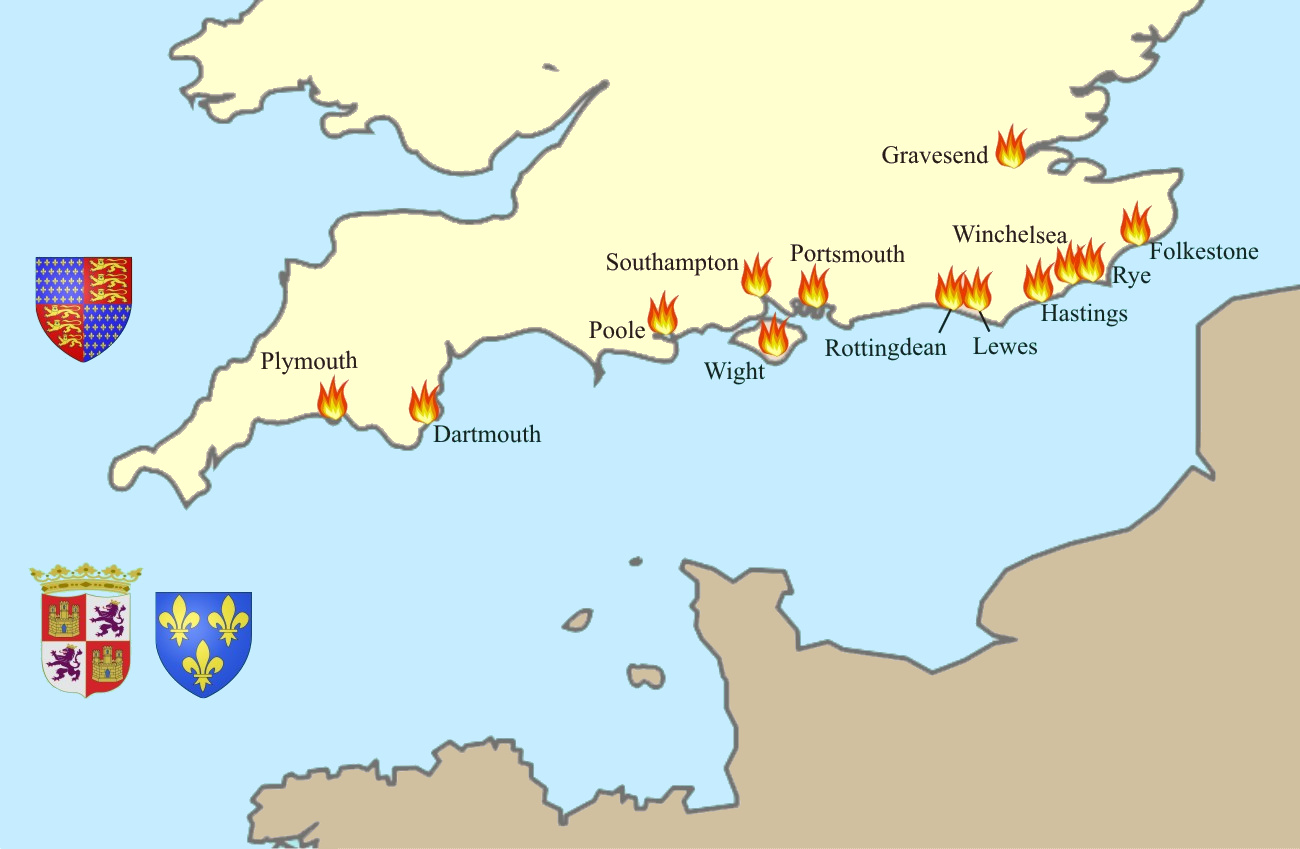
Attaques de Jean de Vienne et l'amiral castillan Fernando Sánchez de Tovar contre l'Angleterre (1374-1380).

Jean de Vienne réorganise la flotte (il remplace Aimery de Narbonne en décembre 1373). Il nomme un maître du clos aux galées chargé de l’achat, de la construction et de l’entretien des navires dans tous les ports royaux. En 1377, la flotte royale compte 120 navires de guerre dont 35 vaisseaux de haut bord équipés d’artillerie lourde (contre seulement 10 en 1376). En 1379, elle compte 21 navires de plus, auxquels il faut ajouter huit galères castillanes et cinq portugaises. Il instaure une stratégie de raids côtiers dévastateurs, pendant maritime des chevauchées anglaises. De 1377 à 1380, une dizaine de ports anglais dont Rye, Hastings, Dartmouth, Plymouth, Wight, Winchelsea, Lewes, Portsmouth ou Yarmouth subissent des raids franco-castillans. Londres est mise en état d’alerte à plusieurs reprises. Mais, comme les chevauchées, ces raids, s'ils permettent de peser sur l'économie adverse et sur le moral des populations, ne permettent pas de reprendre du terrain à l'adversaire.
Dans la pratique, la trêve de Bruges se termine à la Saint-Jean 1377, et les Anglais sont immédiatement attaqués sur tous les fronts : par mer (avec un premier raid en juillet et un deuxième en août), en Bretagne et en Guyenne. Louis d'Anjou et Du Guesclin, chacun à la tête d'une armée progressant sur une rive de la Dordogne, reprennent Bergerac, Saint-Émilion, Libourne et Blaye. Mais, bousculés, les Anglais parviennent à tenir leurs ports et restent maîtres de Bordeaux, Bayonne, Brest, Cherbourg et Calais, leur permettant de débarquer des troupes à leur guise.

### Fin de règne

#### Visite de l'empereurCharlesIV

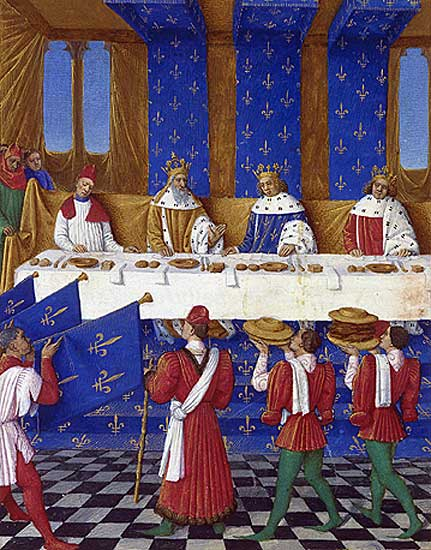
Banquet donné lors de la venue de l'empereur. À gauche Charles IV (empereur des Romains), au centre Charles V, et à droite Wenceslas le roi de Rome. Grandes Chroniques de France, Fr.6465,.

En janvier 1378, alors qu'il est victorieux sur tous les fronts, Charles V reçoit son oncle l’empereur germanique Charles IV. Pour Charles V, ne parvenant pas à obtenir des Anglais reconnaissance de sa victoire, il s'agit de faire avaliser sa souveraineté et sa victoire par un des souverains les plus puissants d'Europe. D'autre part, il souhaite le soutien de l'empereur pour l'extension du royaume vers l'est : sa famille contrôle le Dauphiné et le comté de Bourgogne (qui sont en terre d'Empire), et il lorgne sur la Provence (ces territoires permettraient de contrôler le très lucratif axe commercial Rhône-Saône). Il soigne ses rapports avec les princes allemands des régions frontalières en fiançant en 1373 sa fille Marie au futur comte de Hainaut, Guillaume, fils du duc Albert Ier de Bavière, et promettant sa fille Catherine à Robert de Bavière, comte palatin du Rhin. Pour Charles IV vieillissant, il s'agit d'obtenir le soutien diplomatique du roi de France pour l'investiture comme empereur de son fils Wenceslas, déjà roi des Romains, et surtout pour obtenir la main de Marie de Hongrie pour son fils cadet Sigismond. En effet, Louis le Grand de Hongrie est issu de la première maison d'Anjou et détient les couronnes de Hongrie et de Pologne. Cependant, il n'a pas de fils. Il doit donc trouver des gendres pour ses 3 filles. Charles V souhaiterait que l'aînée Catherine épouse son fils Louis, qui deviendrait alors roi de Hongrie et qui aurait des droits sur le royaume de Naples (et donc sur la Provence) dont la reine Jeanne est angevine et sans héritier elle aussi. Sigismond, lui, deviendrait roi de Pologne.
La visite est l'occasion de montrer que le roi de France est l'égal de l'empereur (le protocole est étudié minutieusement pour cela), pour asseoir la couronne des Valois. L'empereur, après avoir entendu l'historique de la guerre de Cent Ans, soutient son neveu, condamne l'Angleterre, et considère publiquement la reconquête comme juste. La paix avec l'Angleterre n'est pas obtenue mais l'empereur en légitimant la reconquête affirme la souveraineté des Valois sur ces territoires.

#### Le schisme

Carte historique du grand schisme d’Occident.
Pays reconnaissant le pape de Rome
Pays reconnaissant le pape d'Avignon

En refusant d'accepter le principe d'une supériorité du pouvoir spirituel sur le pouvoir temporel, Philippe le Bel a empêché l'instauration par Boniface VIII d'une théocratie en Europe. Depuis 1309, les papes résidant en Avignon sont majoritairement français (généralement proches du roi de France), et nomment des Français comme légats et gouverneurs des provinces ecclésiastiques d’Italie. Or, les Français ne sont pas familiers des affaires locales et sont détestés des Italiens. Grégoire XI commet l’erreur de perpétuer cette mauvaise habitude. À sa mort, les Italiens spoliés fomentent des émeutes pour influer sur le vote et faire élire Urbain VI, le 8 avril 1378.
Il s'agit du premier pontife italien depuis que la papauté s'est installée à Avignon. Son élection s'est faite sous la pression de la rue, mais les cardinaux l'ont choisi pensant que, peu puissant, il ne remettrait pas leurs privilèges en jeu. À peine élu, Urbain VI se brouille avec les cardinaux d'Avignon en voulant leur imposer de vivre conformément à l'Évangile, en réduisant leur train de vie, en renonçant à leurs pensions et en investissant dans la restauration de l'Église. Les membres du Sacré Collège, en majorité français, habitués aux fastes et aux intrigues de couloirs grâce auxquels ils ont pu accéder à leurs charges si rémunératrices, voient d'un très mauvais œil ce pape moralisateur.

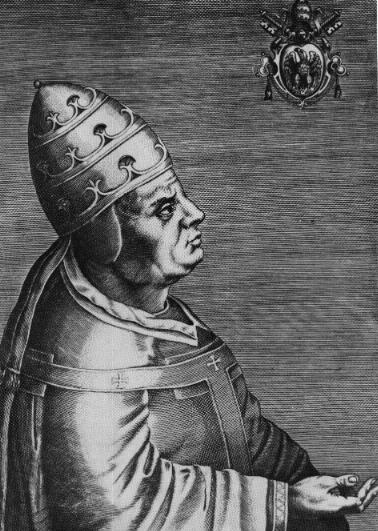
Urbain VI (gravure du XVIIe siècle).

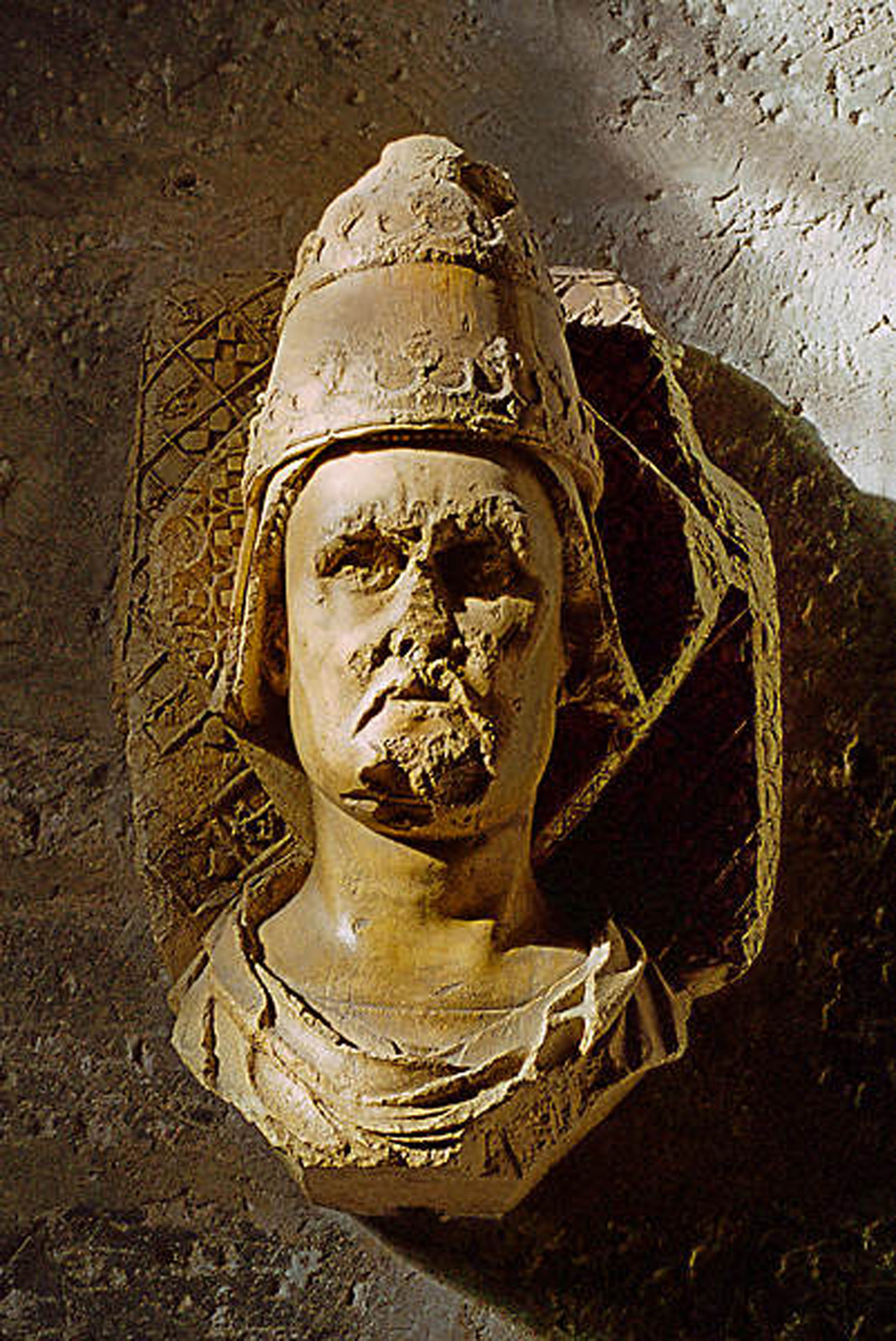
Clément VII, sculpture du musée du Petit Palais (Avignon).

Ils contestent son élection sous la pression de la population romaine en insurrection. Profitant de sa brouille avec la reine de Naples, ils se réunissent à nouveau à Naples et le somment d'abdiquer le 2 août. Le 18 septembre, à Rome, Urbain VI nomme 29 nouveaux cardinaux dont 20 italiens. Les cardinaux français disposent d'un puissant réseau d'influence, très introduit à la cour de Charles V de France (le Saint-Siège est l'épicentre diplomatique de l'Occident). Les cardinaux contestataires obtiennent d'abord le soutien de la reine Jeanne de Naples (issue de la maison d'Anjou et opposée aux Visconti depuis la guerre des guelfes et des gibelins). Ils font jouer leurs réseaux d'influence et réussissent à convaincre les conseillers de Charles V, puis le roi lui-même, de la non-validité de l'élection d'Urbain VI. Le roi adresse son accord aux cardinaux rebelles le 6 octobre 1378. Ceux-ci, très bien renseignés et 15 jours avant réception de cette lettre confirmant l'accord du roi, élisent Clément VII (1378-1394) lors d'un conclave à Fondi, dans la région de Rome. Ce pape français n'ayant pu s'imposer en Italie s’installe à Avignon en 1379. L'Occident chrétien se divise alors : une moitié de l'Europe reste fidèle à Rome (l'Italie du Nord, l'Angleterre, les Flandres, le Saint-Empire et la Hongrie), tandis que l'autre moitié (France, Naples, l'Écosse, duchés de Lorraine, d'Autriche et de Luxembourg) en tient pour le pape d'Avignon. Le territoire de la Suisse actuelle est particulièrement touché du fait de sa situation entre les blocs et de son morcellement politique. Dans la plupart des diocèses suisses, il y a alors deux évêques d'obédience opposée. Les royaumes espagnols restent neutres dans un premier temps mais réclament un concile. Par son soutien à Clément VII, Charles V est largement responsable du schisme puisque sans son appui, l'antipape n'aurait eu aucune légitimité.

#### Le complot de 1378
Depuis la défaite de Cocherel en 1364, les désirs de Charles de Navarre de ceindre la couronne de France sont compromis. Il se tourne alors vers l'Espagne, et a de longs démêlés avec Pierre le Cruel et Henri de Trastamare, qui se disputent la Castille. Engagés contre le roi de Castille Henri II, dit Henri de Trastamare (qui sera empoisonné en 1379 à son instigation), les troupes du Navarrais défaites n'ont d'autre issue que d'appeler les Anglais à la rescousse. C'est une aubaine pour le jeune Richard II d'Angleterre, qui comprend aussitôt l'intérêt d'une telle alliance. Le roi de Navarre, qui possède le comté d'Évreux et le Cotentin, peut, en contrepartie de renforts, mettre à la disposition des Anglais le port de Cherbourg. L'accord est conclu en février 1378. En échange d'une troupe de 1 000 hommes (500 archers et 500 hommes d'armes), Charles de Navarre cède Cherbourg à Richard II pour trois ans.
En fait, la pierre d'achoppement entre le Valois et le Navarrais est celui de la souveraineté sur la Normandie. C'est en effet l'un des principes importants de gouvernement pour Charles V. Il est prêt à passer sur les turpitudes passées de son beau-frère, pour peu que celui-ci se reconnaisse comme vassal du roi de France pour ses terres de Normandie. C'était en substance la signification des accords de 1371, où Charles de Navarre avait prêté l'hommage lige. Cela, Charles de Navarre, qui s'est toujours considéré comme spolié de la couronne de France, ne peut le tolérer. En ouvrant les portes de la Normandie aux Anglais, il remet en cause ce principe de souveraineté, ce qui ne peut être toléré par Charles V et ses conseillers.
Fin mars 1378, le comte de Foix, qui dispose d'un efficace réseau d'espions, informe Charles V que son cousin Navarre négocie un accord secret avec les Anglais. Grâce à ces informations, le chambellan de Charles le Mauvais, Jacques de Rue, est arrêté alors qu'il se rend à Paris. La perquisition de ses effets permet de découvrir les instructions confiées par son maître. Le Navarrais, écarté des affaires françaises depuis 1364, n'a pas pu faire grand-chose contre les exactions continues des garnisons anglo-gasconnes qui défendent depuis 1355 ses forteresses normandes. Grâce à sa politique énergique contre les Grandes Compagnies et les occupants anglais, c'est Charles V qui apparaît comme le protecteur et donc le souverain de la Normandie. L'occasion est belle de mettre Charles de Navarre hors d'état de nuire et de récupérer ses possessions normandes. Pour que cette réaffirmation de souveraineté soit bien acquise par tous, il importe de bien mettre à jour les griefs que la couronne a contre le Navarrais : il y aura donc un grand procès avec le plus de publicité possible. Pris au piège, le chambellan passe aux aveux. Outre l'affaire de Cherbourg, Jacques de Rue confesse un projet de mariage entre Richard II et une infante de Navarre, confirme la rumeur du complot visant à empoisonner Charles V.
La réaction est alors foudroyante : la trahison et la tentative de régicide étant clairement établies, toutes les possessions de Charles de Navarre sont attaquées simultanément. En Normandie, les hommes de du Guesclin investissent tour à tour Conches, Carentan, Mortain, Avranches. La forteresse de Bernay, tenue par Pierre du Tertre, le secrétaire du Navarrais, résiste un temps. Mais ce dernier n'a d'autre idée que d'obtenir une reddition honorable et de sauver sa vie. Il rend les armes le 20 avril. Mais Cherbourg résiste et reste aux mains des Anglais. Le 20 avril, Montpellier, possession du roi de Navarre depuis 1371, est occupée par les troupes royales, alors que les Castillans se préparent à attaquer Pampelune, capitale du royaume navarrais.
Tout l'édifice de Charles le Mauvais s'effondre en même temps que ses rêves de pouvoir. L'épreuve n'est pourtant pas finie. Le roi de Navarre doit encore essuyer l'humiliation du procès de ses hommes de confiance et la révélation publique de ses crimes. Cependant, Charles V veille à ne pas s'aliéner les Navarrais : il rencontre l'infant Charles à Senlis. Ce dernier, comme doit le faire un seigneur loyal, prend la défense de Jacques de Rue. Le roi l'avertit que les châteaux de son père vont être saisis, mais que l'infant ne sera pas privé du revenu de ses terres.
Le procès de Jacques de Rue et de Pierre du Tertre s'ouvre en juin devant le Parlement. Outre les aveux du chambellan, les hommes de Charles V ont découvert dans la tour de Bernay d'autres éléments à charge ; documents codés destinés aux Anglais, instructions pour la défense des places normandes, ordre de ne point se rendre aux Français. Les Navarrais plaident la fidélité à leur roi et rejettent les accusations de trahison et de lèse-majesté. C'est faire peu de cas du serment de 1371, par lequel Charles le Mauvais a promis « foi, loyauté et obéissance » à Charles V. Les juges n'acceptent pas cette défense et, le 16 juin, condamnent à mort les deux hommes. Après que le roi de France eut refusé leur grâce, les condamnés sont décapités, leurs têtes sont exposées au gibet de Montfaucon, leurs membres en huit points de Paris.
Charles de Navarre a définitivement perdu son duel contre Charles V. Il est à présent isolé, dépossédé de ses biens et lâché par ses sujets, las de payer pour des desseins aventureux qui ne les concernent guère. Après avoir trahi tous les partis à la fois, il s'est fait tant d'ennemis qu'il est forcé pour se tirer d'affaire d'abandonner une portion de ses États (1379). Ainsi, le plus résolu des ennemis des Valois tombe dans une déchéance qui va l'obliger, jusqu'à sa mort en 1387, à vivre d'expédients et d'emprunts. Instruit enfin par l'adversité, il passe ses dernières années en paix, ne s'occupant plus que de l'administration de son royaume.

#### Le fait de Bretagne
Les Anglais ne contrôlent plus que quelques ports tels Calais, Bordeaux, Bayonne. Par contre, ils gardent le contrôle de plusieurs places fortes en Bretagne et en particulier Brest et d'où ils mènent des attaques répétées sur Saint-Malo. La prise d'un nouveau port est inacceptable pour Charles V. Aussi le roi et sa cour décident-ils de confisquer le duché. Jean IV a été chassé de Bretagne depuis 1373. Il n'a remis les pieds sur le continent que pour participer à des raids ou des chevauchées anglaises. Jean IV ayant été déconsidéré par les Bretons, Charles V peut penser que ces derniers réagiront comme les Normands en cas de confiscation du duché. Ceci se fait en toute transparence, et elle est annoncée après un jugement rendu par la cour des pairs le 18 décembre 1378. Louis Ier d'Anjou est nommé lieutenant du roi en Bretagne. Mais le duché n'aspire qu'à la neutralité et les barons se refusent à livrer leurs châteaux aux rois. Le 25 avril 1379, ils constituent une ligue qui met sur pied un gouvernement provisoire et rappelle Jean IV avec l'aval de Jeanne de Penthièvre. Le gouvernement est formé de 4 maréchaux et de 4 responsables des affaires civiles dont la mission prioritaire est de prélever des fonds (via une taxe de 1 franc par foyer) pour lever une armée destinée à défendre le duché. Jean IV débarque le 3 août 1379 sur la plage de Saint-Servant, accueilli par une foule enthousiaste : il s'agit d'un des moments historiques fondateurs de l'identité bretonne. Charles V ne peut que constater la volonté d'autonomie du duché et il sait que sans l'approbation de la population, une conquête militaire n'aurait aucun résultat à long terme. Il ne veut pas prendre le duché de force. Il meurt avant la fin des tractations, et ce sont ses frères qui signent le deuxième traité de Guérande qui reconnaît Jean de Montfort comme duc de Bretagne, contre l’hommage prêté au roi de France, le versement d’une indemnité et le renvoi des conseillers anglais, mettant définitivement fin au conflit le 4 avril 1381.

#### Mort deCharlesV

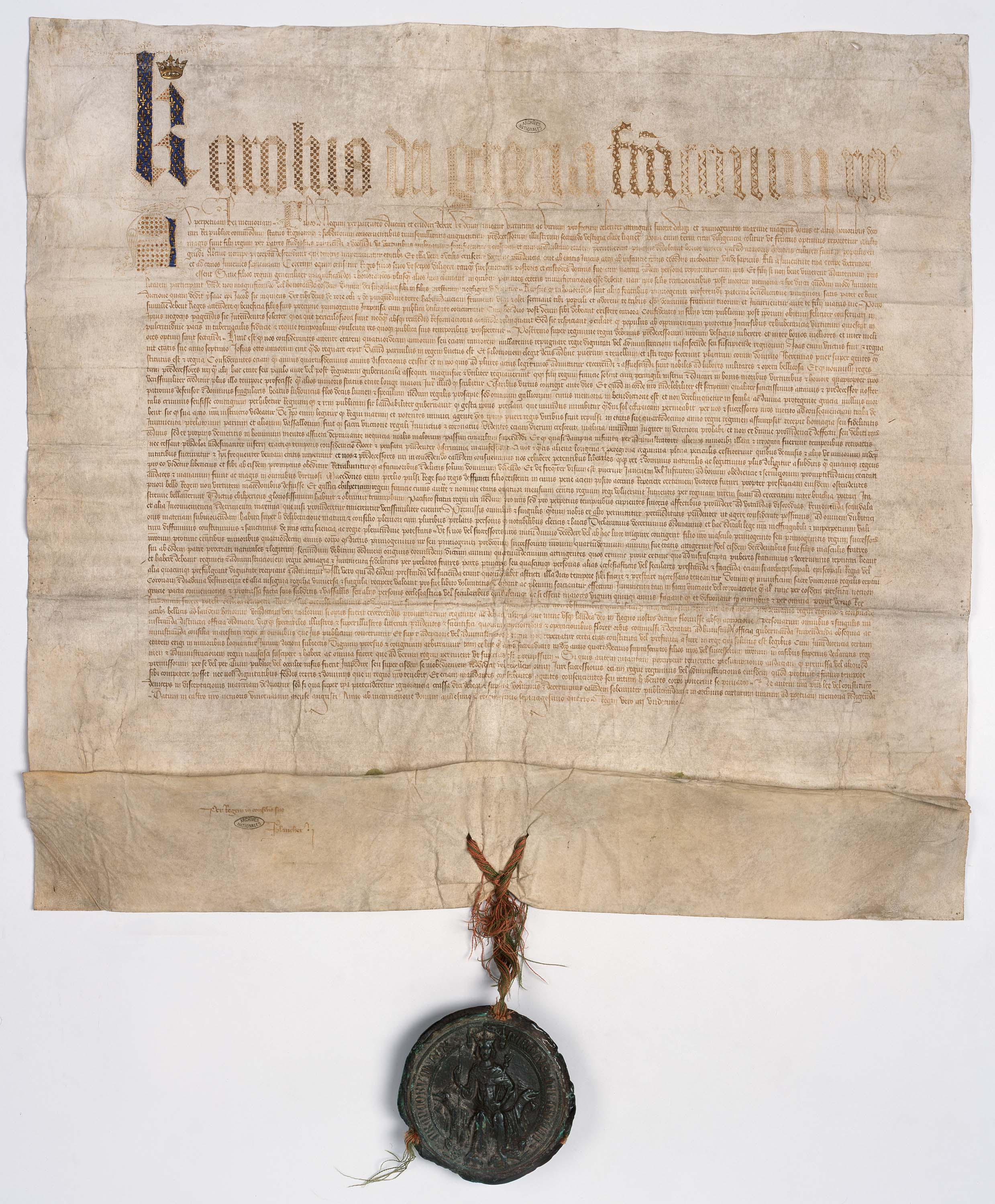
Ordonnance du roi Charles V fixant la majorité des rois de France à 14 ans et l'organisation de la régence, Archives nationales.

La reine meurt le 6 février 1378, après avoir mis au monde Catherine. Selon tous les chroniqueurs de l'époque, le roi est très affecté car, bien que leur mariage ait été arrangé, l'amour que se portait le couple royal n'en était pas moins sincère. Le corps de la reine est inhumé à Saint-Denis à côté de la place prévue pour le roi. Son cœur est, lui, conservé dans l'église des célestins.
Voyant son état de santé décliner (il était probablement atteint de tuberculose pulmonaire), Charles V prépare sa succession. Par l'ordonnance de Vincennes (1374), il fixe la majorité des rois de France à leur quatorzième année, donc à 13 ans.
En 1379, le Languedoc se révolte contre les impôts devenus de plus en plus lourds. En effet, la diminution de la démographie entraîne une hausse des taxes : un fouage de 12 francs par foyer est décidé. Or, cette province est l'une des dernières encore saignées par les Grandes Compagnies lesquelles tiennent encore quelques forteresses du Massif central. À Nîmes, les commissaires envoyés par Louis d'Anjou sont massacrés. Ce dernier réagit par une démonstration de force : les Nîmois doivent supplier publiquement sa clémence (il les a fait condamner à mort) pour qu'il commue leur peine en une amende de 130 000 francs.
Le roi Charles est plus clément. Il institue l'appel contre les abus, crée la Chambre du Trésor, et supprime des impôts lourds en 1379 par souci d'apaisement.
Son conseiller Philippe de Mézières essaye d'organiser une croisade qui serait menée par Charles, mais le roi la refuse, arguant de sa mauvaise santé. En fait, il a décidé qu'il n'épuiserait pas les forces du royaume régénéré par une quête chimérique.
Charles V meurt le 16 septembre 1380 à Beauté-sur-Marne, sa résidence préférée, affaibli par la mort de sa femme survenue deux ans plus tôt. Le roi succombe vraisemblablement à un accident coronarien aigu, en pleine épidémie de peste, loin de ses fils Charles et Louis qui ont été mis à l'abri à Melun.

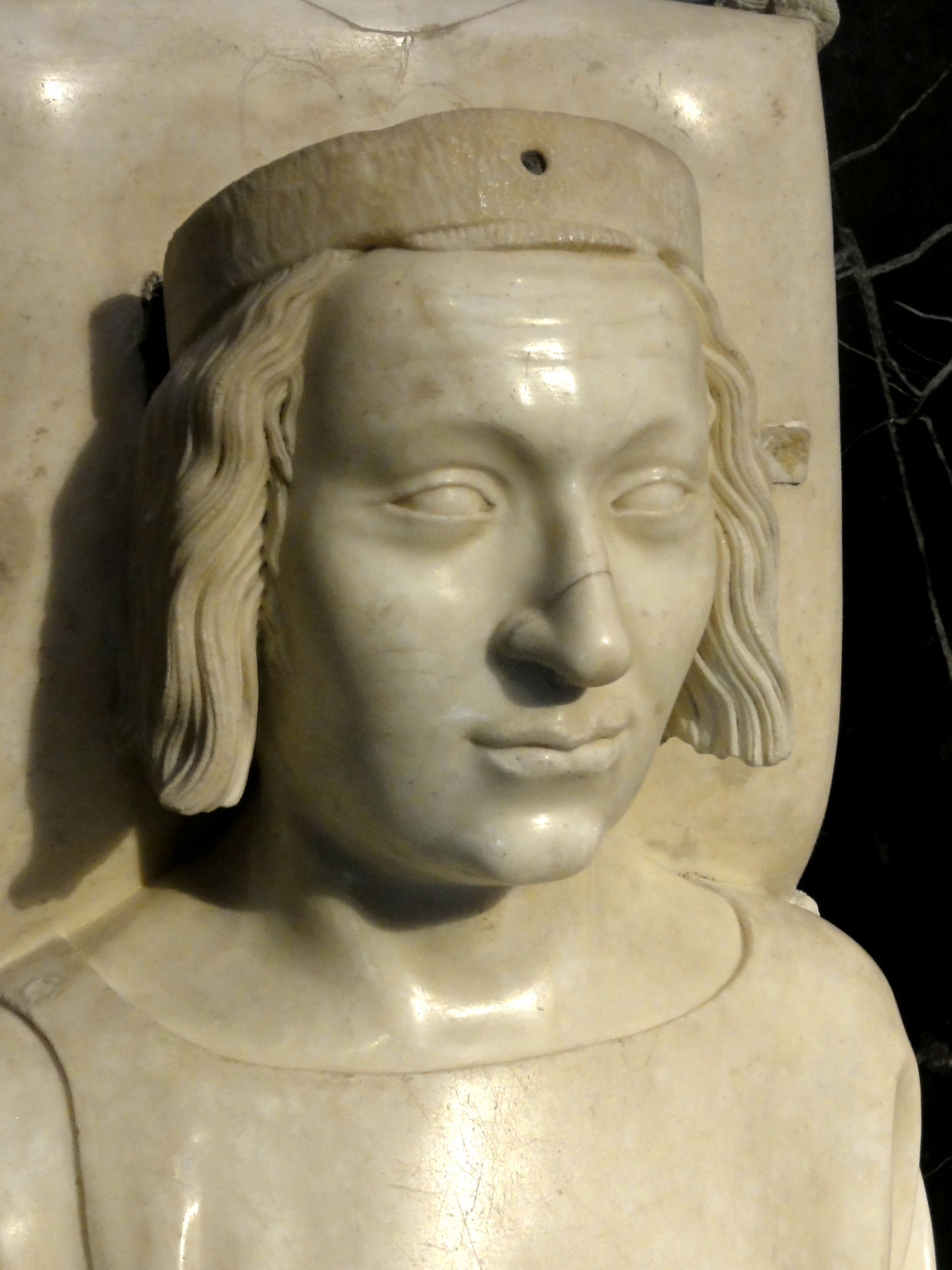
Détail du gisant de Charles V à la basilique Saint-Denis, aux côtés du monument aux entrailles de Jeanne de Bourbon.

Sa dépouille fut divisée en trois parties : le corps allant à Saint-Denis, les entrailles aux côtés de sa mère Bonne de Luxembourg à l'abbaye de Maubuisson (le gisant du tombeau aux entrailles, daté de 1374, est aujourd'hui conservé au musée du Louvre), et le cœur à la cathédrale de Rouen (Charles V, qui était avant tout duc de Normandie, opère ainsi un placement stratégique de ses restes, dans une région dont la souveraineté est fréquemment contestée par la couronne anglaise. Commandé en 1368 au sculpteur Jean de Liège, le tombeau du cœur a été détruit en 1737, mais est connu par un dessin de la collection Gaignières). Son corps est inhumé avec celui de sa femme Jeanne de Bourbon dans la basilique de Saint-Denis. Son épitaphe est le suivant : « Cy gist le roy Charles le Quint, sage et éloquent… » Le gisant avait été commandé de son vivant (en 1364), au sculpteur André Beauneuveu. Sa tombe, comme celle de tous les princes et dignitaires reposant en la basilique, fut profanée par les révolutionnaires en 1793.
Son fils Charles VI lui succède, mais il est trop jeune pour gouverner, ses oncles se partagent donc le pouvoir, jusqu'à son émancipation en 1388.

## Restauration de l'autorité royale
Le plus grand défi du règne de Charles V est de restaurer l'autorité de la couronne après les événements de 1357-1358. Le Royaume est aux mains des Grandes Compagnies et en état de non droit. La monnaie, longtemps garantie par les Capétiens, est en chute libre jusqu'en 1360. Les pillages récurrents, l'insécurité des routes par les pillards (surnommés eux-mêmes écorcheurs, routiers, tard-venus) et l'insécurité monétaire entravent le commerce ; l'économie est au plus mal. Enfin, les défaites s'enchaînent depuis le début de la guerre de Cent Ans et le règne de Jean le Bon, qui doit se défendre des complots ourdis par Édouard III et Charles le Mauvais, est marqué par l'arbitraire : les Valois n'ont plus aucune autorité.

### Relance économique

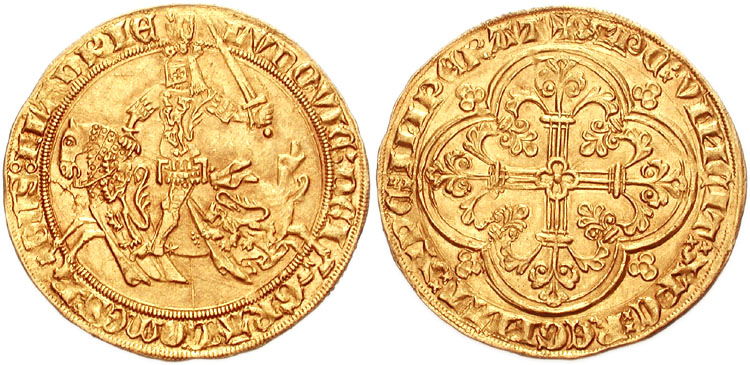
Le franc à cheval représente le roi Jean le Bon sur un destrier, armé d'un écu à fleur de lys et brandissant l'épée, avec le terme « Francorum Rex » (roi des Francs).

Le franc n'est pas une invention de Charles mais de son père et de son conseil. Prisonniers à Londres, Jean le Bon et ses conseillers constatent les bienfaits d’une monnaie forte. Ils préparent donc les réformes nécessaires et Jean le Bon crée le franc, le 5 décembre 1360, sur le chemin du retour à Paris. Il s’agit d’une monnaie à très forte teneur en or (3,88 grammes d'or fin), valant une livre et dont le nom indique qu’il ne s’agit pas d’une monnaie au titre dévalué. Il montre le roi chargeant à cheval dans la droite ligne de l’idéal chevaleresque : l’objectif est de restaurer l’autorité royale en mettant fin aux mutations monétaires qui ont entraîné de nombreuses dévaluations pendant toute la première moitié du XIVe siècle. Une monnaie forte constitue la demande principale des états généraux, illustrée par la théorie élaborée par Nicolas Oresme. L’abandon des mutations monétaires prive l’État d’une source importante de revenus. Pour payer la rançon, le conseil du roi compte sur la fiscalité indirecte : l’ordonnance de Compiègne du 5 décembre 1360 institue une taxe de 5 %, prélevée sur tous les échanges. Ce choix favorise la noblesse qui n’est pas touchée par cet impôt et plus généralement les propriétaires fonciers (clergé, noblesse et grand patriciat urbain) dont les revenus sont calculés en monnaie de compte. En revanche, le commerce, l’agriculture et l’industrie sont durement pénalisés et l’économie est ralentie par cette mesure. De la même manière, les locataires et paysans qui doivent payer aux propriétaires une somme fixe sont très pénalisés par le renforcement monétaire.
Charles V, en garantissant la stabilité du franc, favorise au contraire les échanges. Il se porte ainsi garant de la stabilité monétaire et met fin aux mutations tant décriées. En contrepartie, il fait accepter la création d'une fiscalité contrôlée par des officiers royaux pour financer l'effort de guerre et le paiement de la rançon de Jean le Bon,. Et surtout, elle se trouve justifiée par ses effets sur le terrain : l'armée permanente que les impôts financent débarrasse le pays des Grandes Compagnies, ce qui relance les échanges. Il recourt en plus à des aides, au fouage qui touche les foyers : cette fiscalité a une assiette plus large et pénalise moins les échanges. Charles V continue cette politique de stabilité monétaire et rend permanente une fiscalité initialement provisoire et renégociée tous les ans aux états généraux.

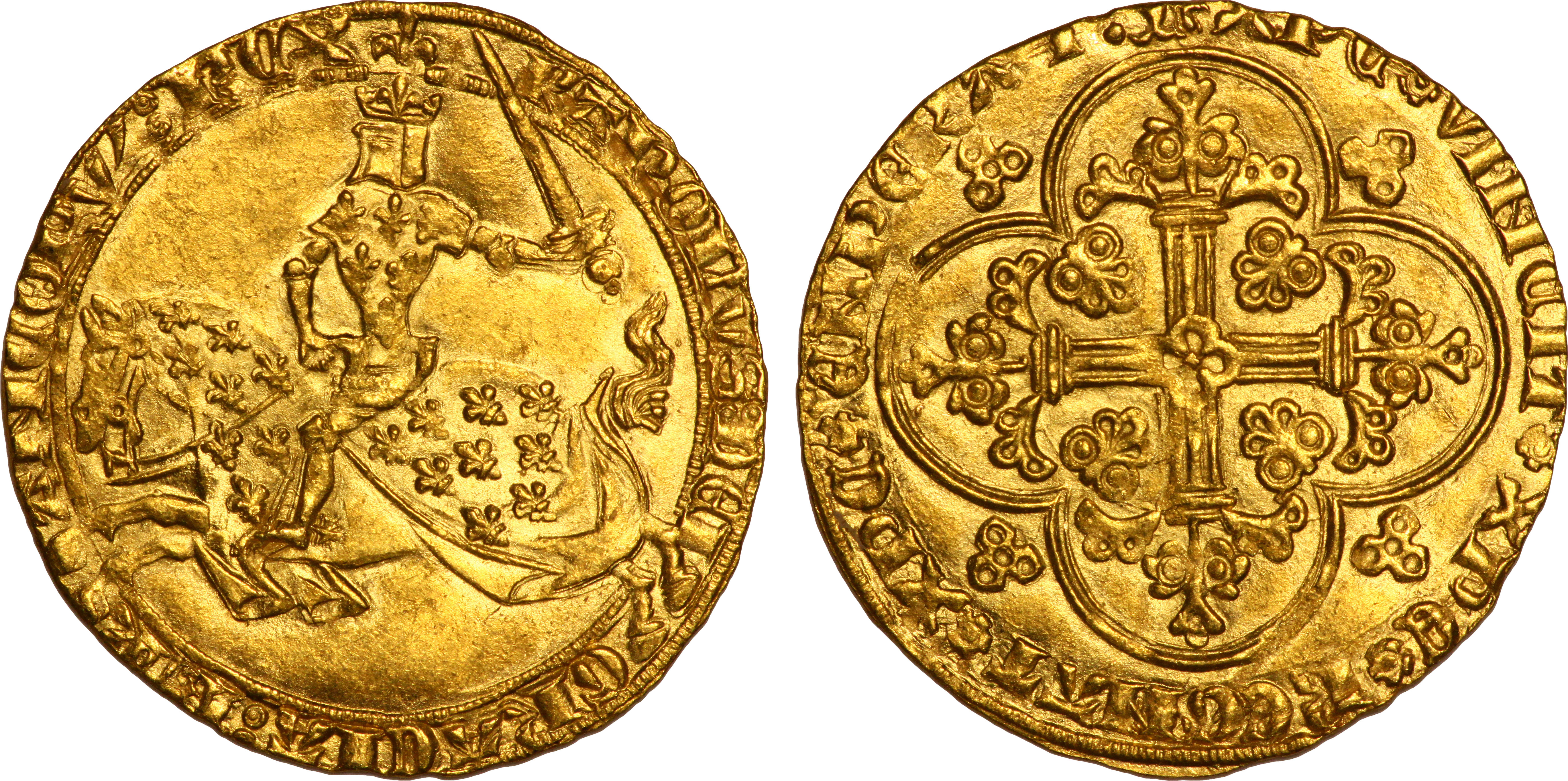
Franc à cheval du Dauphiné à légende fautée sous Charles V le Sage.

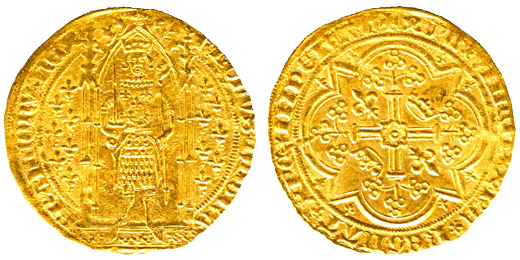
Le franc à pied représente le roi Charles V couronné debout sous un dais gothique, tenant une épée et la main de Justice.

Christine de Pizan note que Charles V applique une politique de grands travaux (surtout des fortifications) qui crée du travail (évitant donc les émeutes ou que des vagabonds aillent grossir les rangs des Grandes Compagnies) et permet de réinjecter des liquidités dans l'économie. Au total, il relance l'économie en quelques années et peut compter sur des entrées fiscales très abondantes : 1,6 million de Francs par an.

### Un nouveau mode de gouvernement
Témoin des malheurs causés par la captivité de son père, Charles V se fait une loi de ne point commander ses troupes en personne et dirige tout du fond de son cabinet. Il a pour généraux Olivier de Clisson, Bertrand du Guesclin, qu'il fait connétable de France le 2 octobre 1370, et Jean de Boucicaut, lesquels l'aident à reconquérir la quasi-totalité du royaume. Charles le Sage est un gestionnaire, un diplomate, un juriste. Rendu prudent et réfléchi par les épreuves de sa jeunesse, il sait s’appuyer sur de bons conseillers : Jean et Guillaume de Dormans, Pierre d'Orgemont sont ses chanceliers successifs. Nicolas Oresme le conseille sur les questions économiques et Nicolas Braque est trésorier de France à partir de 1351. Participe également à son conseil Pierre Aycelin de Montaigut, évêque de Nevers, puis, à partir de 1370 évêque-duc de Laon, qu'il utilise parfois comme ambassadeur. Ainsi, en 1368, il envoie le futur cardinal de Laon auprès du pape Urbain V. En 1379, Montaigut joue un rôle important dans le soutien apporté par la France à l'antipape Clément VII.

#### Décentralisation
La politique des apanages a été imaginée comme une décentralisation pour améliorer la gestion des provinces éloignées de la capitale. Ces dernières sont possédées par la famille proche du roi, et reviennent à la couronne en l'absence d'héritier mâle, ce qui évite d'en perdre le contrôle après un mariage. Les princes reçoivent leurs finances des impôts permanents récoltés par le roi, ce qui permet à celui-ci de les garder théoriquement sous contrôle. Chaque apanage lève une armée comprenant chevaliers et troupes envoyées par les villes, voire des paysans, et peut ainsi chasser les Grandes compagnies qui ravagent le pays et relancer l'économie. Dans un deuxième temps, les impôts rentrant, ces armées sont professionnalisées et soldées en permanence, ce qui permet la reconquête des terres concédées au traité de Brétigny. L'autorité du roi et des princes en sort donc renforcée et les levées d'impôts sont justifiées.

#### L'État de droit
Comme la stabilité monétaire, la Justice est l'un des points marquants du règne de Saint Louis, qui est la référence pour l'époque. Charles V remet donc le droit au centre de son mode de gouvernement : il s'entoure de juristes et fait appel à la Cour de justice pour rendre certaines décisions. Il garantit ainsi l'équité à ses sujets, et restaure l'autorité royale. Il matérialise la séparation des pouvoirs entre gouvernement et administration en quittant le palais de la Cité qu'il laisse aux juristes, emmenant sa cour à l'hôtel Saint-Pol, au Louvre ou au château de Vincennes, ce dernier lieu devenant une véritable cité administrative. Il tranche ainsi avec l'arbitraire du règne de son père. C'est grâce à une décision de la Cour de justice qu'il peut confisquer la Guyenne aux Anglais et par une autre qu'il se débarrasse des Melun.

#### Ordonnance sur les forêts

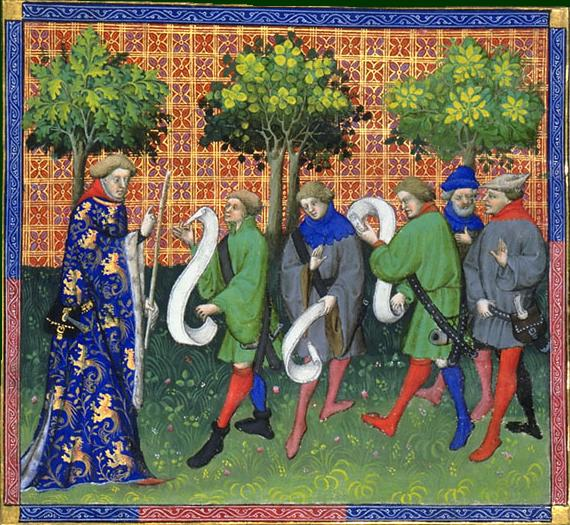
Enseignement de la chasse par les veneurs. Livre de chasse de Gaston Fébus. Maître des Adelphes, BnF, Fr.616, f.51v.

Dès le XIIIe siècle, on prend conscience de l'importance des forêts. D'une part, le bois se raréfie et se renchérit du fait des défrichages intensifs réalisés en Occident depuis le Xe siècle. Le bois est, au début du Moyen Âge, le principal combustible et matériau de construction, disponible aisément à proximité immédiate et facile à transporter par flottage. Le renchérissement du bois a conduit à une utilisation plus systématique de la pierre pour la construction et le charbon comme combustible industriel (principalement pour les forges). D'autre part, la forêt menace de ne plus remplir son rôle nourricier pour la population et de terrain de chasse pour la noblesse. Les autorités prennent donc des mesures pour mieux contrôler les défrichages. Charles V s'inscrit dans cette démarche en promulguant en 1376 une ordonnance de 52 articles sur les forêts, élaborée sur son ordre par la Chambre des comptes après une enquête minutieuse. Les forêts royales sont confiées à 6 maîtres forestiers devant inspecter 2 fois par an les forêts dont ils ont la charge. Ils doivent en décrire l'état et en présenter la situation comptable à la Chambre des comptes, y compris les amendes perçues par leurs sergents. Ils sont payés 400 livres annuelles et en livraisons de bois. À l'échelon subalterne sont institués des gruyers et des verdiers (gardes forestiers). Une exploitation forestière régulière placée sous haute surveillance est aussi instituée.
Politiquement, l'affaire a aussi pour objet de débarrasser le Conseil du roi des Meluns (ils y sont depuis Jean le Bon) devenus trop puissants politiquement pour que Charles V puisse les évincer. Les habitants de Sens, utilisant les recours judiciaires permis par la mise en pratique de l'État de droit par le roi, portent plainte devant le Parlement de Paris contre des abus de pouvoir de la part de Jean de Melun, qui avait récupéré la charge de souverain des eaux et forêts. Les communautés villageoises bénéficiaient depuis des temps immémoriaux du droit d'usage de ses bois (pâture, ramassage des branches mortes, charbon de bois, glanée…) ; or les gardes forestiers, protégés par des commissions royales délivrées par l'archevêque Guillaume de Melun, les saisissaient, les mettaient aux fers et les soumettaient à rançon. L'arrêt de la cour de justice royale tombe le 31 août 1375 : les droits d'usage sont restitués aux communautés, la justice temporelle de l'archevêché est confisquée par le roi et Jean de Melun se voit retirer sa charge de souverain des eaux et forêts. Les Melun sont alors écartés du pouvoir et l'autorité royale en sort une fois de plus renforcée, montrant qu'elle est juste et que, s'appuyant sur le droit, elle ne privilégie pas les puissants.

#### Naissance du sentiment national
Jusqu'à cette époque, il était possible d'annexer des portions énormes d'un territoire étranger, c'est ce que fait Édouard III au traité de Brétigny. Mais, alors que le roi d'Angleterre en est resté au concept féodal qui veut que le pouvoir se résume à une simple pyramide féodale, le fait de recevoir l'hommage pour une terre suffisait pour en être souverain ; Charles V est éclairé par le discrédit initial des Valois et les événements de 1357 et 1358 : il ne suffit pas d'occuper une terre, il faut que ses habitants veuillent reconnaître le nouveau propriétaire comme souverain. Dès lors, la reconquête se fait avant tout en convainquant les territoires de rejoindre le royaume de France, en octroyant par exemple des facilités fiscales aux villes susceptibles de tourner français. Ces mesures conciliatrices contribuent à rendre populaire la couronne, d'autant que, depuis le siège de Paris, le dauphin a pris le parti d'éviter si possible de prendre les villes d'assaut, car les pillages qui s'ensuivent habituellement sont très délétères pour l'image du roi. Il n'hésite pas, par exemple, à payer rubis sur l'ongle la reddition des troupes qui défendent le château de Saint-Sauveur-le-Vicomte, quand les troupes anglaises se livrent à un massacre envers la population de Limoges qui a osé laisser entrer les troupes françaises. Les Anglais ne peuvent être perçus que comme les occupants.
À l'inverse, la reconquête s'arrête à Bordeaux et Calais, sachant que pour des raisons économiques ces villes sont farouchement pro-anglaises (Bordeaux exporte massivement son vin en Angleterre et toute la laine anglaise à destination du continent passe par Calais). Édouard III, lui, impose en 1361 l’anglais comme langue nationale (jusqu’à cette date, la langue officielle à la cour anglaise était le franco-normand) ; cette mesure renforce en retour l’anglophobie dans les territoires conquis. De la même manière, Charles V souhaite que la couronne rassemble l'ensemble des patries du territoire (à cette époque chaque région est une patrie) et que Paris en soit le liant matériel. Cette nouvelle vision de la souveraineté est une évolution très nette vers le concept de nation. Le désir d'appartenance nationale à la France est l'un des facteurs qui permet la résolution du conflit en 1475 : l'annexion de territoires de l'adversaire étant perçue comme vaine par les belligérants.

### L'image du roi

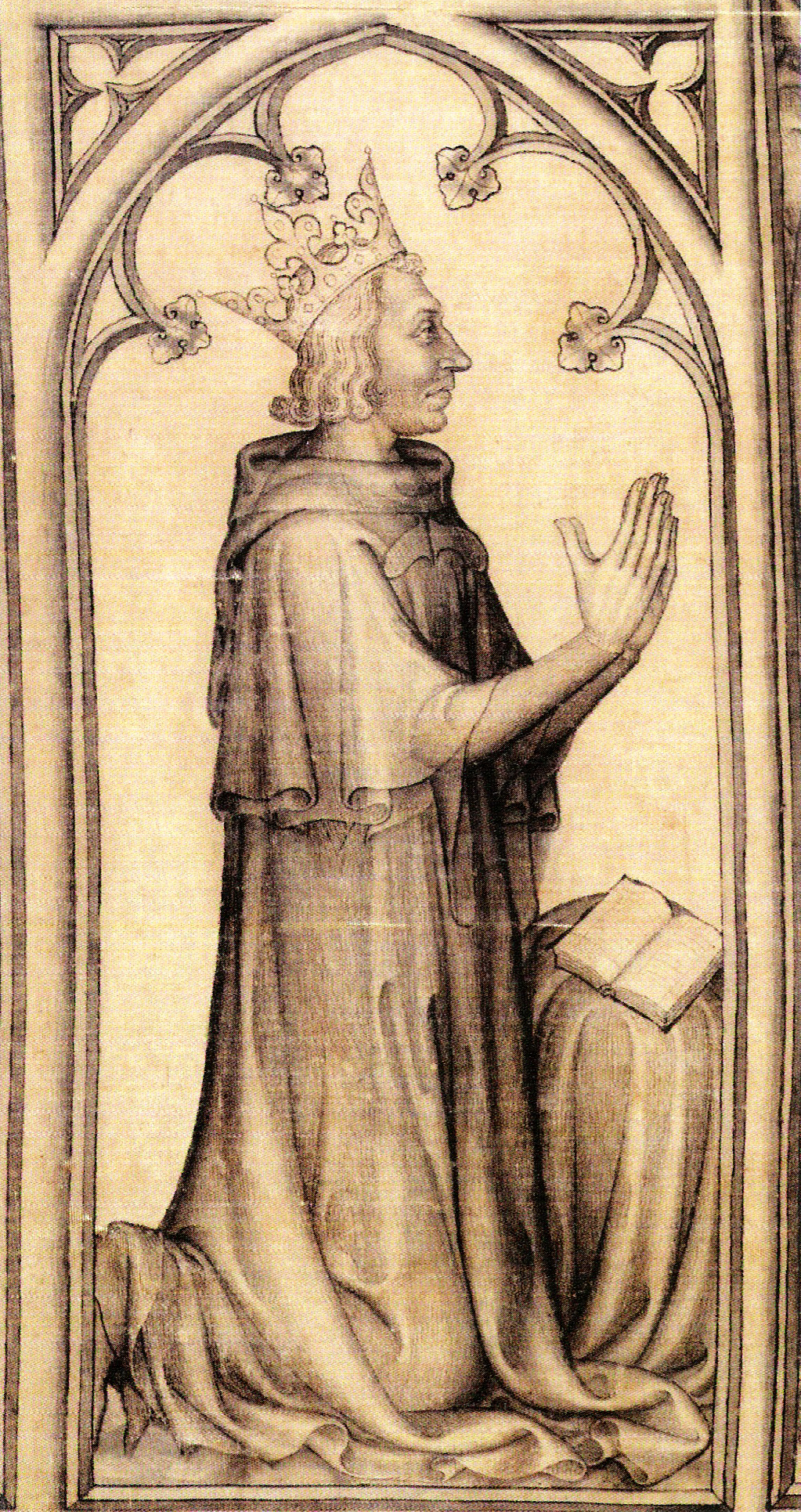
Charles V, le Parement de Narbonne, vers 1375, musée du Louvre, Département des Arts graphiques, Paris (France).

#### Le roi sage
À l'époque, la noblesse doit conjuguer richesse, pouvoir et bravoure sur le champ de bataille : vivant du labeur paysan, le maître se doit de manifester sa largesse en entretenant la masse de ses dépendants. Privé de prouesses sur les champs de bataille du fait de l'infirmité dont souffre sa main droite, Charles V doit faire montre de noblesse autrement. Les chroniqueurs et ses hagiographes sont marqués par ce roi qui reconquiert par la sagesse ce que ses prédécesseurs ont perdu sur les champs de bataille. Jean Froissart écrit : le roi Charles « fut rudement sage et subtil et il le montra bien tant qu'il vécut. Car tout coi, en étant dans sa chambre et ses déduits, il reconquérait ce que ses prédécesseurs avaient perdu sur les champs, la tête armée et l'épée à la main. Ce dont il [est] grandement à louer. » Christine de Pizan n'est pas en reste : « Ce roi, par son sens sa magnanimité, sa force, sa clémence et sa libéralité, désencombra son pays de ses ennemis tant qu'ils n'y firent plus leurs chevauchées. Et lui, sans se mouvoir de ses palais et sièges royaux, reconquit, refit et augmenta son royaume qui, auparavant avait été désolé, perdu et dépris par ses devanciers portant les armes et très chevalereux ».

#### La monarchie de droit divin
Le roi et ses conseillers ancrent l'idée que le roi est de droit divin ce qui élimine définitivement toute contestation de la légitimité des Valois par les Anglais ou les Navarrais. Il s'agit de bâtir l'image d'un roi sage, à la fois saint et savant et aussi d'une nouvelle vision de la monarchie. Le Songe du Vergier, ouvrage attribué à Évrart de Trémaugon, est inspiré directement par Charles V et contribue à peindre cette image de roi qui s'efface derrière les institutions et les officiers. L'auteur y passe en revue toutes les affaires du règne sous la forme d'un dialogue et détaille les arguments qui font du roi un personnage hors normes. Il écrit : « Qui doutera que le très puissant roi de France ne soit ordonné et établi de par Dieu ? »
Le roi s'insère dans la sainte lignée de saint Louis et modèle sur lui son existence publique. Les clercs de son entourage mettent en valeur l'aspect religieux de la cérémonie du sacre, ils recueillent et diffusent les récits de miracles que cette idée fait naître. Le sens du sacre, de l'onction et de la guérison des écrouelles est explicité à la demande du roi par le carme Jean Golein dans le Traité du Sacre pour prouver l'origine divine de la monarchie.
La décoration des différents logis du roi fait appel à force images saintes, les salles sont emplies de reliquaires, de statuettes ou de tableaux figurant la Vierge ou des saints : il convient de rappeler que le pouvoir du roi est d'origine divine. Il est fait une large place à la Trinité jusque dans les armoiries royales de France qu'il fait changer : à l'origine, l'écu royal est un semis de fleurs de lys dont le nombre n'était pas déterminé. Charles V le simplifie et prescrit le nombre précis de trois fleurs de lys. On distingue désormais les armes de France anciennes et les armes de France modernes : la plupart des grands seigneurs et villes arborant des fleurs de lys adoptent cette nouvelle norme.

#### La prestance royale
Il veille à s'exprimer avec magnificence et manifeste un goût pour le luxe. Les journées du roi sont codifiées par des rituels cérémonieux, qui seront imités en Bourgogne puis en Espagne pour donner la rigide étiquette des Habsbourg. De la même manière, lors de la visite de son oncle l'empereur Charles IV, tout est fait pour que le roi soit l'égal de l'empereur : le roi de France est empereur en son royaume. Ainsi Charles IV doit entrer dans les villes françaises sur un cheval noir, alors qu'il le fait sur un cheval blanc en terre d'Empire, tout l'apparat est présent, mais l'empereur entre en visiteur de marque et non en souverain.
Il prend comme symbole le lion, qui est roi des animaux, le sigle de saint Marc, et celui des rois de Bohême dont il descend (il est petit-fils de Jean l'Aveugle). Il reste très proche de son oncle, l'empereur Charles IV. Il fait installer à l'hôtel Saint-Pol ou au Louvre des ménageries où figurent des lions et qui ont un grand succès dans la capitale. Il veille à ce que son image soit partout : il figure sur le franc à pied (la monnaie), sa statue est placée en différents points de Paris…

### Arts et architecture

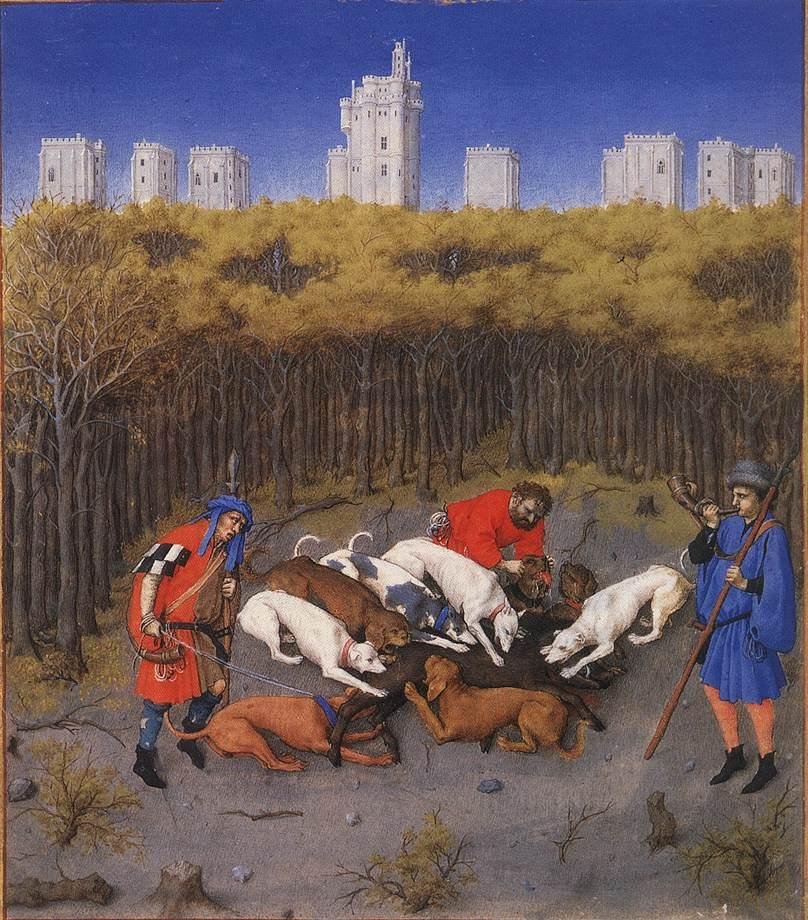
Miniature du mois de décembre des Très Riches Heures du duc de Berry montrant le Château de Vincennes. Musée Condé, Chantilly, ms.65, 12, vers 1440.

Durant le règne de Charles V, le soutien des arts et de l'architecture tient une large place. Il s'agit d'un moyen de figurer la restauration de l'autorité royale. La construction d'un puissant et très haut donjon, au château de Vincennes, où il crée une cité administrative, symbolise l'autorité royale. À l'instar de ses prédécesseurs, il fait ériger au château de Vincennes une Sainte Chapelle qui reçoit une épine de la couronne du Christ. Cela est prestigieux à double titre : c'est un clair rappel au règne de Saint Louis qui est la référence de l'époque et cela matérialise la proximité entre la puissance divine et la couronne de France. Les constructions royales sont pratiquement toutes réalisées à Paris et dans ses environs : la capitale matérialise l'unification du royaume par la couronne. Il cherche d'ailleurs à obtenir que la capitale devienne un archevêché (et non plus un évêché dépendant de l'archevêque de Sens), mais Grégoire XI se méfie du risque de voir l'Église gallicane prendre plus d'autonomie et refuse. L'image du roi est partout : on trouve des statues du souverain au Louvre, au Châtelet, sur le portail des célestins, à la Bastille, ce qui constitue à l'époque une nouveauté.
Les grands travaux ont un rôle utilitaire : l'extension des fortifications parisiennes ou la mise en service du premier égout de Paris rue Montmartre par Hugues Aubriot, en 1370, font partie des aménagements rendus nécessaires par l'accroissement rapide de la population parisienne. La construction de fortifications matérialise l'action du roi contre les exactions des Grandes Compagnies ou les raids anglais, comme les égouts matérialisent son action contre l'insalubrité qui est grande partie responsable de la propagation d'épidémies récurrentes. Cela valide dans l'opinion la bonne utilisation des ressources que procure l'instauration d'un impôt permanent. Christine de Pizan note que ces investissements massifs font partie d'une politique de grands travaux destinée à relancer l'économie. En effet, Charles V, qui a pu constater la menace que peut constituer les hommes désœuvrés qui se regroupent en place de grève, leur donne ainsi du travail. Leurs salaires sont dépensés, et créent ainsi de l'activité.

#### Places fortes et fortifications
Sa régence et son début de règne étant marqués par les désordres dus aux Grandes Compagnies et par la menace de chevauchées anglaises, il fait améliorer les fortifications des villes qui pourraient être attaquées et raser celles qui pourraient être prises pour éviter qu'elles ne soient utilisées par les compagnies.

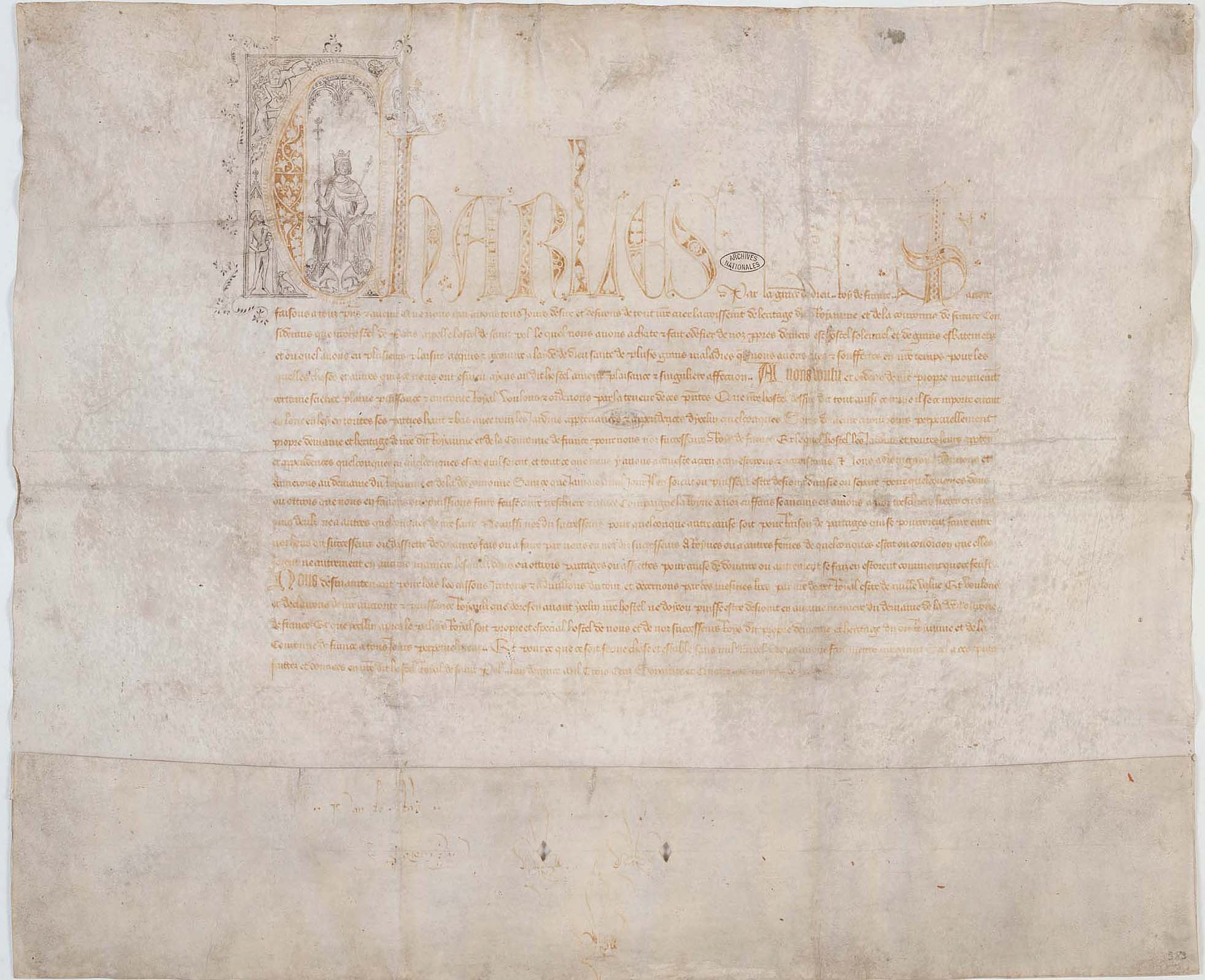
Charte de Charles V faisant défense d'aliéner l'hôtel Saint-Paul, juillet 1364. Archives nationales AE/II/383.

En 1356, Étienne Marcel fait construire de nouveaux remparts autour des quartiers situés au nord de la Seine ; cependant cet imposant travail s'arrête avec sa mort en 1358. Charles V, fidèle à sa stratégie de la terre déserte, veut améliorer les fortifications de la ville et continue l'œuvre du prévôt. Sur la rive gauche, pour protéger Paris des Anglais, il fait couronner de créneaux l'enceinte dite « de Philippe Auguste ». Sur la rive droite, il fait construire un nouveau rempart, dit « de Charles V », dont la construction s'achèvera en 1383. Les fortifications rive droite ont un tracé long de 5 kilomètres et un rempart de maçonnerie aurait été hors de prix et vulnérable à l'artillerie qui vient d'apparaître sur les champs de bataille, et remet en cause l'architecture militaire médiévale. Une solution ingénieuse est développée : le réseau de fortifications est constitué d'un ou deux fossés, puis d'un premier remblai de terre, puis un gros fossé de 12 m de large sur 4 de profondeur rempli d'eau, et enfin d'un gros remblai de terre de 25 m de large surmonté d'un petit mur. L'ensemble des fortifications fait 90 mètres de profondeur, ce qui est supérieur à la portée des machines de guerre et des bombardes de l'époque ; et les remblais sont capables d'encaisser les tirs de l'artillerie. De la même manière, les talus et le fossé inondé rendent ces fortifications très peu vulnérables aux sapeurs.

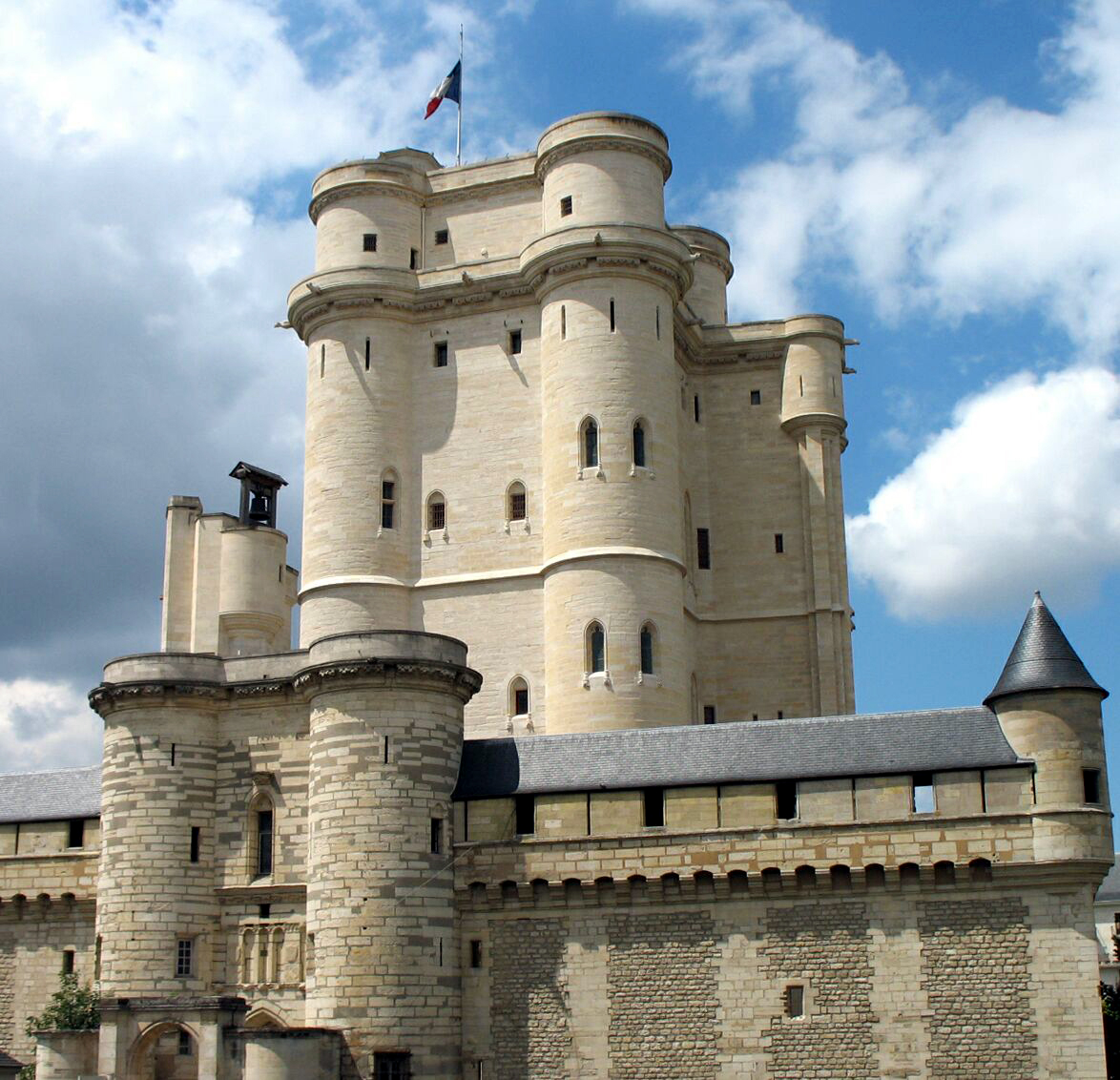
Le donjon du château de Vincennes.

Profondément marqué par les révoltes parisiennes de 1358, Charles V fait ériger la Bastille sur ses fonds propres. Cette forteresse a deux fonctions : elle prévient toute invasion par la porte Saint-Antoine, protégeant aussi l'hôtel Saint-Pol, lieu de séjour préféré de la famille royale ; et, en cas d'insurrection dans la capitale, elle couvre la route qui mène au château de Vincennes qui lui sert de résidence hors de Paris et est sur la route du Dauphiné, fief de Charles V en terre d'Empire. Le nouveau prévôt de Paris, Hugues Aubriot (auquel on doit également l'édification du Petit Châtelet, du pont au Change et du pont Saint-Michel), est chargé d'en diriger la construction, et la pose de la première pierre intervient le 22 avril 1370. Les travaux, considérables, vont durer douze ans. Aubriot fera les frais de sa diligence à exécuter les ordres du roi. Accusé de libertinage et d'impiété pour avoir rendu à leurs parents des enfants juifs enlevés pour les convertir, il est emprisonné à la Bastille en 1381, alors que la construction n'est pas encore terminée. Quant à Charles V, il mourait l'année précédente sans avoir pu en contempler l'achèvement.
Charles V aménage tous ses logis de manière à pouvoir les quitter facilement en cas de menace. Ainsi l'hôtel Saint-Pol jouxte les jardins du couvent des Célestins et il entretient d'excellents rapports avec les moines qui y vivent, ce qui lui garantit une sortie de secours discrète. De la même manière, il fait aménager un pont-levis au Louvre, ce qui permet de fuir précipitamment, le cas échéant.

#### Résidences royales

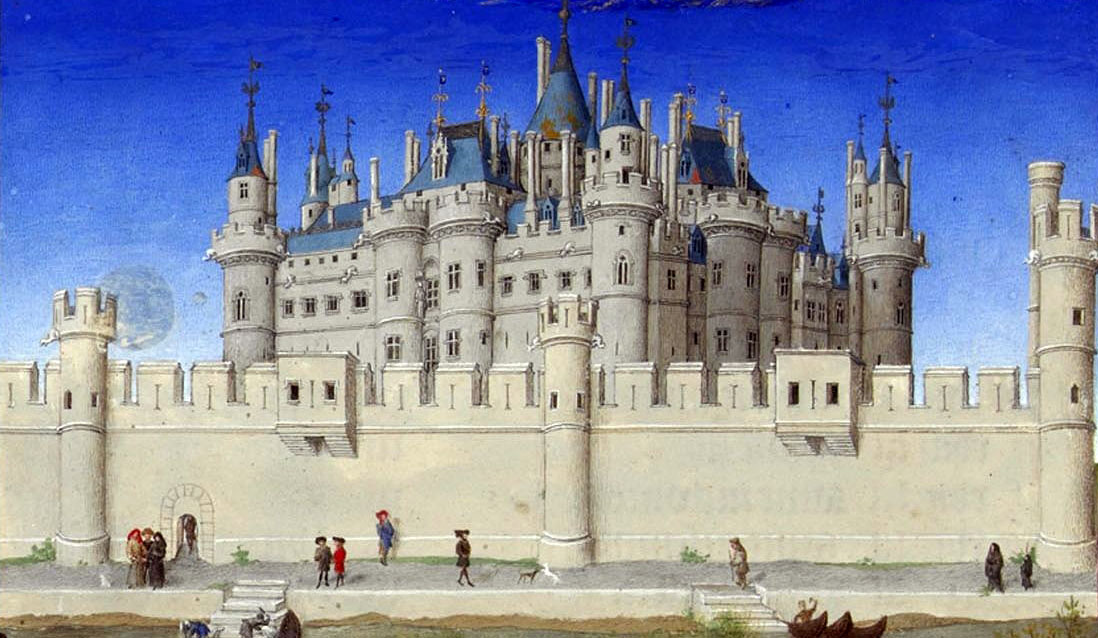
Le Louvre de Charles V

Charles V fait faire des travaux de rénovations dans les diverses résidences royales de Saint-Ouen, Creil, Melun, Montargis et Saint-Germain-en-Laye. En 1361-1364, il fait construire l'hôtel Saint-Pol, et fait ériger ou restaurer en 1373 (ou 1375) le château de Beauté en bord de Marne,. Enfin, c'est surtout les travaux de transformation qu'il engage à partir de 1367 au château du Louvre, métamorphosé en résidence royale, qui marquent les mémoires, comme en témoignent les Très Riches Heures du duc de Berry.

#### La librairie du roi

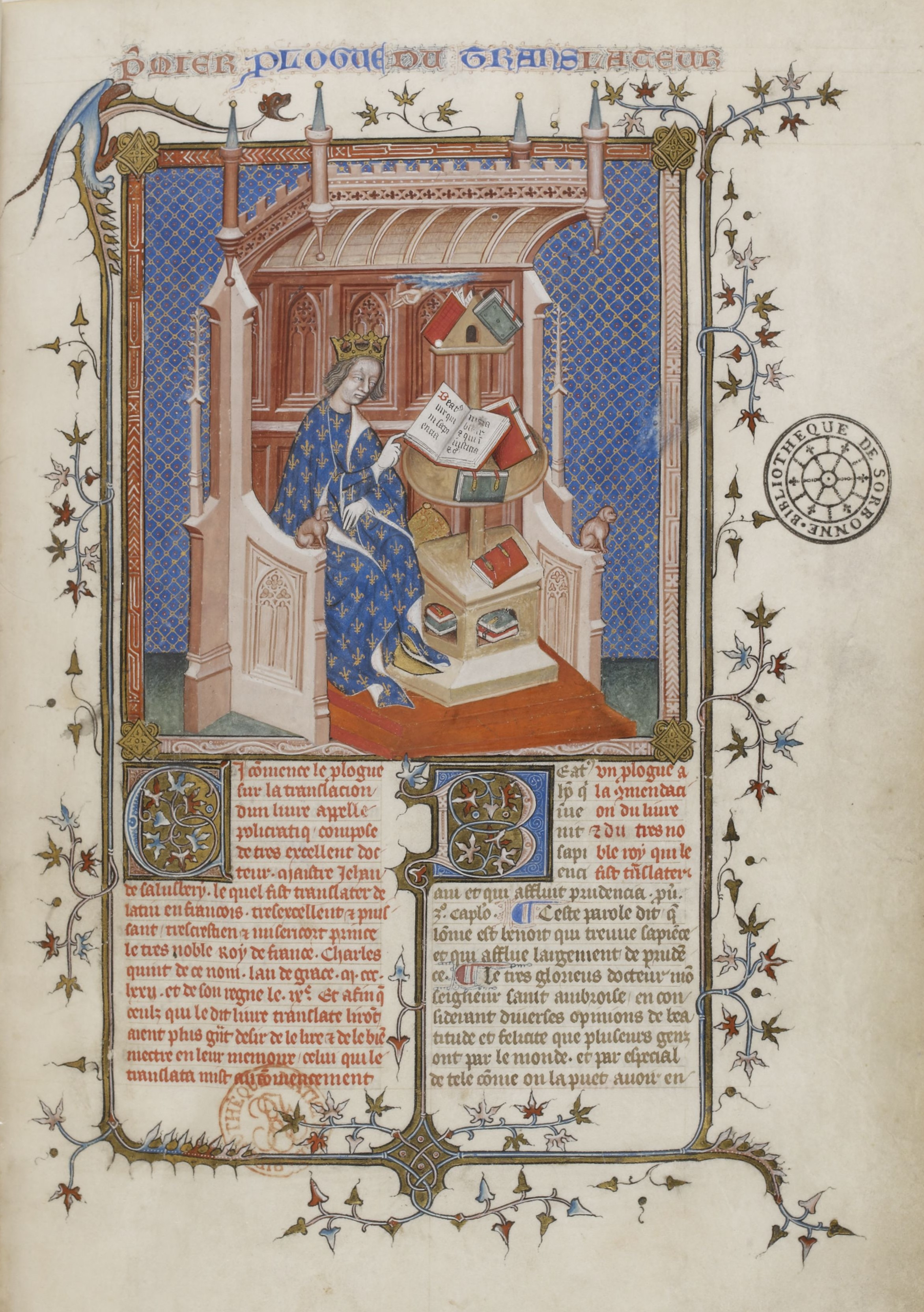
Charles V dans une cathèdre de bois, en train de lire un ouvrage posé sur une roue à livres, tandis qu'une main céleste bénit le souverain. Sous cette enluminure, le prologue du traducteur Denis Foulechat compare le roi à Salomon.
Page frontispice d'une traduction française du Policraticus de Jean de Salisbury, BnF, ms. Français 24287,, vers 1372.

Charles est un patron des arts : lors de la reconstruction du Louvre en 1367, il y fonde la première Librairie royale, qui deviendra quelques siècles plus tard la Bibliothèque nationale de France. Charles V fait aménager dans la tour de la Fauconnerie des pièces où il transfère une partie de ses livres (à l'époque 965 notices), et il confie cette bibliothèque à Gilles de Malet (1368). Parmi les manuscrits mentionnés dans les inventaires après-décès, se trouvent la Bible historiale de Jean de Vaudetar, le Psautier d'Ingeburge, Bréviaire de Belleville, le Bréviaire dit de Charles V, le Bréviaire de Jeanne d'Évreux, les Heures de Savoie, la Vie de saint Denis, les Grandes Chroniques de France de Charles V et l'Atlas catalan
Il entreprend une politique de vulgarisation et fait traduire en français de nombreux ouvrages scientifiques et techniques, des traités d’astrologie et d’histoire, des textes d’Aristote accompagnés des commentaires explicatifs de leur traducteur Nicolas Oresme, le Policraticus de Jean de Salisbury, le Livre des propriétés des choses de Barthélémy l'Anglais (traduit par Jean Corbechon), ou encore des œuvres religieuses comme La Cité de Dieu, de saint Augustin traduite en 1370 par le juriste Raoul de Presles, qui y ajoute ses propres commentaires et ceux de ses prédécesseurs.
Les textes latins sont traduits en français et des prêts sont accordés pour les copier. Disposée sur trois étages, la Librairie royale répond à un projet politique : elle doit former une élite administrative. Elle compte jusqu’à un millier de manuscrits.

## Évolution sous ses successeurs

Apanages et principautés à la fin de la guerre de Cent Ans.
Domaine royal
Possessions du duc de Bourgogne
Possessions anglaises

### Guerre civile entre Armagnacs et Bourguignons
La politique des apanages a été imaginée comme une décentralisation pour améliorer la gestion des provinces éloignées de la capitale. Ces dernières sont possédées par des familles proches du roi et reviennent à la couronne en l'absence d'héritier mâle, ce qui évite d'en perdre le contrôle après un mariage. Les princes reçoivent leurs finances des impôts permanents récoltés par le roi, ce qui permet à celui-ci de les garder théoriquement sous contrôle. C'est dans cet esprit que Charles V fixe en 1374 la majorité des rois à treize ans et un jour (leur quatorzième année, donc), afin que son fils Charles VI prenne le pouvoir et que l'équilibre ne se rompe. Prévoyant la possibilité que son fils ne soit pas assez âgé pour gouverner, il met en place un système pour que ses frères ne puissent accaparer le pouvoir. La reine a la garde des enfants royaux, mais elle n'a pas le gouvernement du Royaume. L'aîné, le duc d'Anjou, a le gouvernement, mais pas les finances. La plus grande partie des revenus royaux est affectée aux enfants et donc à la Reine. Tout mariage des enfants ne peut se faire qu'après accord d'un conseil de tutelle comprenant les frères de Charles V, son cousin Louis de Bourbon et la reine. Ce conseil est assisté par des fidèles conseillers de Charles V.
Mais, à sa mort en 1380, son fils Charles VI est mineur ; jusqu'en 1388, ce sont ses oncles qui se partagent la régence et donc les recettes fiscales. Dès lors, leurs principautés deviennent indépendantes de fait. C'est la lutte pour le contrôle des recettes de l'État qui entraîne la guerre civile entre Armagnacs et Bourguignons puis les tentatives d'indépendance de la Bourgogne, qui ne cesseront qu'avec la mort de Charles le Téméraire en 1477. Mais cette principauté composée de territoires issus de la France et du Saint-Empire devient alors un enjeu de conflits entre les Habsbourgs et les Valois. La lutte pour le contrôle de ces terres entraîne deux siècles de guerres entre la France d’une part, et l’Autriche et l’Espagne d’autre part.

### Absolutisme

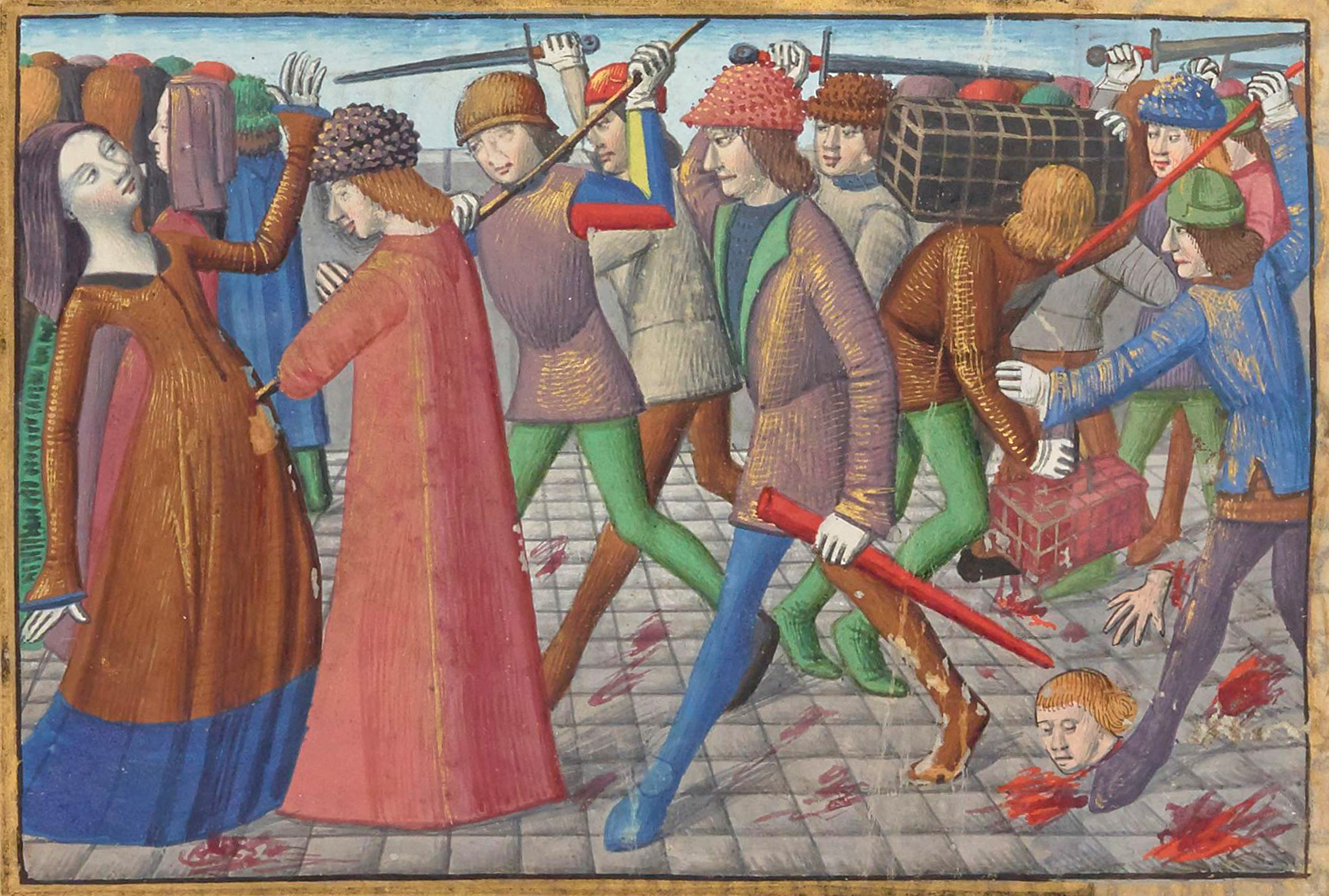
Cabochiens, Les Vigiles de la mort de Charles VII, vers 1484.

Constatant l'échec de la tentative de mise en place par la grande ordonnance de 1357 d'une monarchie contrôlée qu'il a soutenue au départ, Charles V opte pour un autre régime monarchique. Il est fondé sur l'État de droit (la justice étant l'un des piliers du prestige royal depuis Saint Louis), la décentralisation (via la politique des apanages) et la garantie par l'État de la sécurité physique (par l'instauration d'une armée permanente) et monétaire (par la création du franc).
Au XVe siècle, les Parisiens tentent une nouvelle fois d'instaurer un régime de monarchie contrôlée : les cabochiens, soutenus par Jean sans Peur et l'université de Paris imposent à Charles VI l'ordonnance cabochienne en 1413, qui tente de rendre vie à la grande ordonnance de 1357. Sa durée de vie sera aussi éphémère car les promesses démagogiques de fiscalité faible de Jean sans Peur ne peuvent être tenues.
Au contraire, les monarques français financent une politique qui restaure l'autorité royale par la mise en place d'impôts permanents et l'entretien d'une armée soldée. Le commerce en France ne pouvant se faire sans la sécurisation des axes commerciaux terrestres, la bourgeoisie finit par accepter un État fort financé par une fiscalité lourde, qui évolue progressivement vers une nécessité.

### Impôts et armée permanente

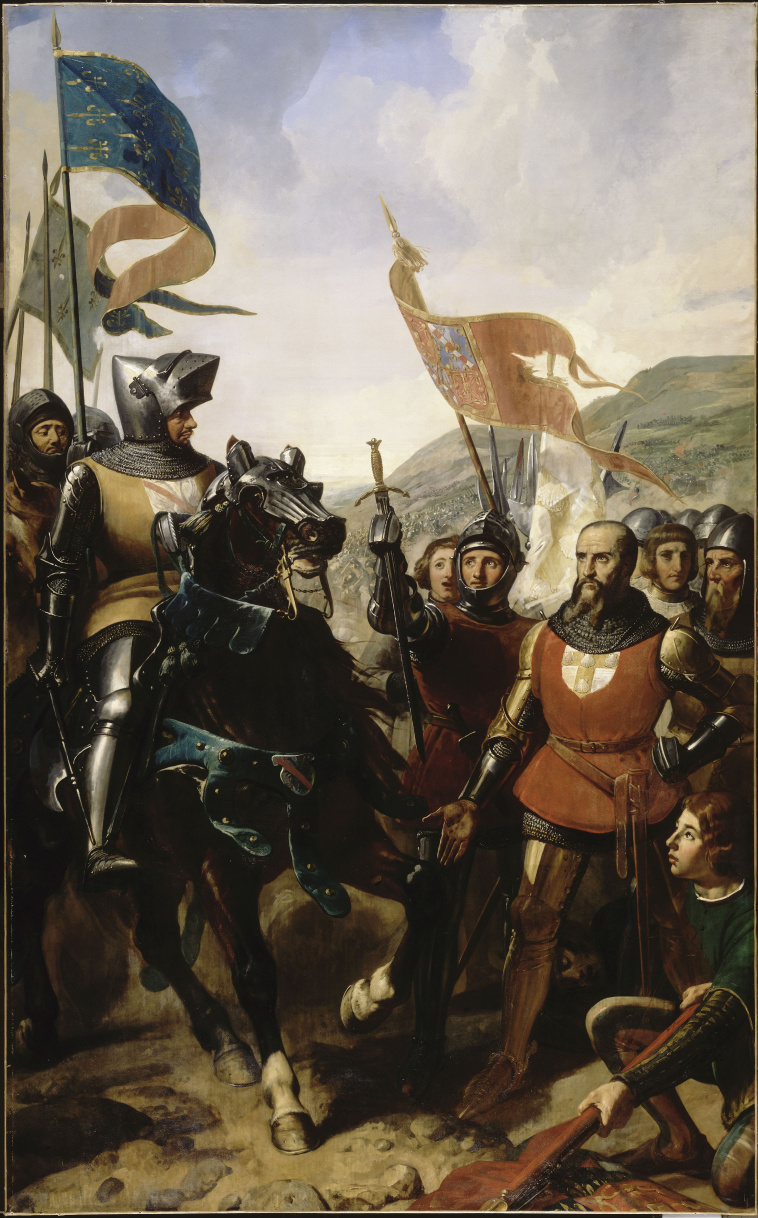
Bertrand du Guesclin à la bataille de Cocherel, dans une peinture historiciste du XIXe siècle.

L'établissement d'une armée permanente pour éviter les pillages dus aux mercenaires démobilisés est un indéniable progrès. Toutefois, il porte atteinte à la fonction sociale de la noblesse, dont l’importance sur le champ de bataille diminue au profit de roturiers.
Durant la guerre de Cent Ans, de nombreuses révoltes paysannes et bourgeoises ont lieu en Angleterre (révolte des paysans) et en France (Jacqueries). En Angleterre, la formation de toute la population au maniement de l’arc est même une erreur : durant la révolte des paysans anglais de 1390, ce sont 100 000 paysans qui menacent Londres. L’ordre social féodal est menacé : cette révolte est réprimée dans le sang, tout comme les Jacqueries. C’est d’ailleurs pour cette raison qu’en France, sous Charles VI, la noblesse demande et obtient la suppression des Grandes Compagnies soldées instituées après décision de Charles V.
C'est son petit-fils Charles VII qui réorganise son armée de manière similaire pour pouvoir vaincre les Anglais. Il obtient progressivement des états de la langue d'oïl (1438 et 1443) puis d'oc (1439) la possibilité de reconduire les aides sans réunir les états annuellement : il réinstaure la permanence de l'impôt. Il a alors les moyens d'entretenir une armée permanente et d'éviter que les mercenaires démobilisés ne se livrent au pillage. Il envoie le dauphin Louis à la tête de plus de 20 000 écorcheurs combattre les cantons suisses révoltés contre le duc d'Autriche. Cela lui permet de tester ses hommes et de se débarrasser des éléments douteux ou mal équipés. Beaucoup de routiers périssent face aux Suisses et aux Alsaciens. Il renvoie ensuite un grand nombre d'éléments indésirables dans leur pays d'origine (en particulier en Espagne), ou les recycle dans l'administration, les disperse par petits groupes leur ayant accordé des lettres de rémission. Au total, il ne retient à son service que la moitié environ des combattants. Par l'ordonnance de Louppy-le-Châtel de 1445, il les organise en lances : unité de base où les compétences de chacun se complètent. Chacune est constituée d'un homme d'arme accompagné de deux archers à cheval, d'un coutilier (armé d'une épée et d'une longue dague), d'un page et d'un valet (ces derniers ne combattant pas en règle générale). 100 lances forment une compagnie. Les 15 compagnies totalisent 9 000 hommes, dont 6 000 combattants qui forment la grande ordonnance. Bientôt, trois nouvelles compagnies sont créées. Cette armée est entretenue de façon permanente : elle est mise en garnison dans des villes du Royaume. Celles-ci ont la charge de l'entretenir : le coût ne repose pas sur les finances royales. En 1448, il crée la petite ordonnance : en cas de mobilisation, chaque paroisse (cinquante feux) est tenue de mettre à la disposition du roi un archer bien équipé et bien exercé. Pour compenser les charges qui pèsent sur lui, il est dispensé d'impôt (la taille) : on l'appelle franc-archer. Choisi par les agents du roi, il est tenu au service de ce dernier. Le Royaume en compte environ 8 000 et possède enfin une archerie comparable à l'armée anglaise. Grâce à une armée moderne appuyée par une véritable artillerie de campagne, il vainc définitivement les Anglais, qui en 1453 ne contrôlent plus que Calais sur le continent.

### Bibliothèque nationale

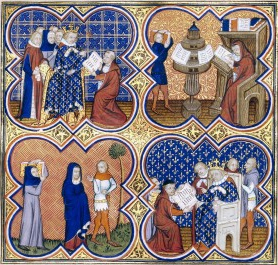
Charles V ordonnant la traduction d'Aristote. Frontispice de Politiques, Économiques, Éthique d'Aristote traduits par Nicole Oresme, vers 1370. Miniature du Maître du Rational, BnF, Fr.204, f.347r.

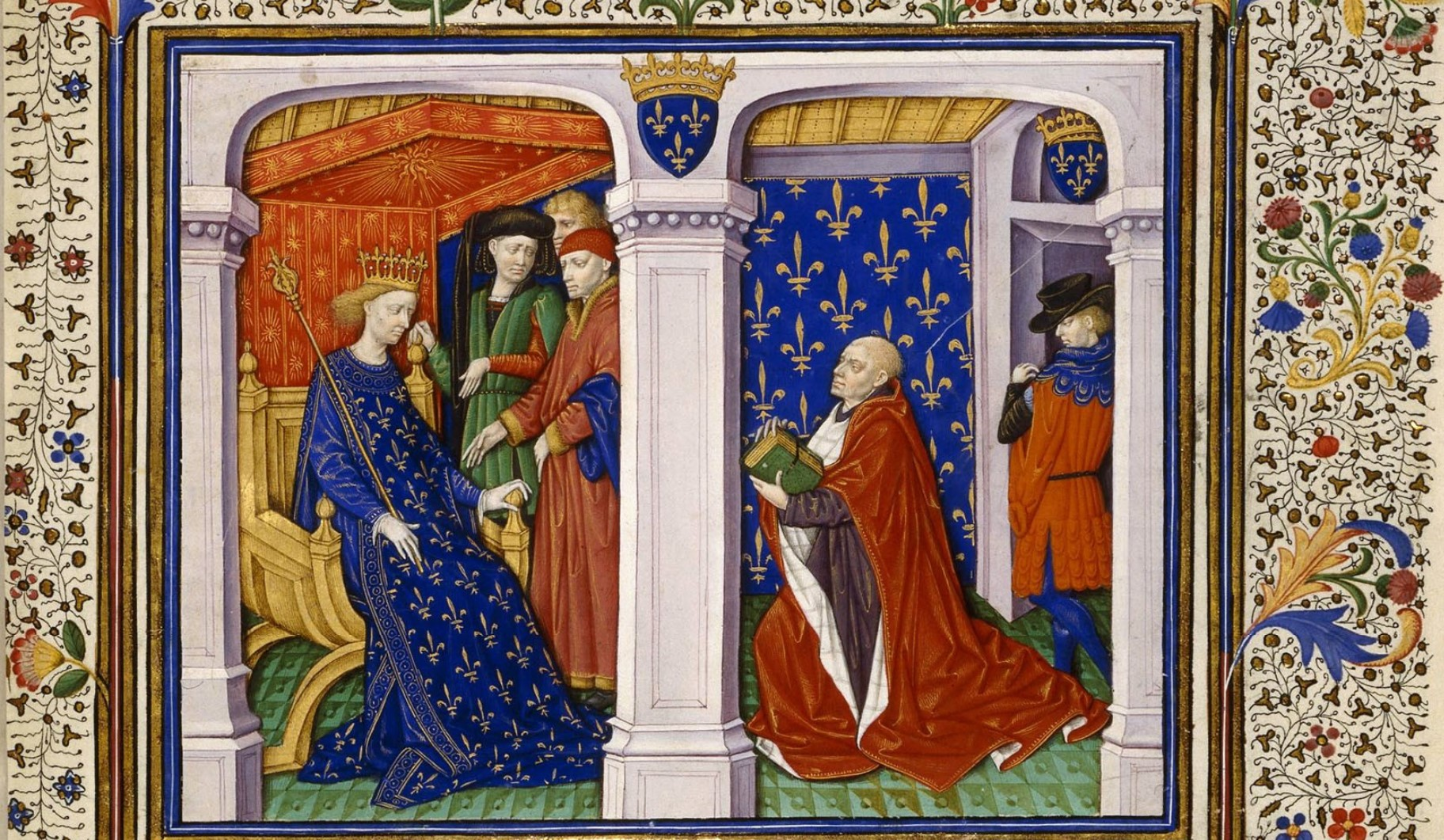
Jean Corbechon, présente sa traduction du Livre des Propriétés des choses, au roi Charles V, œuvre initialement manuscrite par le moine franciscain Barthélemy l'Anglais, BnF, no Fr.16693, no MF.19931.

La Bibliothèque nationale de France tire son origine de la bibliothèque du roi, constituée au Louvre par Charles V qui suscite des traductions, nomme Gilles Mallet comme garde et fait réaliser un inventaire. Toutefois, cette bibliothèque sera dispersée après la mort du roi Charles VI.
C'est à partir de Louis XI qu'une nouvelle bibliothèque est constituée et (plus important pour la continuité de l'établissement) se transmet de roi en roi, d'abord à Charles VIII, qui y fait entrer les premiers ouvrages imprimés, puis à Louis XII. Cette bibliothèque est installée à Amboise, puis à Blois.
En 1518, François Ier décide la création d'un grand « cabinet de livres », abrité à Blois et confié au poète de la cour Mellin de Saint-Gelais. Les progrès de l'imprimerie favorisent la publication d'un nombre croissant de livres. Il instaure, en 1537, le dépôt légal qui permet d'enrichir la bibliothèque, dont il nomme intendant l'humaniste Guillaume Budé avec mission d'en accroître la collection. C'est en 1540 qu'il charge Guillaume Pellicier, ambassadeur à Venise, d'acheter et faire reproduire le plus possible de manuscrits vénitiens. Comme François Ier installe sa propre bibliothèque à Fontainebleau, il existe un temps deux bibliothèques royales, mais celle de Blois est déménagée à Fontainebleau dès 1544.

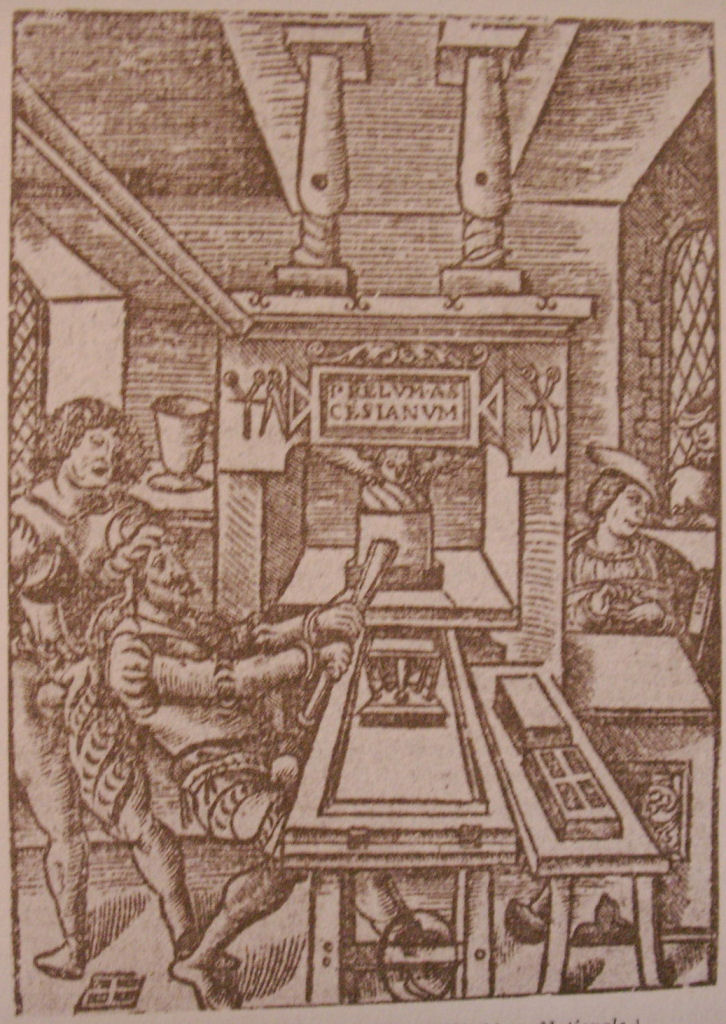
Imprimerie du XVe siècle. Grâce à François Ier, les imprimeries françaises vont se perfectionner et accroître considérablement le nombre d'ouvrages de la bibliothèque royale.

Sous Charles IX, la nouvelle bibliothèque, issue de la fusion des deux précédentes, est rapatriée à Paris. Henri IV l'installe au collège de Clermont (1594) puis au couvent des Cordeliers (1603).
La bibliothèque se développe réellement sous Louis XIV, époque qui voit de nombreuses nouveautés : installation rue Vivienne, non loin de l'actuel site Richelieu, intégration de plusieurs collections d'origine privée (Gaston d'Orléans, Michel de Maroilles, Loménie de Brienne), ouverture à la gravure et à la musique imprimée, création du classement de Nicolas Clément (utilisé jusqu'en 1996), ouverture au public (1692).
Le XVIIIe siècle est important pour la bibliothèque avec les réalisations de catalogues systématiques. C'est à cette époque que la bibliothèque s'installe rue Richelieu, à l'actuel emplacement du site Richelieu. Cette nouvelle implantation facilite, à partir de 1720, la fréquentation du public et la bibliothèque reçoit les visites assidues de plusieurs des philosophes des Lumières.
À la faveur du déménagement, l'organisation interne est améliorée avec la constitution de cinq départements : département des manuscrits, département des imprimés, département des titres et généalogies (plus tard intégré aux manuscrits), département des planches gravées et recueils d'estampes, département des médailles et pierres gravées.
Les enrichissements se poursuivent, tant par un meilleur contrôle du dépôt légal, que par l'intégration de nouvelles collections particulières : collection Baluze, collection musicale de Sébastien de Brossard, bibliothèque de Colbert.
À la Révolution française, l'établissement prend le nom de bibliothèque de la Nation. Malgré quelques déprédations et limogeages, c'est une période d'enrichissements par l'intégration de fonds de provenances diverses (la bibliothèque a alors compté 240 000 livres, 14 000 manuscrits et 85 000 estampes) :
- de Paris : la bibliothèque a récupéré une bonne partie de ce qui se trouvait dans les dépôts littéraires de la capitale, intégrant ainsi les collections de nombreuses communautés religieuses (abbaye Saint-Victor) et une partie de celles de l'université (plus de 800 000 pièces en tout) ;
- de la province : si les fonds des dépôts littéraires provinciaux ont été la plupart du temps dévolus aux écoles centrales avant d'être attribués aux communes, la Bibliothèque de la Nation se réservait les pièces les plus remarquables, qui devaient illustrer les richesses de la France. C'est ainsi que des pièces venues des quatre coins de la France (Chartres, Amiens, Soissons) se sont retrouvées à la Bibliothèque nationale ;
- de l'étranger : au fur et à mesure des conquêtes révolutionnaires, les troupes françaises s'emparent de collections jugées utiles ou prestigieuses. Une partie en a été rendue aux pays concernés en 1814, mais la Bibliothèque en a gardé d'importants fonds[231].

Au fil des changements de régimes, la bibliothèque devient Bibliothèque impériale puis bibliothèque royale, puis Bibliothèque nationale en 1848, de nouveau impériale et définitivement nationale en 1871.
L'établissement continue à être enrichi au cours du XXe siècle pour devenir ce qu'elle est aujourd'hui : la Bibliothèque nationale de France.

### Gallicanisme

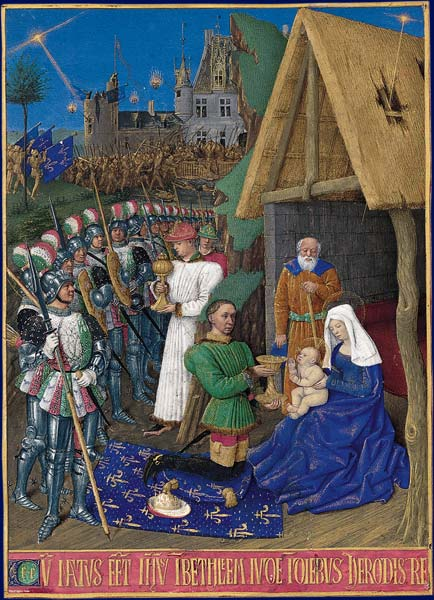
Charles VII (roi de France) représenté en roi mage par Jean Fouquet. Livre d'heures d'Étienne Chevalier.

Le règne de Charles V est marqué par l'affirmation du royaume de France comme un État souverain et indépendant du Saint-Empire ou de l'Église. Depuis Philippe le Bel, le royaume s'émancipe de la tutelle que le souverain pontife aurait voulu imposer sur l'Occident. Le grand schisme d'Occident va grandement contribuer à affirmer l'autonomie du royaume de France vis-à-vis du Saint-Siège. Charles V a toujours veillé à ce que l'État ne dépende pas de l'Église, dissociant bien ses convictions religieuses et la politique. En soutenant Clément VII, l'objectif est surtout d'avoir un (anti)pape pro-français dans sa lutte contre le royaume d'Angleterre, Mais le schisme a des conséquences bien plus importantes pour les rapports entre le royaume et Rome.
Déjà, pendant le gouvernement des oncles, les tentatives de soustractions d'obédiences menées par Philippe le Hardi soutenu par l'université de Paris aboutissent à une indépendance de fait de l'église de France entre 1398 et 1403. Un grand pas est alors fait vers le gallicanisme.
Plus tard, la résolution du schisme par le conciliarisme affaiblit la papauté et permet à Charles VII de s'imposer en 1438 comme le chef naturel de l’Église de France, qui entre ainsi dans l'ère du gallicanisme. Dans son préambule, la Pragmatique Sanction de Bourges dénonce les abus de la papauté. Dans son premier article, elle déclare la suprématie des conciles généraux sur le Saint-Siège et limite les pouvoirs du pape. Ainsi la libre élection des évêques et des abbés par les chapitres et les monastères est rétablie : elle supprime les nominations par le Saint-Siège et son droit de réserve. La royauté obtient de pouvoir « recommander » ses candidats aux élections épiscopales et abbatiales auprès des chapitres. L'ordonnance de Bourges établit aussi des juridictions permettant de limiter les appels (souvent onéreux) faits à Rome. Enfin, elle fixe un âge minimum pour devenir cardinal, réduit la possibilité du pontife de lever un certain nombre d'impôts (suppression des annates) et restreint les effets de l'excommunication et de l'interdit.
Fin politique, Charles VII réussit ce que Philippe le Bel a vainement tenté de réaliser. Bien que se référant à Rome, l'Église de France acquiert une grande autonomie. Le roi s'assure la loyauté du clergé français.

## Généalogie

### Ascendance
Charles V est issu de la branche royale des Valois de la dynastie capétienne. Charles V fut le premier roi à se donner un numéro d’ordre, « qui faisait de lui un héritier ».
Il est le fils de Jean II dit le Bon et de Bonne de Luxembourg, fille du roi Jean Ier de Bohême et sœur de l'empereur Charles IV. Il est le frère de Louis Ier, duc d'Anjou, de Jean Ier, duc de Berry et de Philippe II, dit le Hardi, duc de Bourgogne.

### Descendance
Marié à Jeanne de Bourbon, avec laquelle il partage des liens de consanguinité, le 8 avril 1350 ; il a huit enfants dont deux seulement atteignent l'âge adulte :
- Jeanne (1357-1360), morte en l'abbaye de Saint-Antoine-des-Champs, et inhumée en l'église abbatiale, dans le même tombeau que sa sœur cadette, Bonne de France, décédée quelques jours après ;
- Bonne (1360-1360), inhumée en l'église abbatiale de Saint-Antoine-des-Champs, dans le même tombeau que sa sœur aînée, Jeanne de France. La tête de son gisant, seul vestige du tombeau, est conservée au musée Mayer van den Bergh d’Anvers ;
- Jeanne (née et morte en 1366)[238],[239] ;
- Charles (1368-1422), roi de France sous le nom de Charles VI à la mort de son père en 1380 ;
- Marie (1370-1377), accordée par traité en 1373[240] et par contrat de mariage ratifié en 1375[241] avec Guillaume d'Ostrevant (futur Guillaume II, duc de Bavière-Straubing, alias Guillaume IV, comte de Hainaut) ;
- Louis (1372-1407), d'abord duc de Touraine en 1386 puis qui reçoit en 1392 le duché d'Orléans en apanage sous le nom de Louis Ier ;
- Isabelle (1373-1378) ;
- Catherine (1378-1388) qui devient comtesse de Montpensier en 1386 à la suite de son mariage (non consommé) avec Jean de Berry, comte de Montpensier, fils et héritier de Jean, duc de Berry.

Charles V aurait eu deux bâtards :
- Oudard d'Attainville[242], bailli de Rouen. On perd sa trace après 1415 ;
- Jean de Montagu alias Montaigu (v. 1363-1409), fils de Biette de Casinel, il est grand maître de France. La filiation est incertaine. Son parrain est le roi Jean II le Bon, alors que celui-ci était encore duc de Normandie selon une source incertaine.

## Aspect physique et personnalité

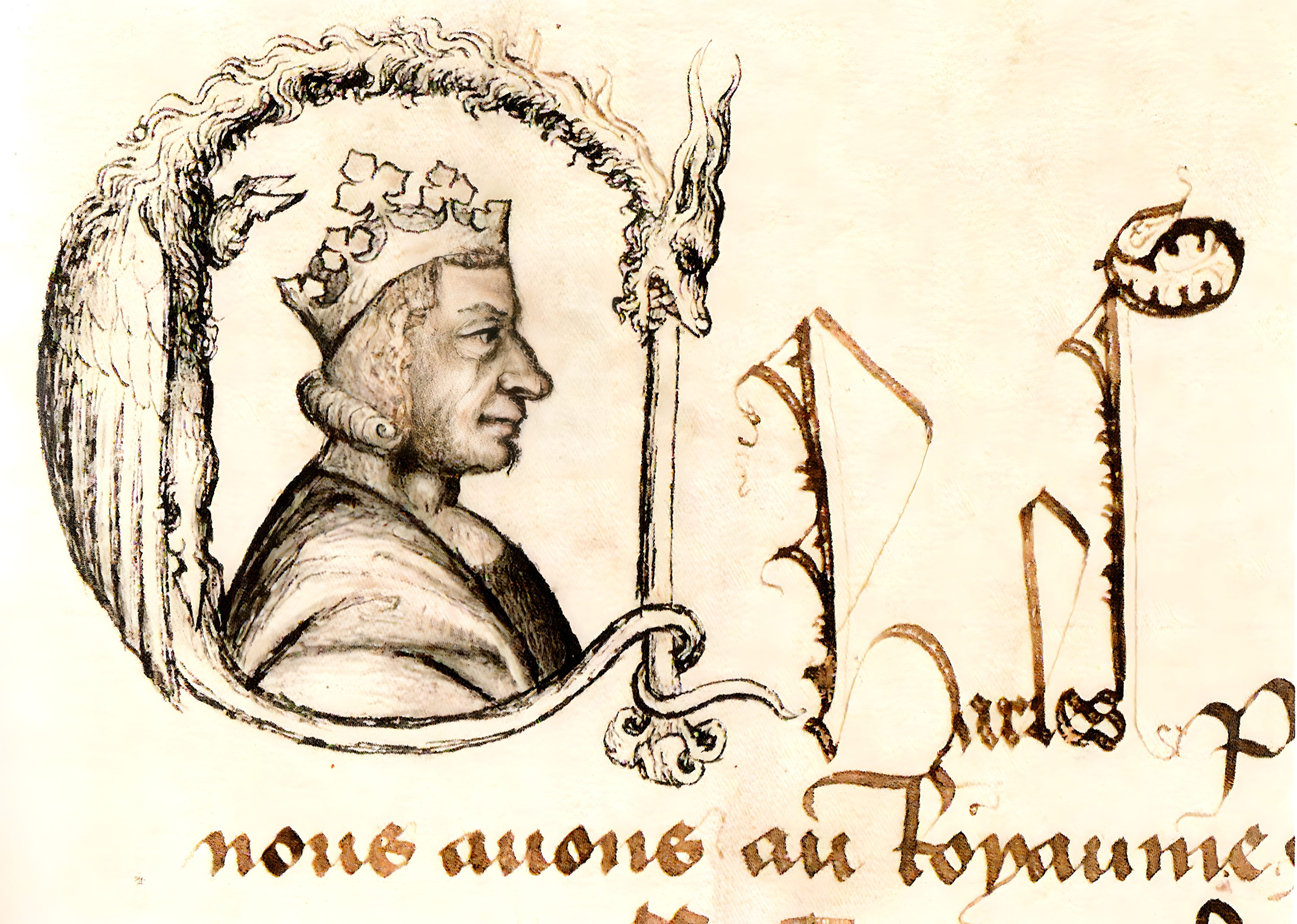
Portrait de Charles V figurant dans une lettre C ornée au début d'une charte royale datée de 1367. Paris, Archives nationales, J/358/12.

Portant les séquelles d'une maladie de jeunesse contractée en 1349, il n'est pas si chétif qu'on l'a écrit (73 kg en 1362 après une longue maladie et 77,5 kg en 1368), mais sa santé fragile l'écarte des tournois et des champs de bataille : sa main droite est si enflée qu'il ne peut manier d'objets pesants. Il n'en a pas moins un sens aigu de la majesté royale. Il a l'esprit vif, et il est proprement machiavélique : sa biographe Christine de Pizan le décrit « sage et visseux » (retors) et Jean de Gand le qualifie de « royal attorney. » Son tempérament tranche avec celui de son père Jean le Bon, dont la grande sensibilité se traduit par des explosions de colères non contenues, et qui ne s'entoure que de personnes avec lesquelles il a des liens d'amitié. Très tôt, la mésentente est manifeste entre père et fils aux personnalités si dissemblables.
Charles V est très instruit : Christine de Pizan le décrit comme un intellectuel accompli maîtrisant les sept arts libéraux. C'est aussi un roi très pieux. Sa dévotion l'aide à supporter les épreuves, le sort s'acharnant longtemps à ne pas lui donner d'héritier, et étant sujet à de nombreux problèmes de santé devant lesquels la médecine de l'époque reste démunie. Il soutient notamment l'expansion de l'ordre des Célestins.
Comme son père Jean le Bon, Charles V manifeste un vif intérêt pour la Bible. Il lit la Bible entière dans l'année à raison de quelques pages chaque jour. À une époque où les exemplaires de la Bible en français sont très rares, il fait réviser la traduction de la Bible en français. Il distribue des exemplaires de la Bible dans différents dialectes à plusieurs de ses seigneurs, afin de répandre le Livre saint dans les provinces du Royaume. Ses successeurs ont conservé la bible dont il se servait pendant plusieurs générations.
Il est également adepte de l'astrologie et de diverses sciences occultes. L'inventaire de sa bibliothèque en 1380 fait état de trente ouvrages traitant de géomancie, et le septième des livres de sa bibliothèque sont des ouvrages d'astronomie, d'astrologie ou d'art divinatoire. Cependant, cela va à l'encontre de la doctrine de l'Église et de l'Université à l'époque ainsi que celle de ses conseillers : ces croyances restent dans la sphère privée du roi et n'interfèrent pas dans ses décisions politiques.